# Географія Данії
Данія — північноєвропейська країна (Скандинавія), що розташована на Ютландському півострові й прилеглих островах Балтійського і Північного морів. До Данії відносять також Фарерські острови в Північній Атлантиці й острів Ґренландія у Північній Америці (вони розглядаються в окремих статтях). Загальна площа країни 43 094 км² (134-те місце у світі), з яких на суходіл припадає 42 434 км², а на поверхню внутрішніх вод — 660 км². Площа країни удвічі більша за площу Львівської області України. Загальна протяжність узбережжя континентальної Данії становить понад 7 тис. км. Данія межує суходолом лише з Німеччиною, довжина спільного державного кордону — 68 км . Рельєф країни — горбиста рівнина . Країна має помірний морський клімат з невеликими добовими і сезонними амплітудами температури повітря, що у поєднанні з достатньо родючими ґрунтами створює привабливі умови для інтенсивного сільського господарства . Рослинність прадавніх широколистяних лісів і вересових пусток здебільшого поступилась агробіоценозам полів і пасовищ інтенсивного агропромислового комплексу, культурним урбанізованим ландшафтам населених пунктів, шляхів сполучення . Природа країни охороняється в численних заповідниках, національних парках, ботанічних і орнітологічних заказниках .

## Назва
Офіційна назва — Королівство Данія, Данія (дан. Kongeriget Danmark, Danmark). Назва країни походить від протоіндоєвропейського Dhen, що означає низьке чи пласке і (нім. mark), що означає прикордонну землю, межовий ліс. Назва використовувалася стародавніми готами для опису лісу, що відділяв Готланд від Сканії. В античних джерелах згадується давньогерманське плем'я данів, що мешкало на Ютландському півострові. У IX столітті в імперії Карла Великого була утворена прикордонна Данська марка (нім. Danmark), що в XI сторіччі стала незалежною державою.

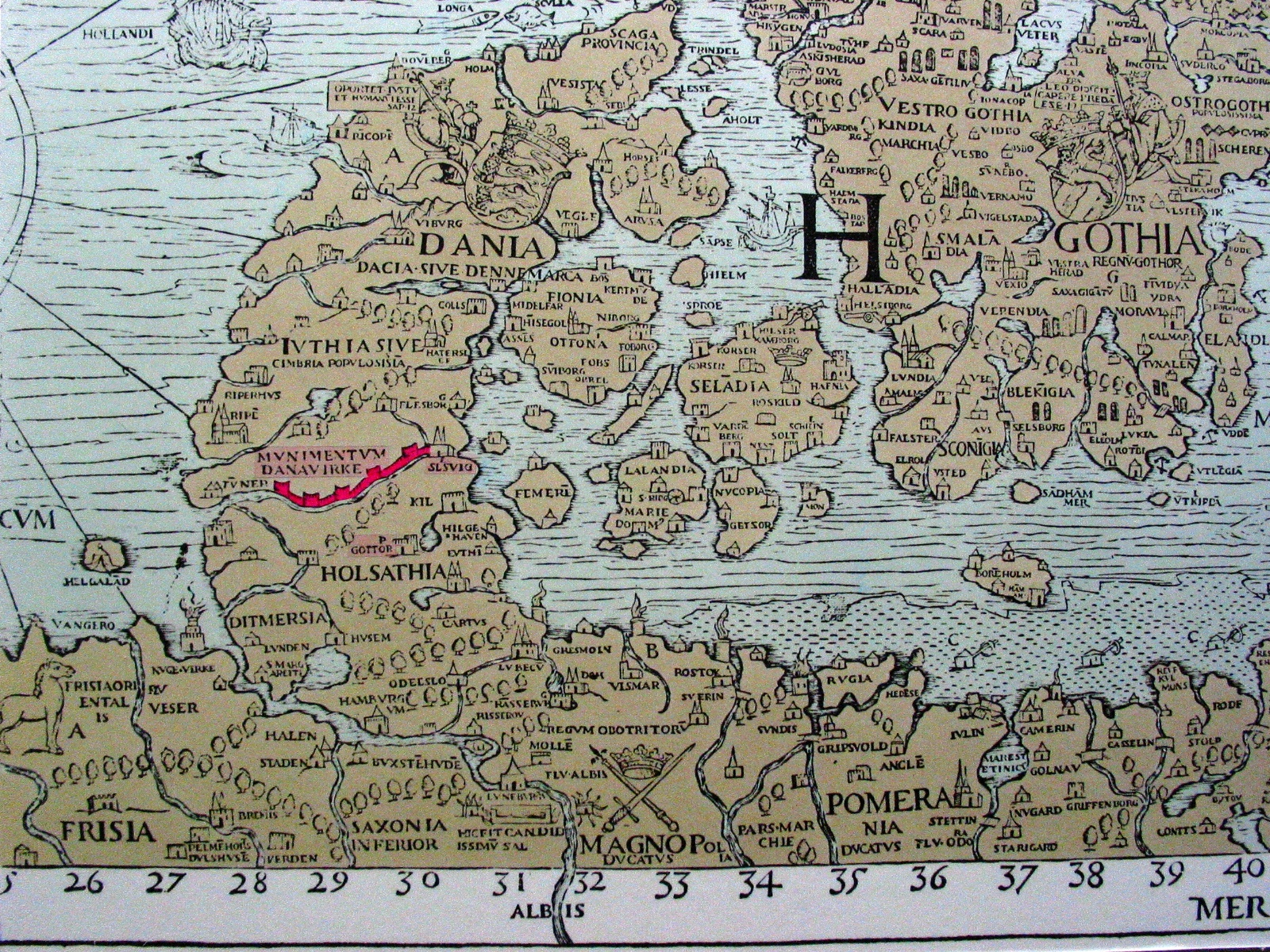
Даневірке — оборонна споруда вікінгів часів Франкської імперії

Уперше форма «Данія» Dania зустрічається в праці Саксона Граматика Saxo Grammaticus (1140—1216) «Справи данів» (лат. Gesta Danorum). У руській історіографії назва «Данія» уперше зустрічається в Першому новгородському літописі.

## Географічне положення
Данія розташована у Північній Європі на півночі Середньоєвропейської рівнини, між Центральною Європою та Скандинавським півостровом. Простягається з півночі на південь на 360 км, зі сходу на захід — на 402 км, 480 км разом з островами. Площа країни разом з островом Борнгольм становить 43 094 км², суходолу — 42 394 км², поверхня водойм становить 700 км² (2 % від загальної площі). Данія займає північну та центральну частину півострова Ютландія (29,8 тис. км²) та великі прилеглі острови Данського архіпелагу (406 островів загальною площею 12,7 тис. км²), острів Борнгольм (588 км²). Таке розташування дозволяє Данії повністю контролювати широкі Данські протоки, Скагеррак (110 км) і Каттегат (60 км), що з'єднують Балтійське й Північне моря. Від Каттегату йдуть вузькі протоки поміж Данськими островами: Ересунн — поміж шведським півостровом Сконе і данським островом Зеландія, у найвужчому місці 10,5 км; Великий Бельт — поміж Зеландією і Фюном, у найвужчому місці 3,7 км; Малий Бельт — поміж Фюном і Ютландією, у найвужчому місці 0,5 км.
Данія суходолом межує лише з однією державою: на півдні — з Німеччиною (спільний кордон — 68 км у регіоні Шлезвіг). Загальна довжина державного кордону — 68 км.

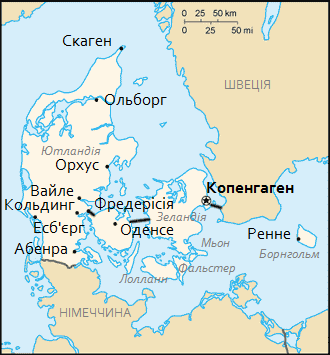
Карта країни (англ.)
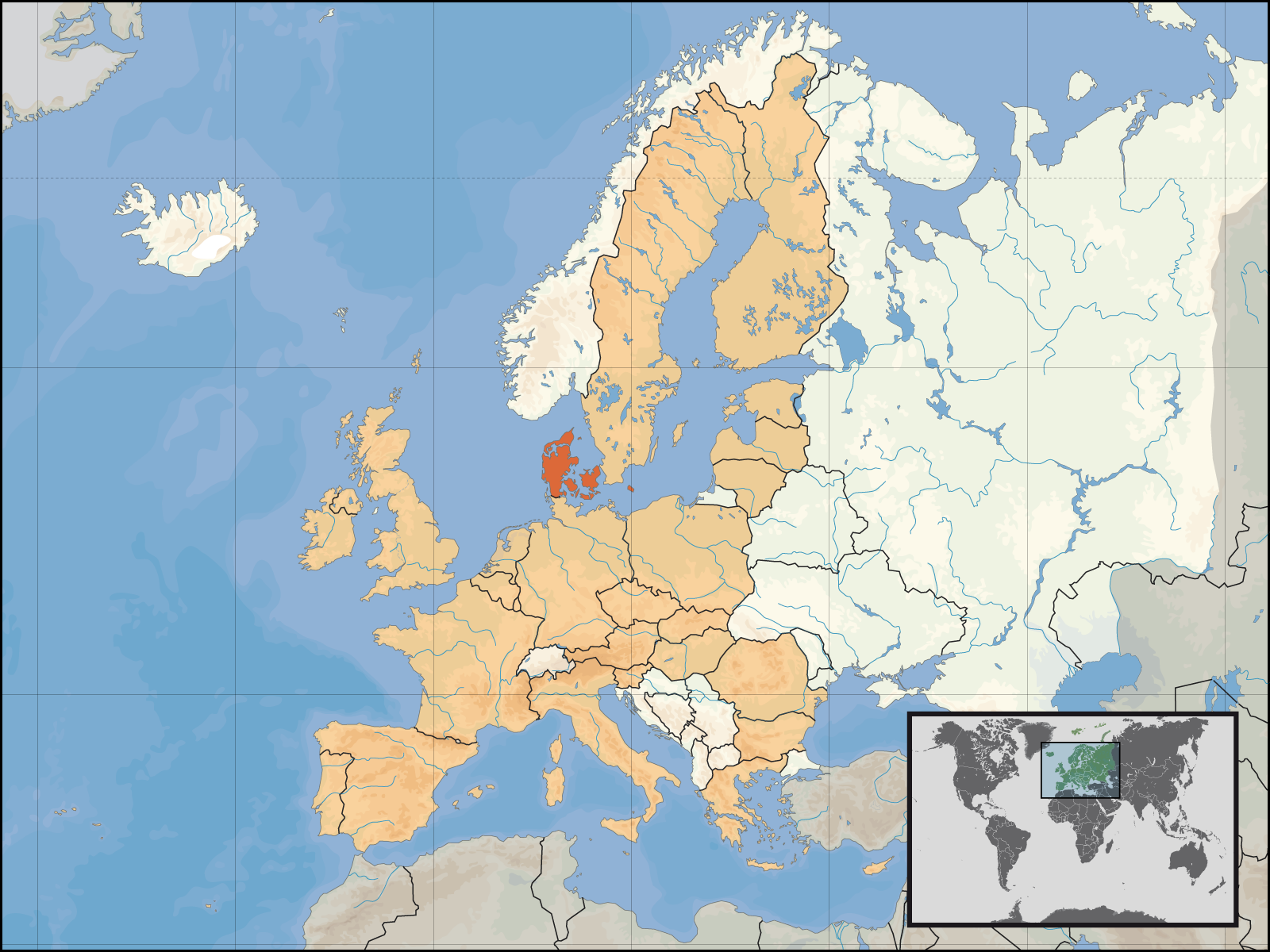
Данія на карті Європейського Союзу

Данія омивається водами Атлантичного океану, Північне море на заході та Балтійське море на сході. Загальна довжина морського узбережжя 7314 км. Морський кордон з Німеччиною проходить через Кільську бухту, далі на схід протокою Фемарн-Бельт, Кадет-Реннен і виходить у Балтійське море. На сході кордон Данії зі Швецією проходить протоками Ересунн (Зунд) і Каттегат, а на півночі протока Скагеррак відокремлює Данію від Норвегії.
Згідно з Конвенцією Організації Об'єднаних Націй з морського права (UNCLOS) 1982 року, протяжність територіальних вод країни встановлено в 12 морських миль (22,2 км). Прилегла зона, що примикає до територіальних вод, в якій держава може здійснювати контроль необхідний для запобігання порушень митних, фіскальних, імміграційних або санітарних законів простягається на 24 морські милі (44,4 км) від узбережжя (стаття 33). Виключна економічна зона встановлена на відстань 200 морських миль (370,4 км) від узбережжя. Данії також, згідно міжнародних угод, належить східна частина шельфу (до глибин 200 м) Північного моря.

### Крайні пункти
Данія лежить між 57°44′32′′ і 54°34′37′′ паралелями північної широти, 8°5′36′′ і 15°11′49′′ меридіанами східної довготи.
| Скаген Гедсер Блавандсхук Грена Падборг Остерскерclass=notpageimage\| Крайні точки Данії |

Крайні пункти Ютландського півострова:
- північна точка — мис і місто Скаген на однойменному півострові (дан. Skagen) 57°44′32″ пн. ш. 10°35′48″ сх. д. / 57.74222° пн. ш. 10.59667° сх. д.;
- південна точка — місто Падборг (дан. Padborg) 54°58′53″ пн. ш. 9°21′11″ сх. д. / 54.98139° пн. ш. 9.35306° сх. д.;
- західна точка — Блавандсхук (дан. Blåvandshuk) 55°34′37″ пн. ш. 8°5′36″ сх. д. / 55.57694° пн. ш. 8.09333° сх. д.;
- східна точка — містечко Грена (дан. Grenå) 56°27′36″ пн. ш. 10°37′26″ сх. д. / 56.46000° пн. ш. 10.62389° сх. д.

Крайні пункти європейської Данії:
- північна точка — мис і місто Скаген (дан. Skagen) на однойменному півострові 57°44′32″ пн. ш. 10°35′48″ сх. д. / 57.74222° пн. ш. 10.59667° сх. д.;
- південна точка — мис і містечко Гедсер (дан. Gedser) на острові Фальстер (дан. Falster) 54°33′36″ пн. ш. 11°58′13″ сх. д. / 54.56000° пн. ш. 11.97028° сх. д.;
- західна точка — Блавандсхук (дан. Blåvandshuk) 55°34′37″ пн. ш. 8°5′36″ сх. д. / 55.57694° пн. ш. 8.09333° сх. д.;
- східна точка — скеля Остерскер (дан. Østerskær) в архіпелазі Ертгольмен (дан. Ertholmene) 55°19′5″ пн. ш. 15°11′49″ сх. д. / 55.31806° пн. ш. 15.19694° сх. д.

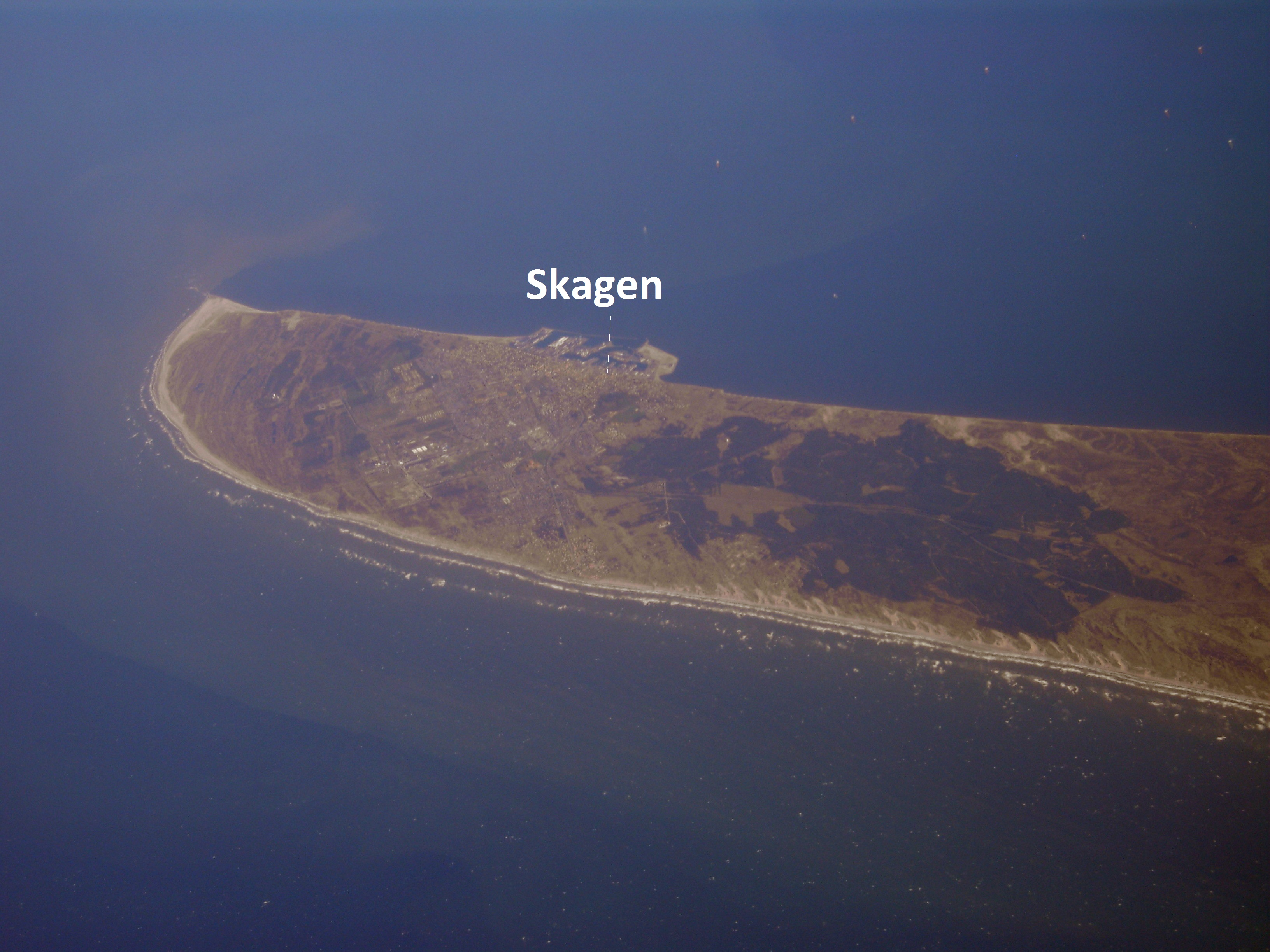
Півострів Скаген
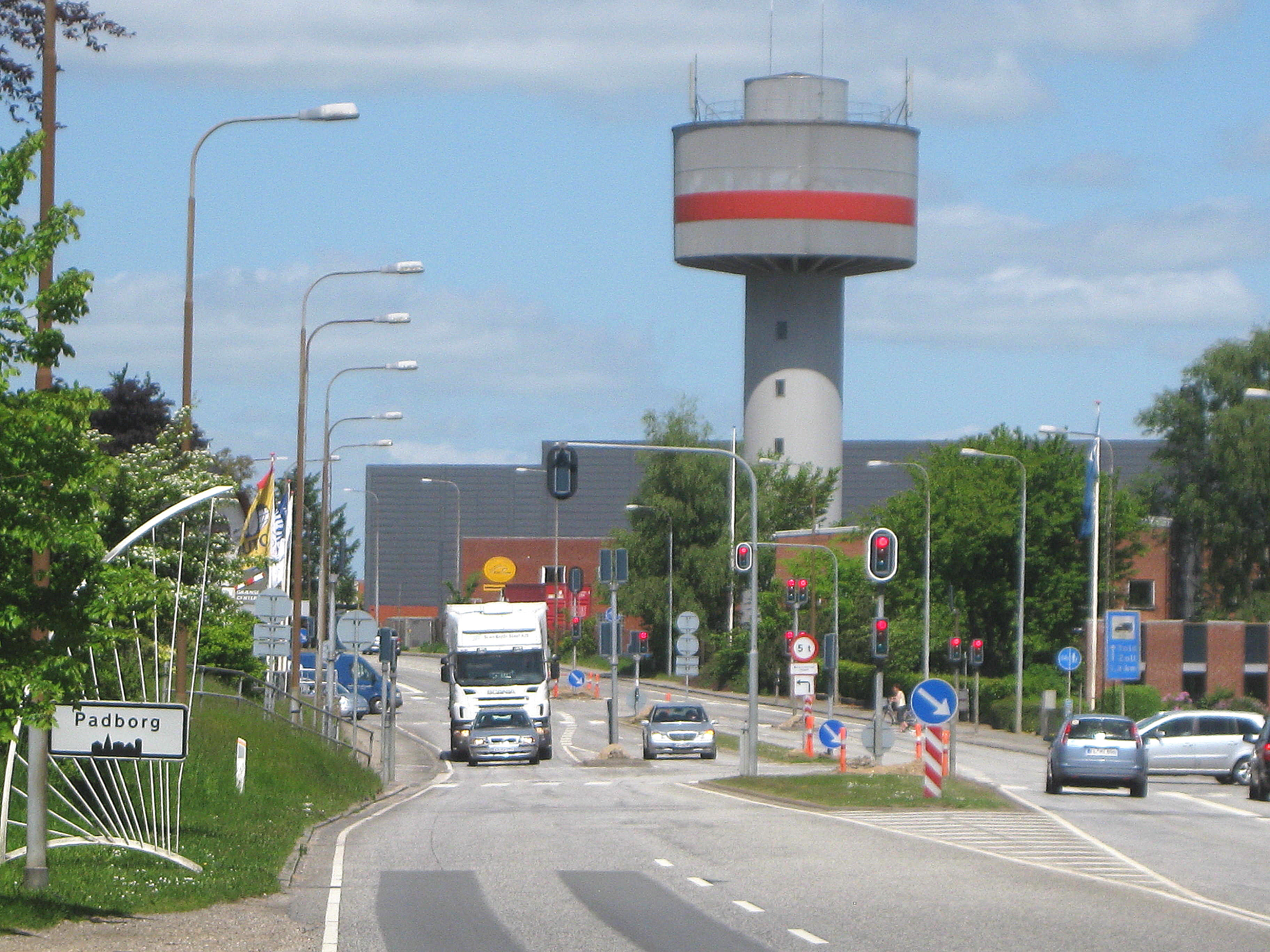
Німецько-данський кордон, Падборг
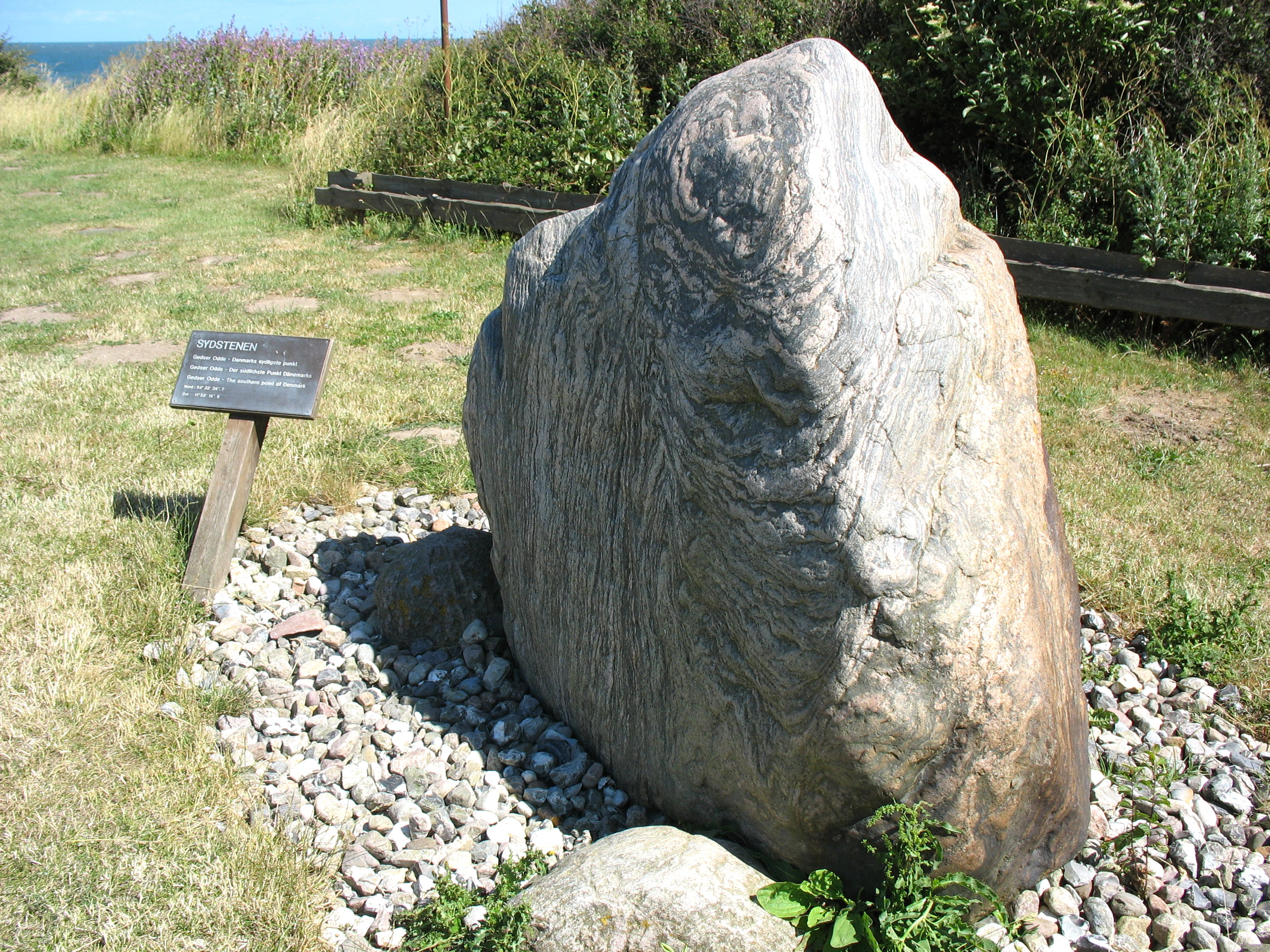
Рунічний камінь у Гедсері
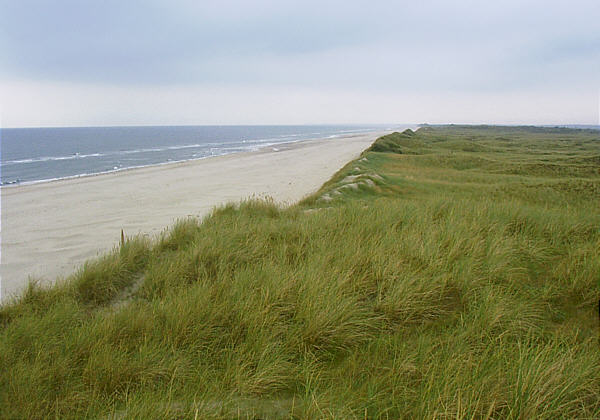
Дюни у Блавандсхуці
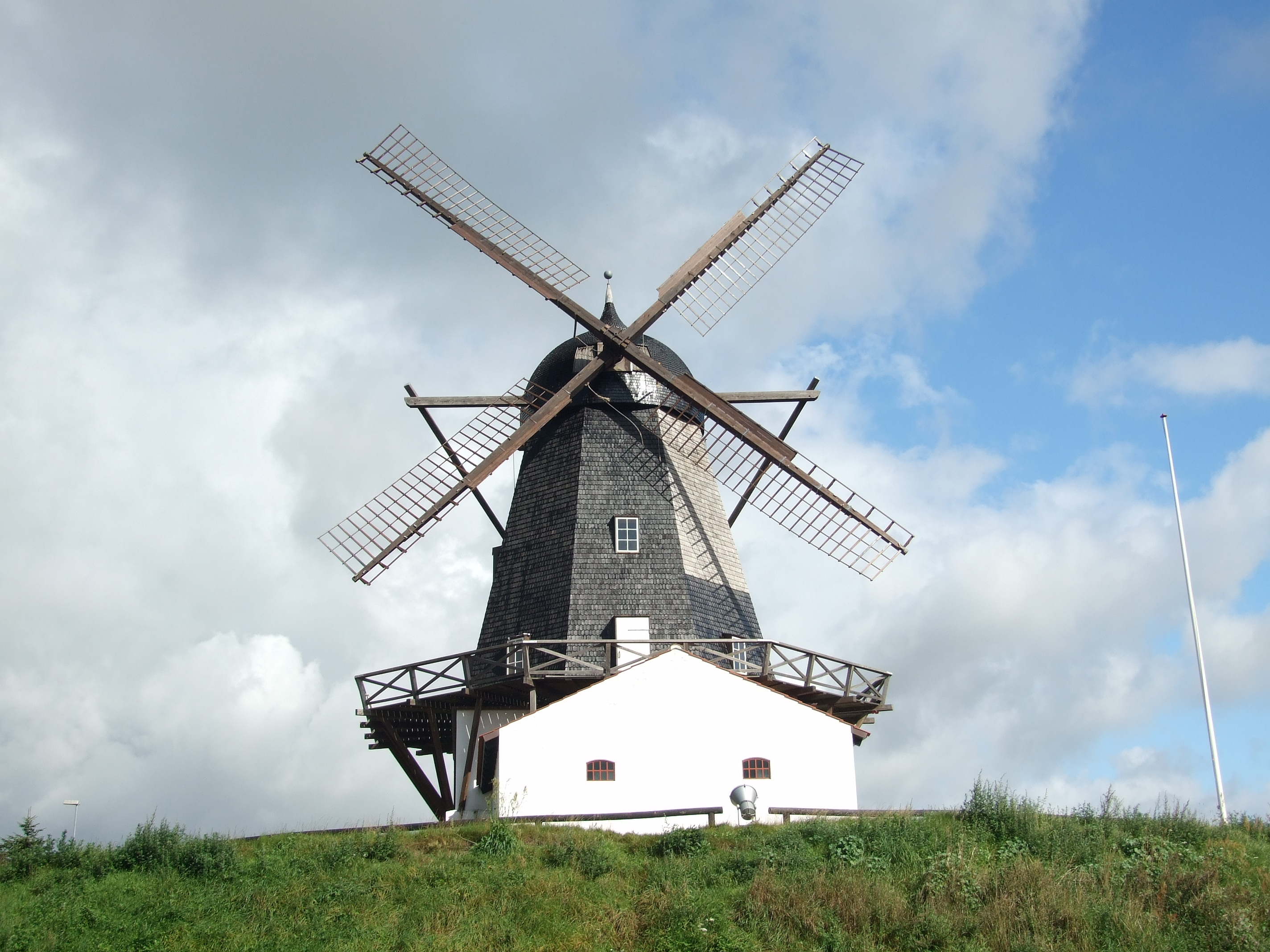
Вітряк у Грені
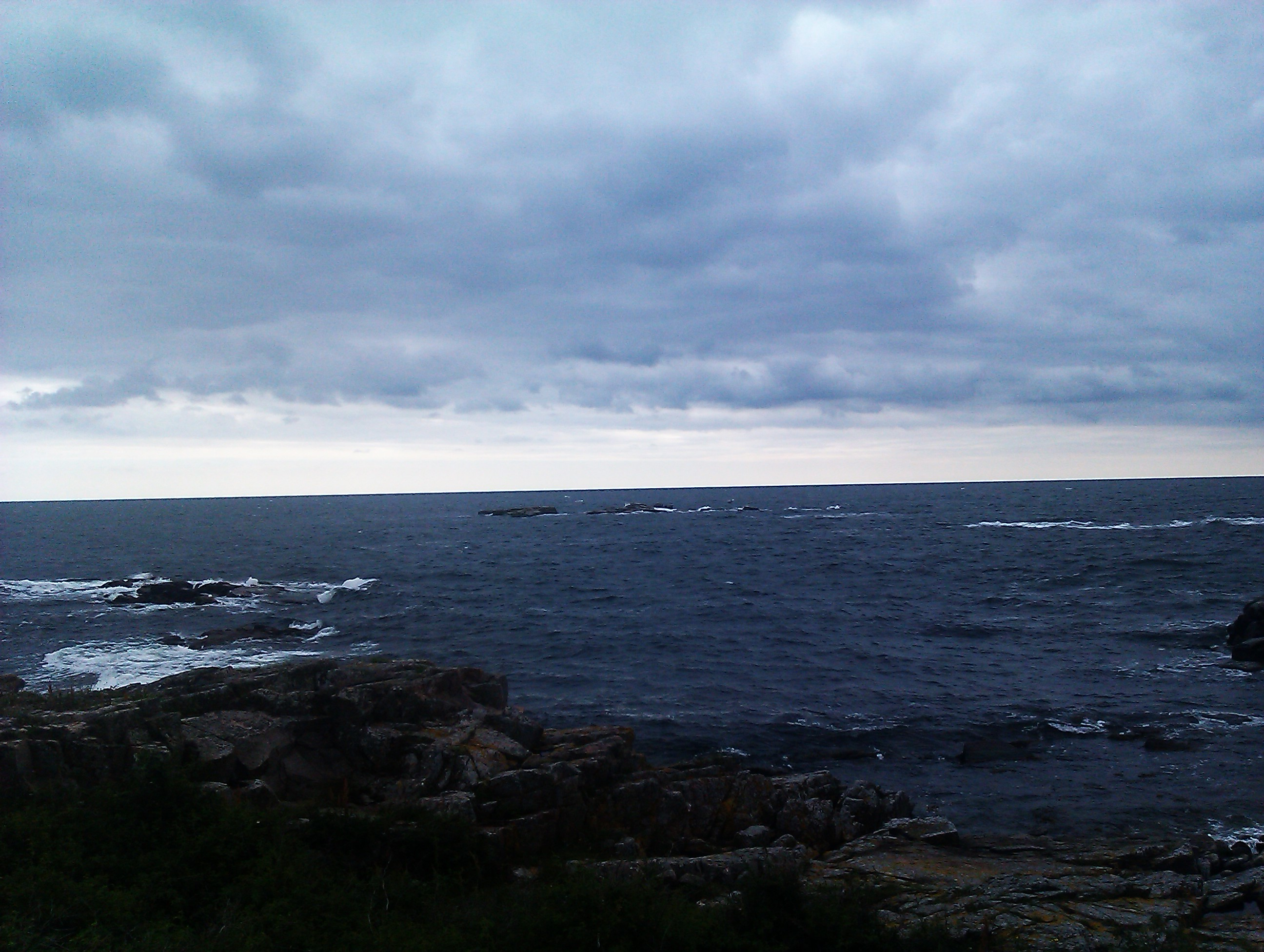
Вид на скелю Остерскер з Хрістіансьо

### Час
Час у Данії: UTC+1 (-1 година різниці часу з Києвом). Літній час в континентальній частині Данії вводиться останньої неділі березня переводом годинникової стрілки на 1 годину вперед, скасовується в останню неділю жовтня переводом годинникової стрілки на 1 годину назад.

## Геологія
Півострів Ютландія розташований в межах відносно молодої платформи у прогині між Скандинавією й Герцинською областю, фундамент якої глибоко занурений й вкритий значними товщами осадових порід. Корінні породи, якими утворений рельєф Данії — це переважно вапняки пізньої крейди і кайнозою. Корінні породи залягають у різних містах країни на різних глибинах, що вказує на брилові дольодовикові тектонічні рухи. Вапняки перекриті малопотужним чохлом плейстоценових відкладень і оголюються лише в Північній Ютландії і на острові Борнгольм. З цими породами пов'язані великі запаси підземних вод. У крейдовому періоді, палеогені територія Данії зазнавала частих трансгресій моря. Наприкінці пліоцену й плейстоцену Північне море являло собою суходол, яким ніс свої води прадавній Рейн.

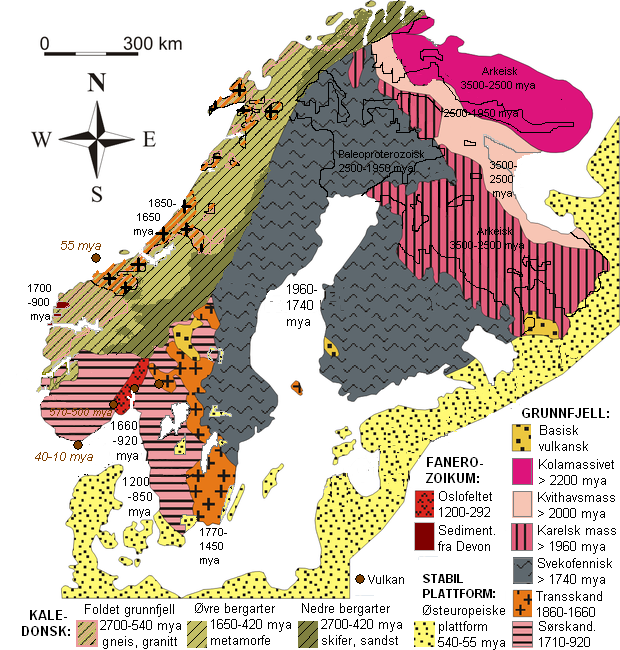
Геологічна карта Скандинавії
Епоха Анцилового озера
Епоха Літоринового моря
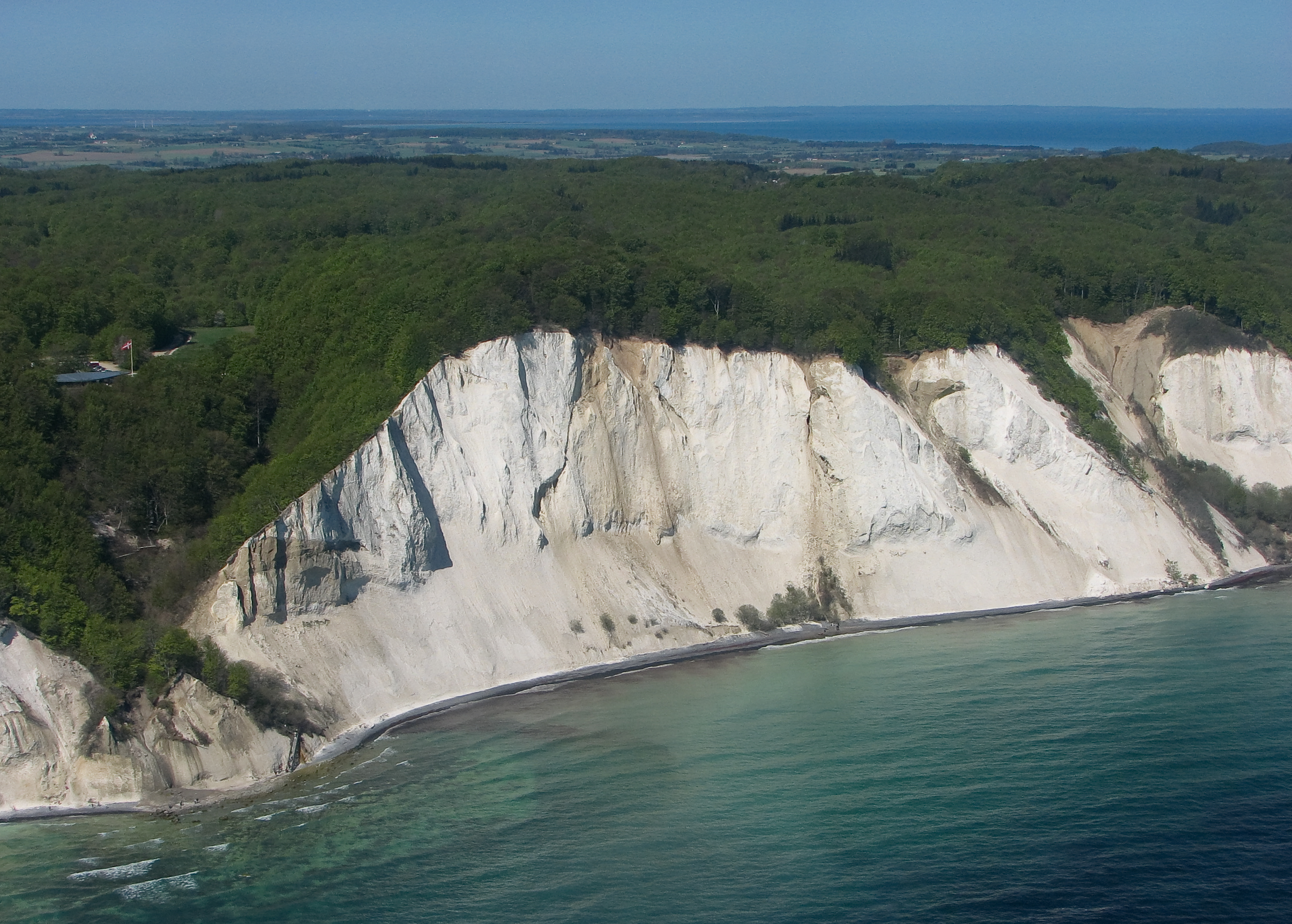
Крейдяні схили острова Мьон
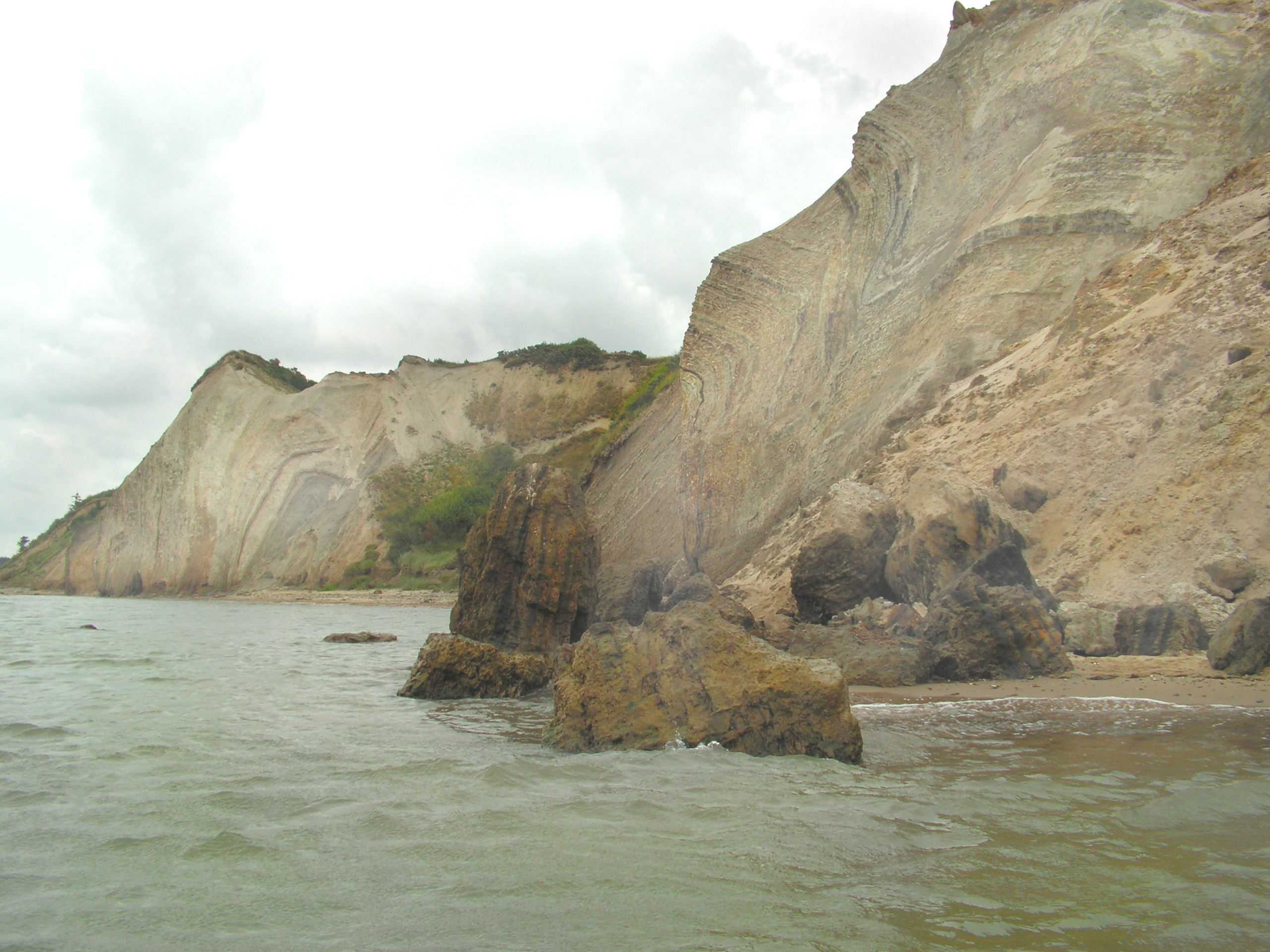
Еоценові відслонення на острові Фур
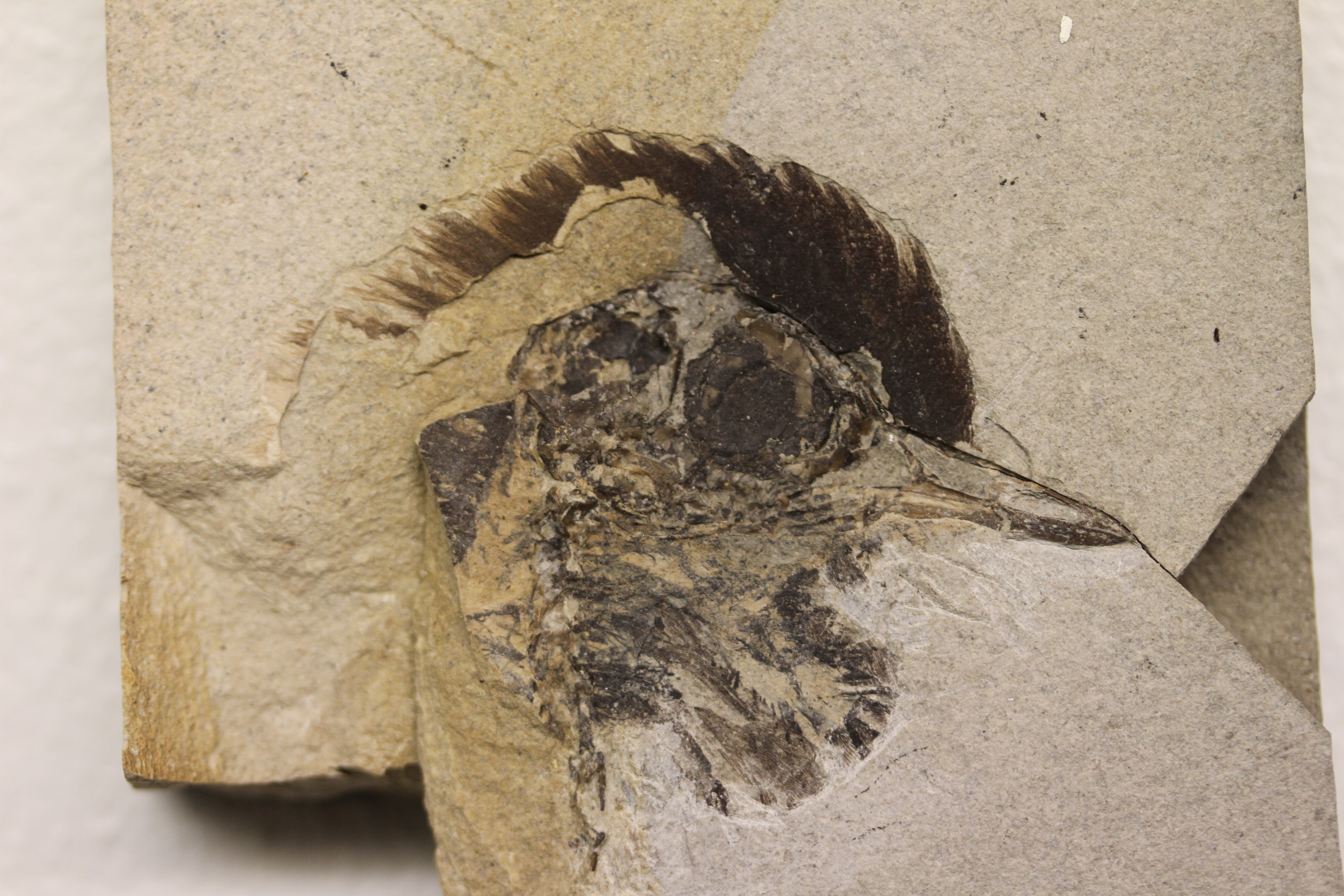
Відбиток голови птаха з еоценових відслонень Фуру

Серед четвертинних відкладень переважають льодовикові морени, залишені під час відступу льодовика максимального зледеніння. На півострові Ютландія це витягнуті меридіонально стадіальні кінцеві морени (із заходу на схід): Бранденбурзько-Франкфуртська, Остютська, Бельтський виступ. Через острів Зеландія проходить морена — Лангеланнський виступ. Центрально-ютландським пасмом на висоти до 100 м підняті міоценові глини й слюдянисті піски. Під час останнього зледеніння льодовик вкривав лише східні й північні райони країни. Під час довготривалих інтергляціалів клімат й рослинний покрив країни сильно змінювався, набуваючи рис сучасності. Максимальне просування льодовика відбулося 16 тис. років тому, за наступні 2-3 тис. років крига повністю відступила з теренів країни на північ, до сучасної Швеції. Під час останнього кліматичного оптимуму 6000-1000 років до н. е. Центральна Європа являла собою рівнину вкриту широколистяними лісами з ділянками боліт, маршів і степів, а береги річок були вкриті заростями верболозу (Salix pentandra).
На Данських островах і східному узбережжі Ютландського півострова поверхня складена глинистими уламковими породами, валунною глиною. Найбільш родюча частина країни. На східному узбережжі Ютландії ці третинні глини підмиваються морем, утворюють часті зсуви. Далі на захід, вододільна гряда вкрита делювіальними пісками. Західне узбережжя — піщані дюни флювіогляціальних пісків та суглинків, що переходять в рівнину Альхейде. Острів Зеландія й шведський півострів Сконе утворюють єдину геологічну структуру, а після останнього заледеніння це був суцільний масив суходолу, яким відбувалось заселення Скандинавського півострову новими видами рослин і тварин з півдня. Прорив Анцилового озера до Північного моря відбувся через протоку Ересунн у 6 тисячолітті до н. е.
Поверхню Данії можна умовно розділити на 3 регіони:
- четвертинні відклади складають увесь Ютландський півострів, за винятком східного узбережжя від Горсенса до Коллінга — пліоценові відклади;
- еоцен-палеоценові відклади складають західну частину Данського архіпелагу;
- відклади крейдової системи складають східну частину Данського архіпелагу[17].

Острів Борнгольм є частиною виходу древнього Балтійського кристалічного щита на поверхню.

### Корисні копалини
У країні існують незначні поклади каоліну, крейди, бурого вугілля, торфу, нафти, кам'яної солі, вапняку, будівельного каміння, гравію, піску. На шельфі Північного моря видобувають нафту (від 1972 року) й природний газ (від 1984 року).

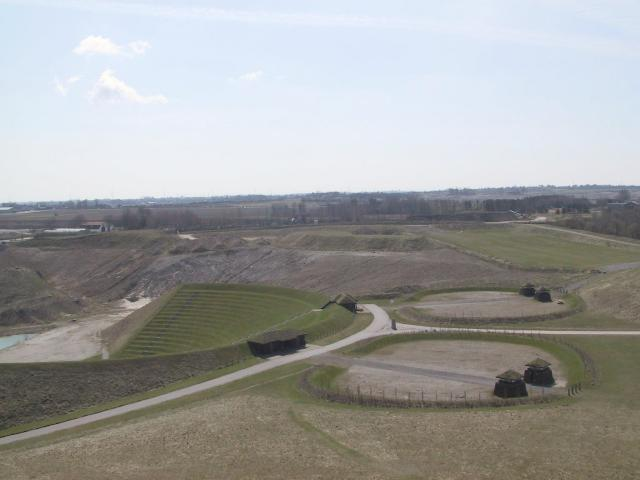
Давня копальня торфу
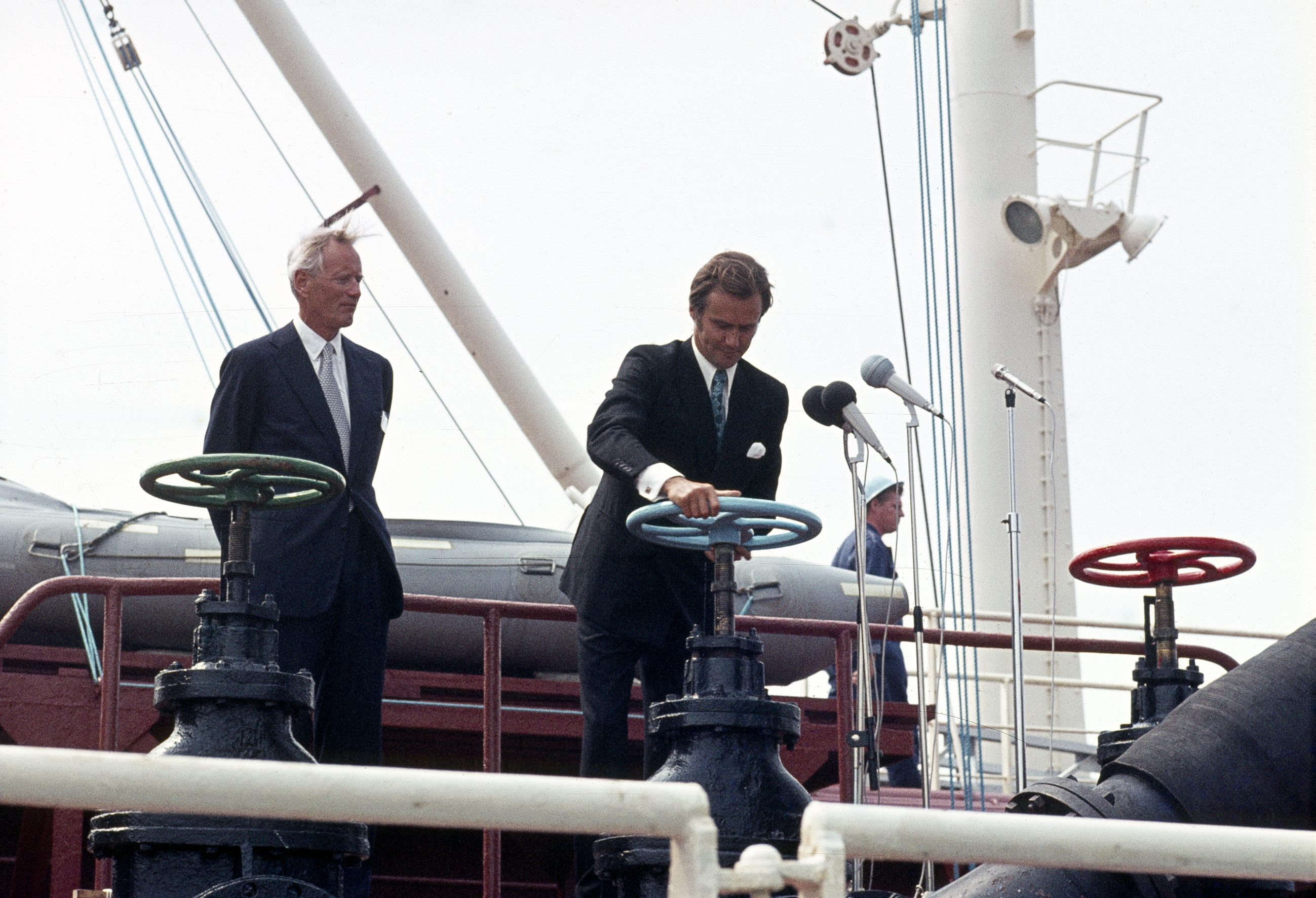
Перша данська нафта, 1972 рік
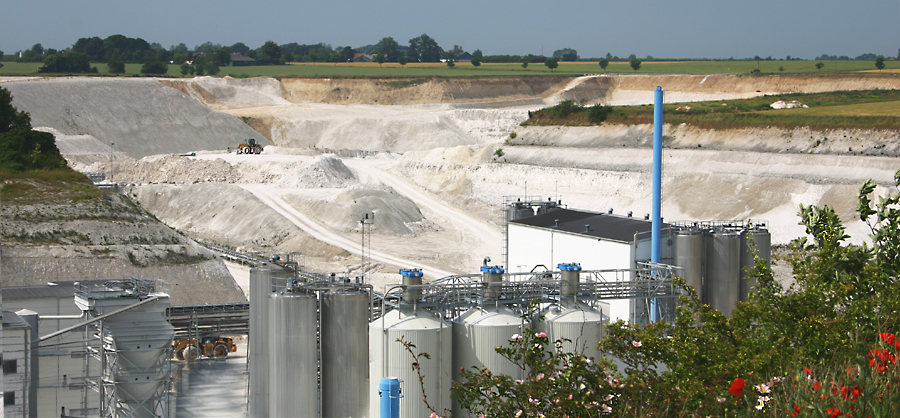
Видобуток крейди
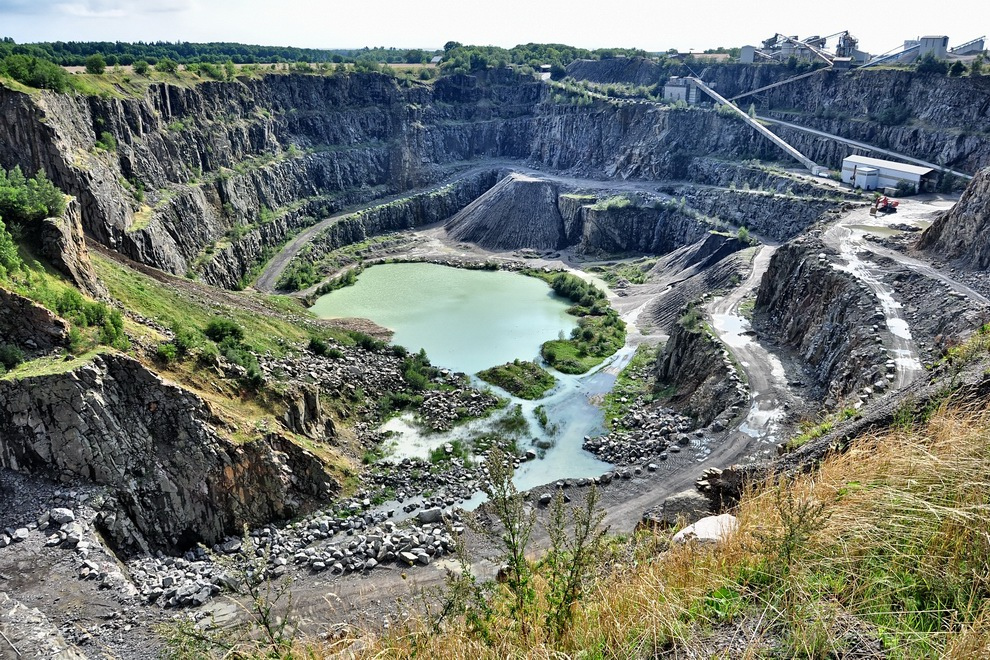
Кам'яний кар'єр на Борнгольмі
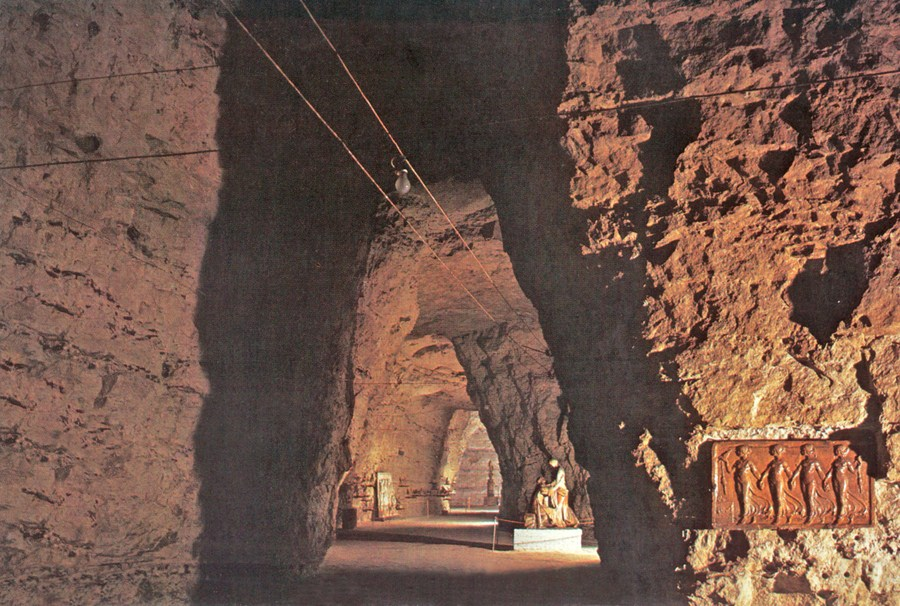
Музей мистецтв в закинутій шахті

### Сейсмічність
13 травня 2023 року, незалежна дослідницька та консультативна установа в Міністерстві клімату, енергетики та комунальних послуг Данії (De Nationale Geologiske Undersøgelser for Danmark og Grønland – GEUS) повідомила, що отримала понад 60 повідомлень від мешканців о. Борнгольм про підземні поштовхи у східній частині острова. Поштовхи, які відбулися вдень, населення відчуло, як глибокий гуркіт, тремтіння та брязкіт, зміну тиску у вухах. Данські ЗМІ повідомили, що підземні поштовхи викликали навіть тріщини в стіні будинку. GEUS повідомила, що були зафіксовані сейсмічні поштовхи магнітудою 2,3 балів. Національна геологічна служба Данії та Гренландії також заявила, що підземні поштовхи були "спричинені не землетрусами, а хвилями тиску від події в атмосфері", які походили з "невідомого джерела".

## Рельєф
Середні висоти — 34 м; найнижча точка — уріз води Ламме-фіорду (-7 м); найвища точка — пагорб Меллехой (171 м). Рельєф держави являє собою широкі хвилясті моренні рівнини і невисокі, подекуди крутосхилі, пагорби. Численні улоговини зайняті озерами і болотами. Найбільш піднята центральна частина півострова — вододільне пасмо пагорбів (80-100 м). Рельєф Данії утворився в результаті діяльності льодовиків. Місцями, особливо в Західній Ютландії, розвинуті пласкі водно-льодовикові рівнини — зандри, складені пісками й галькою. Ці рівнини нахилені вбік Північного моря й утворені талими водами під час танення останнього льодовика. Схили пагорбів центрального вододільного пасма були сильно вирівняні процесами соліфлюкції та ерозії.

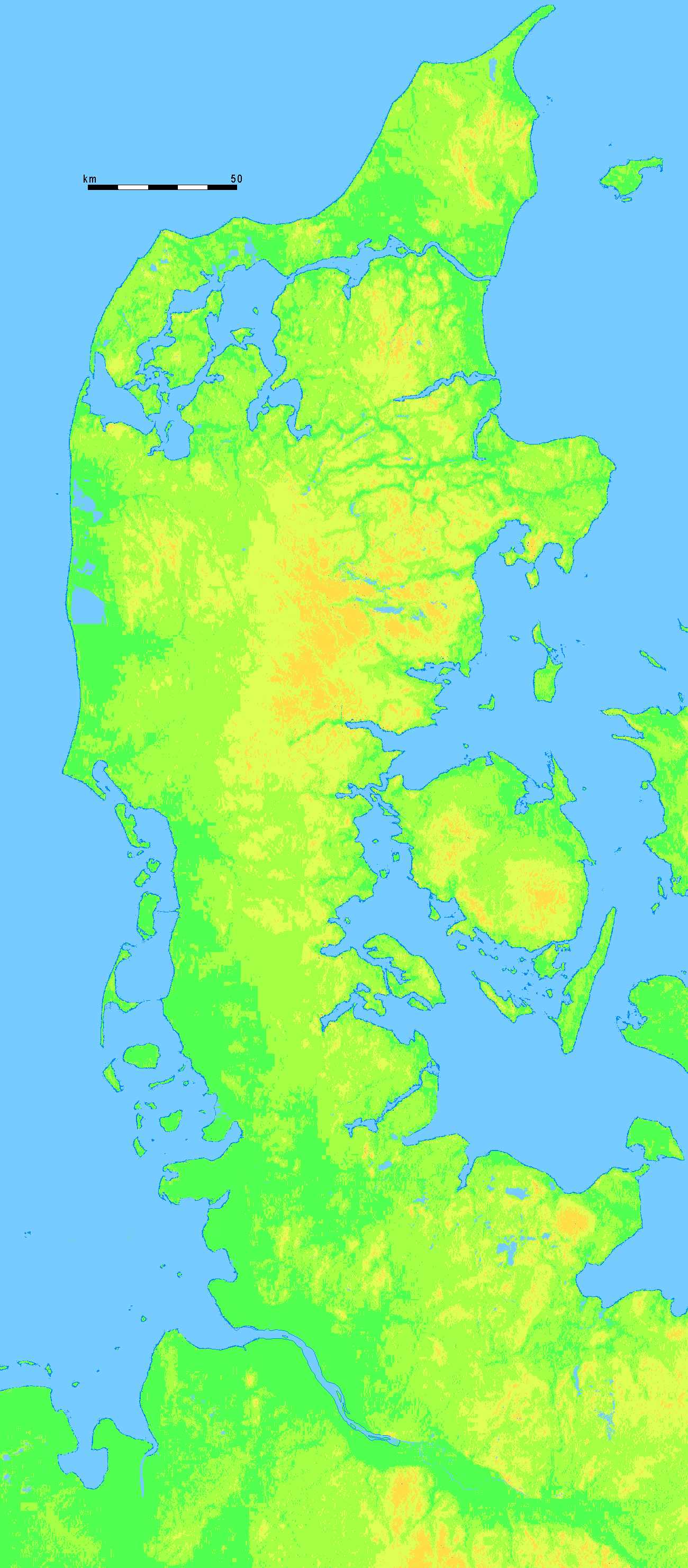
Рельєф Данії
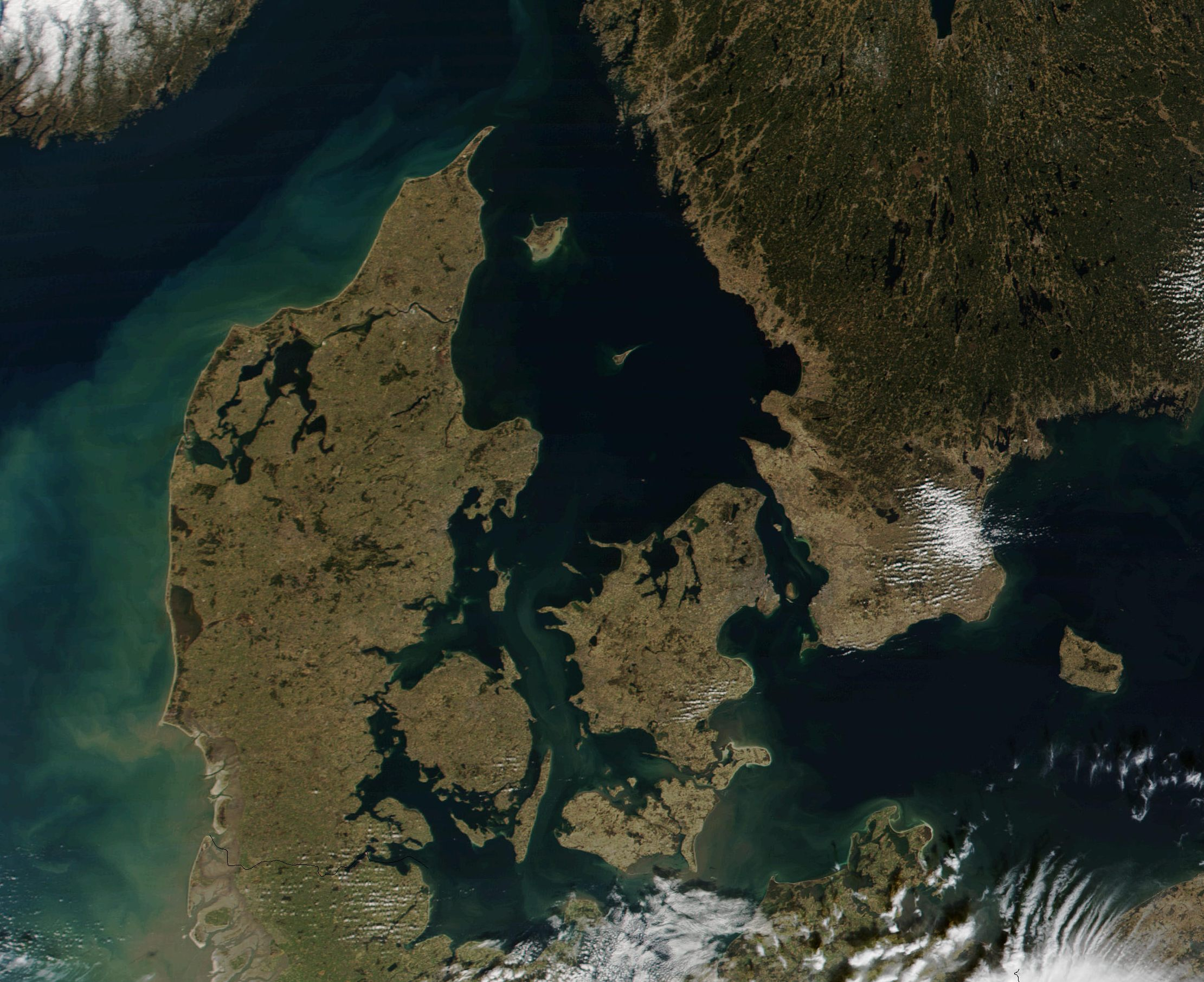
Супутниковий знімок поверхні країни
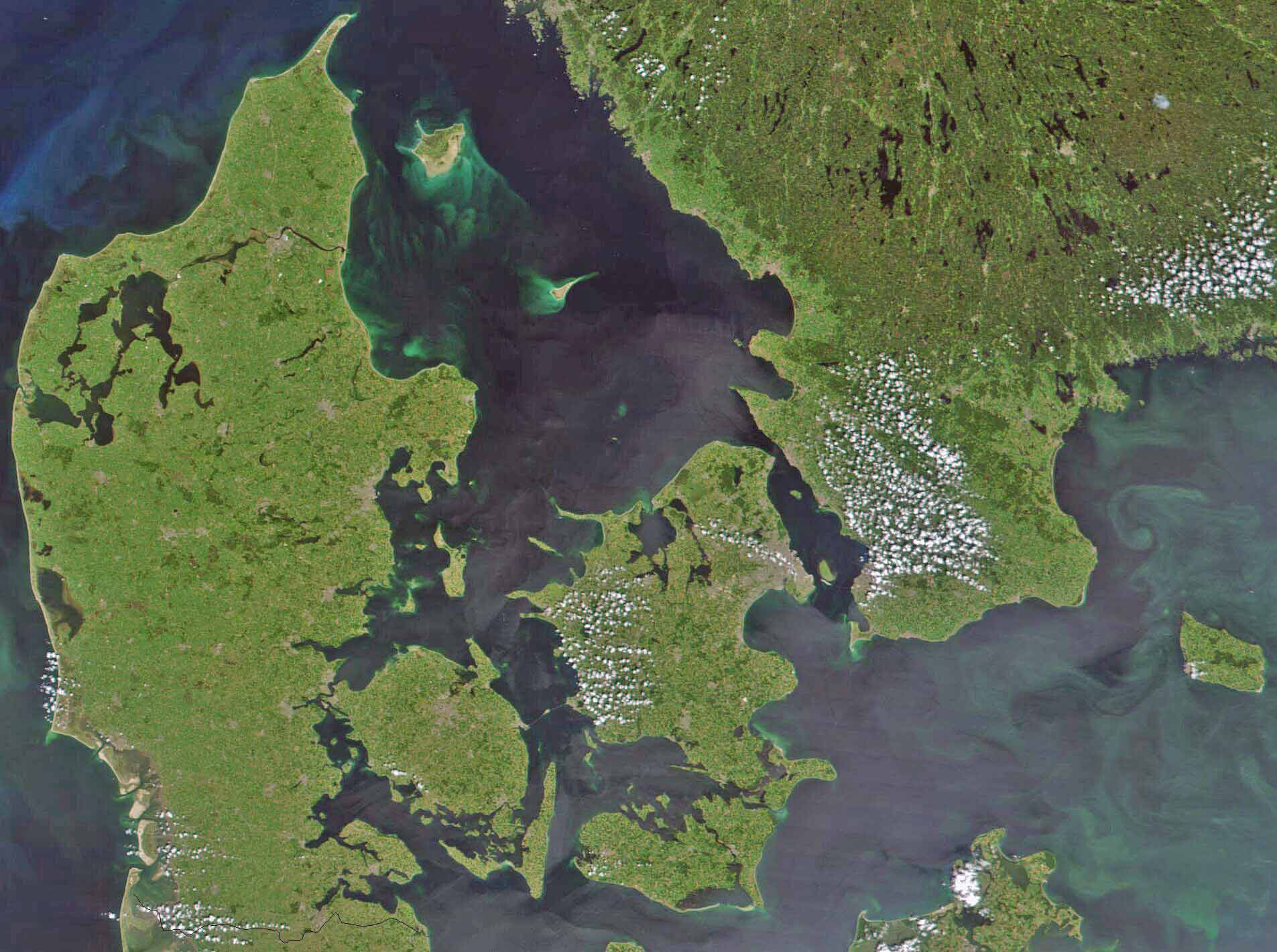
Супутниковий знімок поверхні країни

На півночі країни рельєф твориться під впливом сучасного підняття (ізостазії), утворюються східчасті морські рівнини. На півночі та сході переважають моренні рівнини й пагорби — льодовиково-акумулятивні форми рельєфу. Талі води льодовика утворили більшість долин сучасних річок цього регіону. Загалом для північно-східного регіону характерні ступінчасті морські рівнини, утворені внаслідок ізостатичного підняття суходолу; для південно-західного регіону — ландшафти маршів і ваттів, утворені внаслідок ізостатичного опускання.

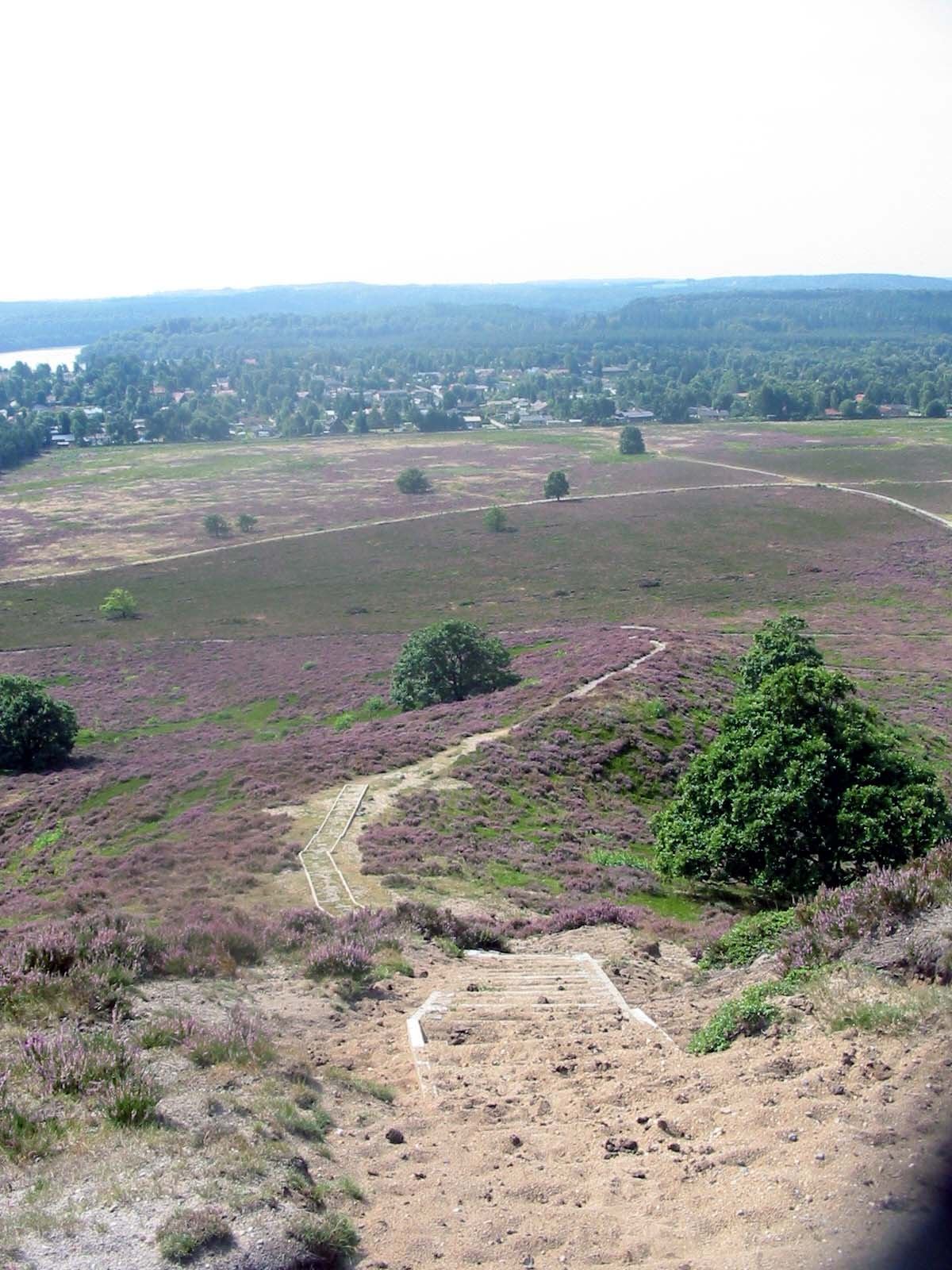
Краєвид з пагорба Меллехой
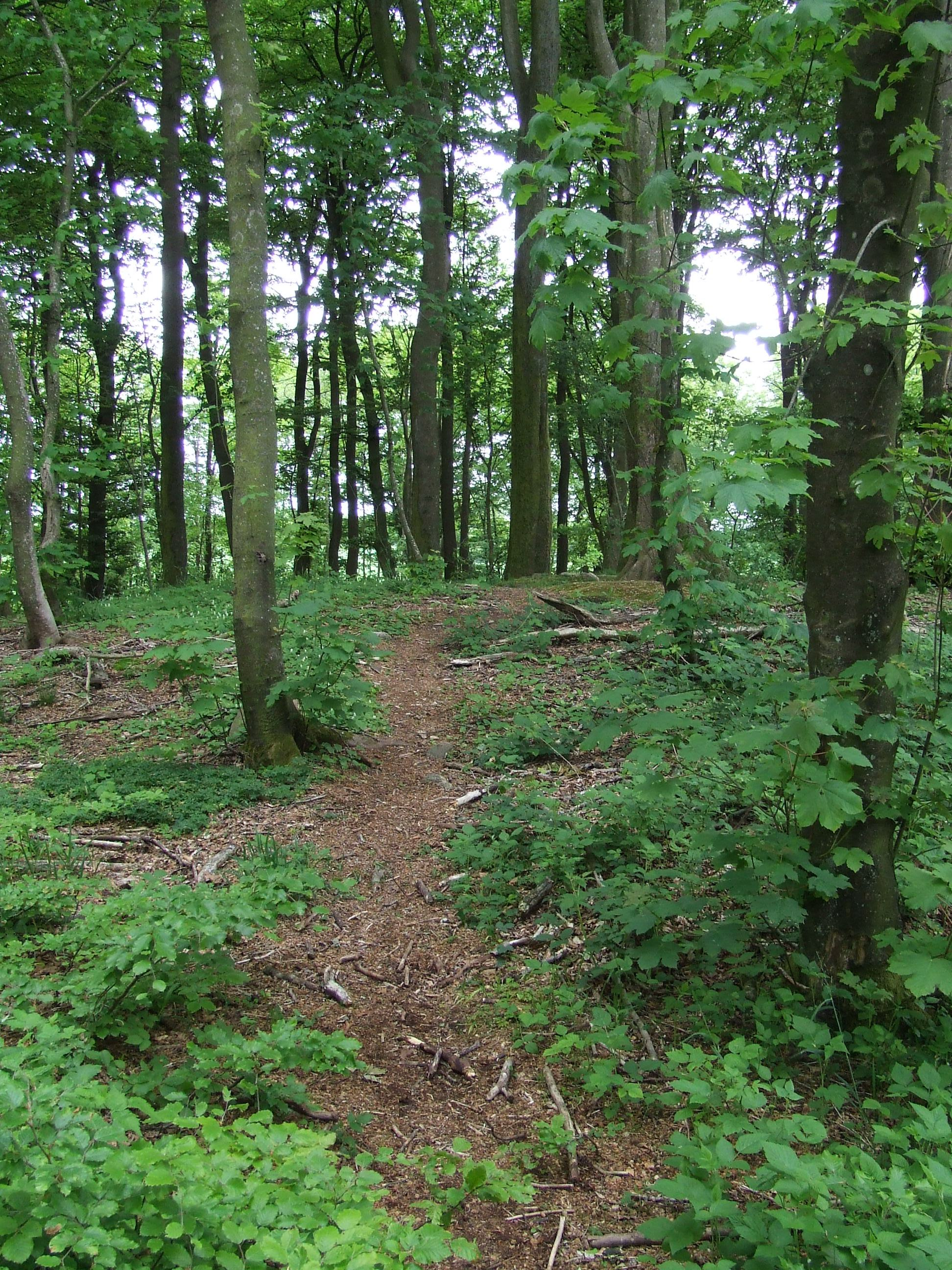
Вершина Ідінг-Сковхой
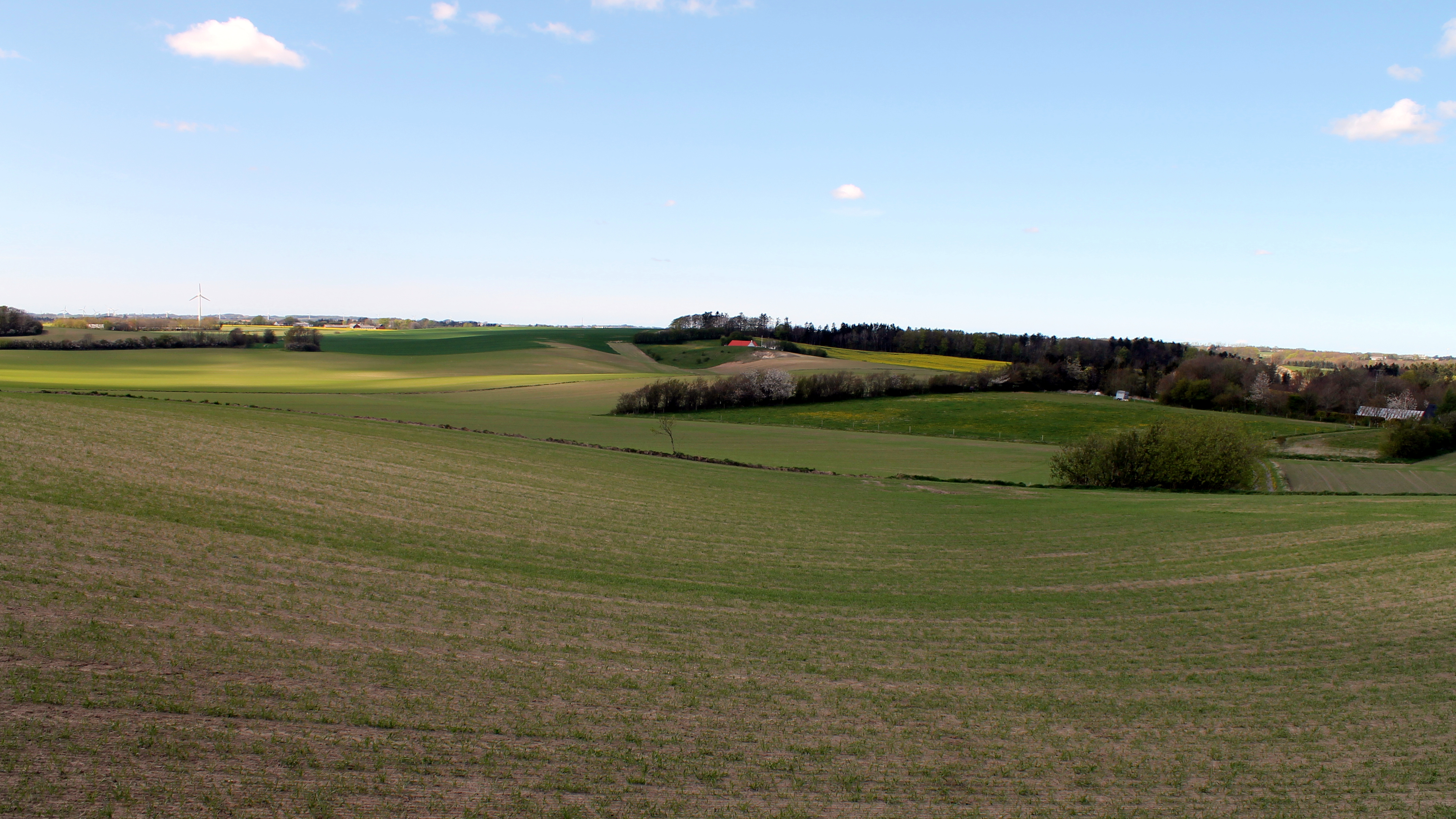
Хвилястий рельєф Данії
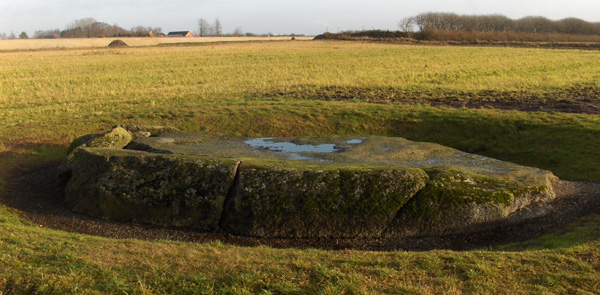
Моренний валун
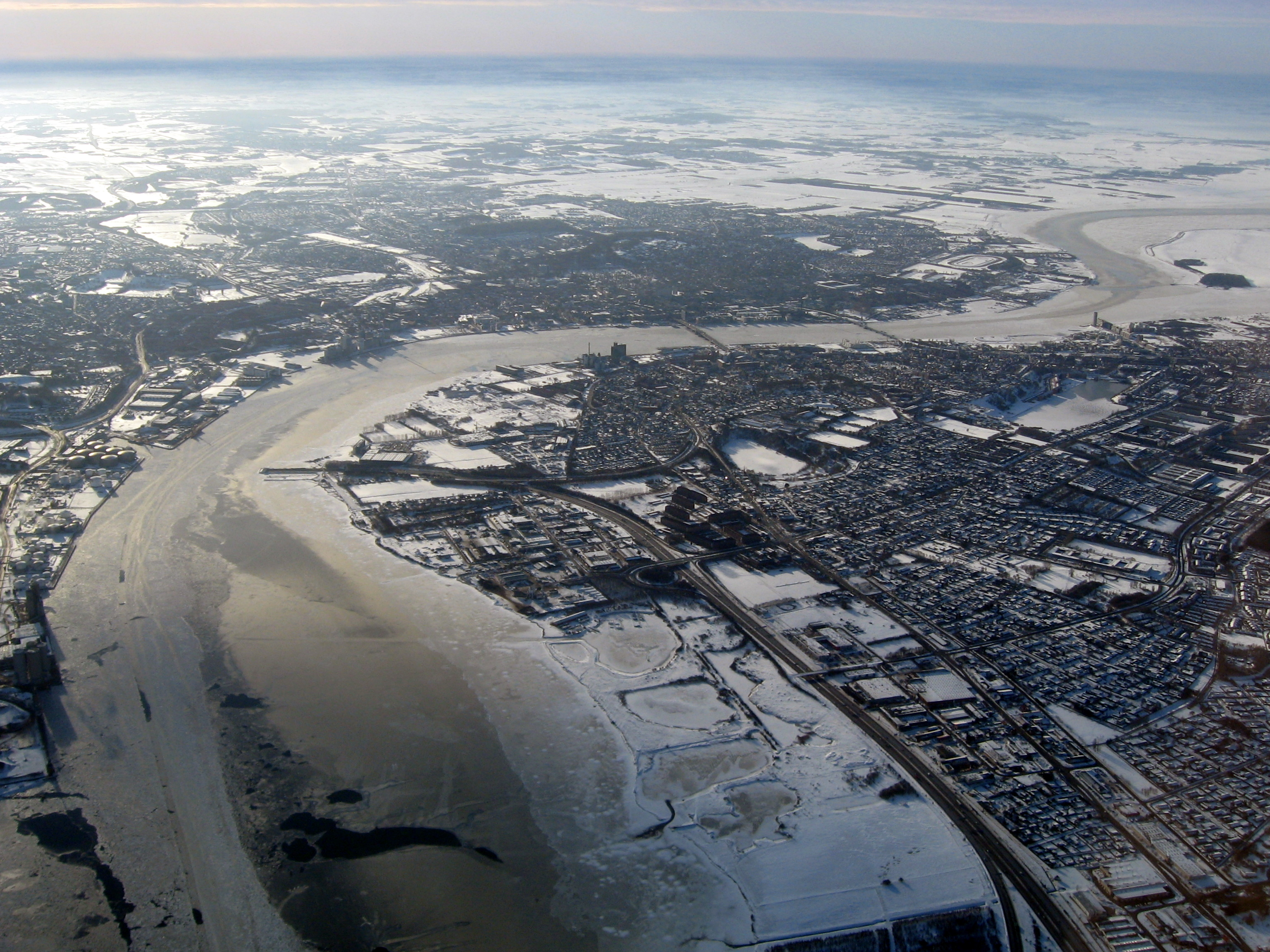
Лім-фіорд, місто Ольборг

Найвища точка — гора Меллехой (дан. Møllehøj) 170,86 м. До точних вимірювань 2005 року найвищою точкою країни вважався пагорб Ідінг-Сковхой (173 м). Найнижча точка — перегороджена греблею затока Лім-фіорд (дан. Limfjorden) на західному узбережжі −7 м нижче за рівень моря. Найбільша висота на острові Зеландія 126 м, на острові Борнгольм — 156 м.
Ландшафти Данії досить подібні до ландшафтів Середньоєвропейської рівнини, деякі особливості обумовлюються відособленим положенням півострова й значним впливом моря на ландшафтотворення. Давня й інтенсивна господарська діяльність людини значно вплинула на природні ландшафти, призвела до утворення численних культурних ландшафтів.

### Узбережжя
Берегова лінія Ютландії та островів Данії розчленована численними затоками й протоками (особливо на сході). Довжина берегової лінії Данії становить 7438 км, без урахування узбережжя численних островів площею менше 100 м² довжина узбережжя становить 1701 км. У країні відсутні місця, віддалені від берега моря більше ніж на 60 км.
Східні береги Данії значно порізані піщаними косами й іншими акумулятивними формами рельєфу, мають багато бухт. Для південно-східного узбережжя Данії характерні вузькі, часто розгалужені, затоки фіордового типу («ферди»), що утворились внаслідок підльодовикових водних потоків («тунельні долини»), які на суходолі часто утворюють долини з низкою озер. Ізостатичні рухи стали причиною того, що тут молоді інгресійні форми узбережжя сягнули максимального розвитку, а течії вузьких проток заважають накопиченню відкладень і замулюванню судноплавних бухт. У деяких місцях узбережжя закінчується високими крейдяними скелями, наприклад, скелі узбережжя острова Мьон сягають висоти 144 м.

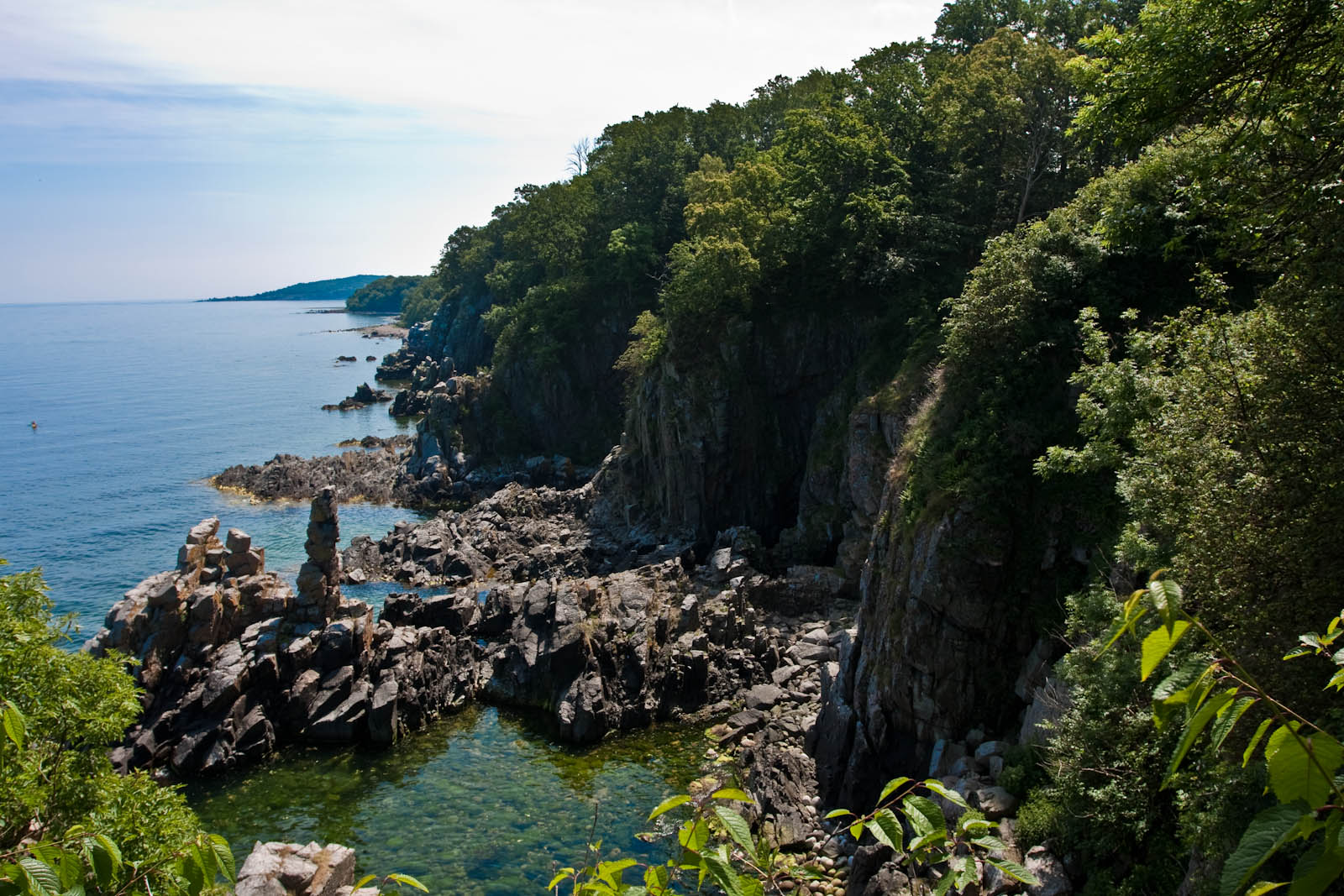
Гранітні скелі північного Борнгольму
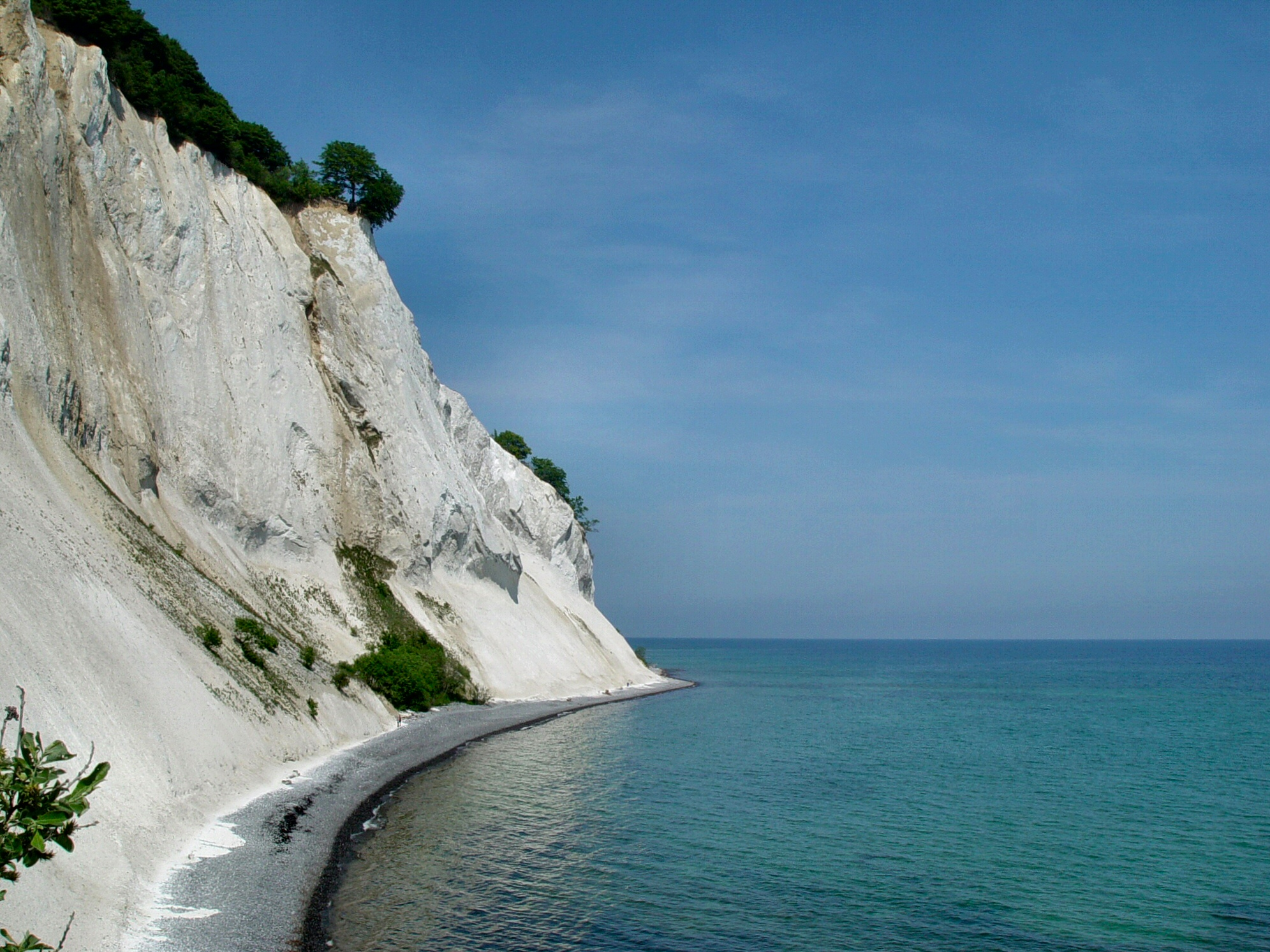
Крейдяні скелі острова Зеландія
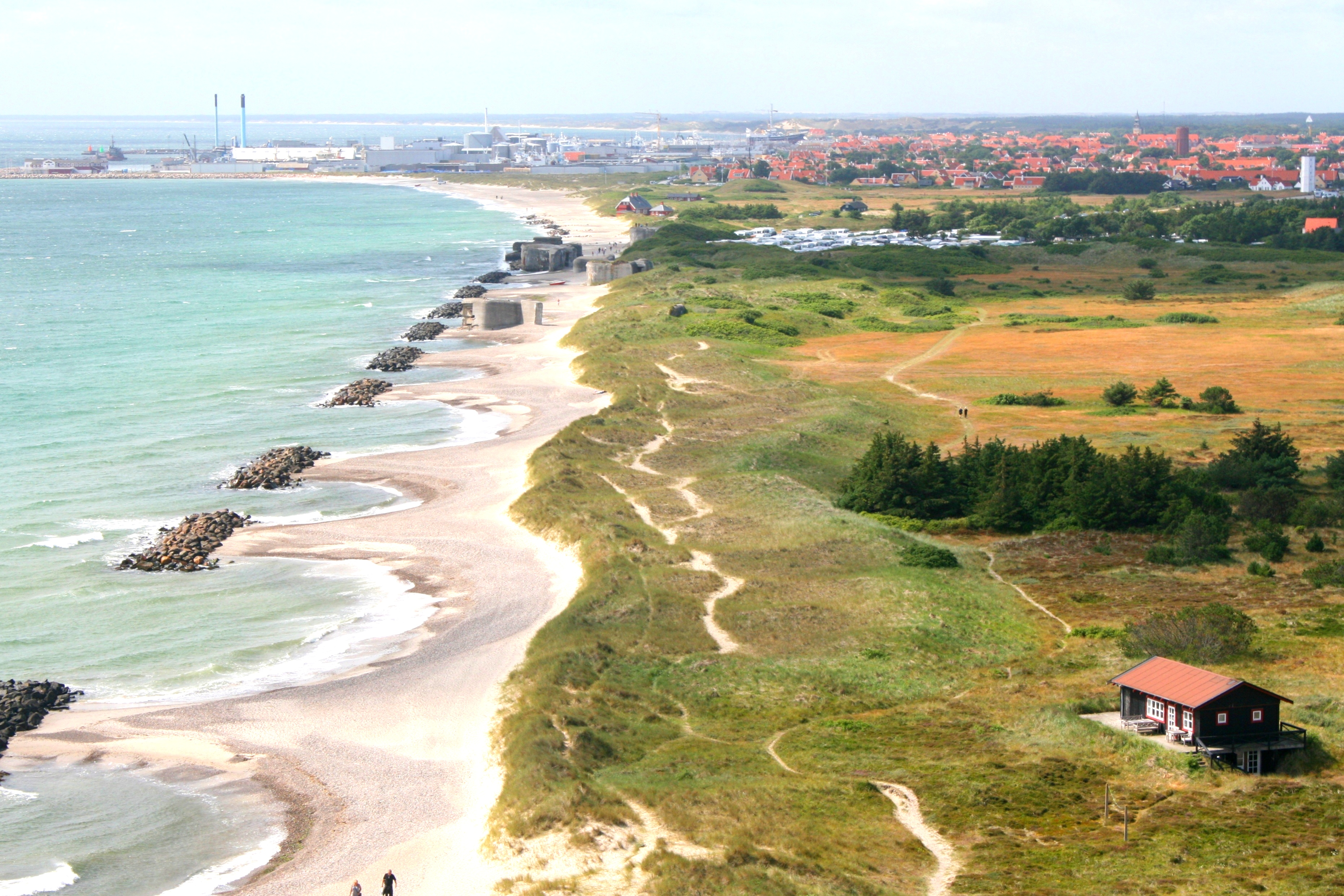
Укріплення рівнинного балтійського узбережжя
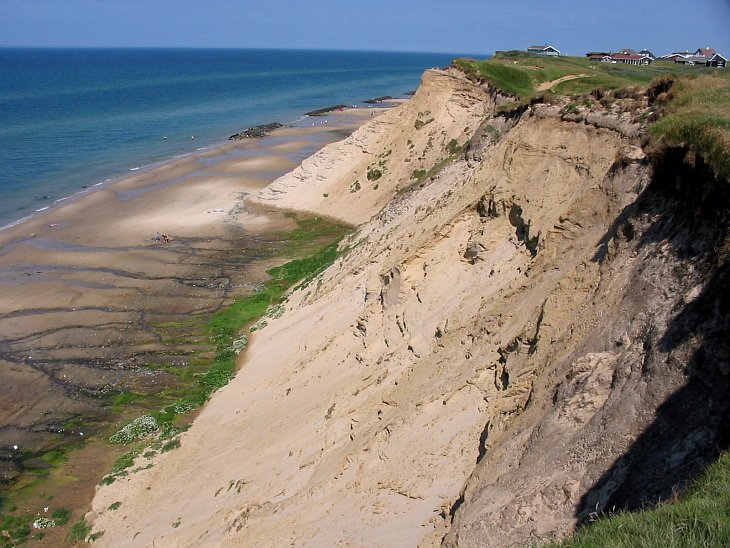
Піщане узбережжя Венсюсселя
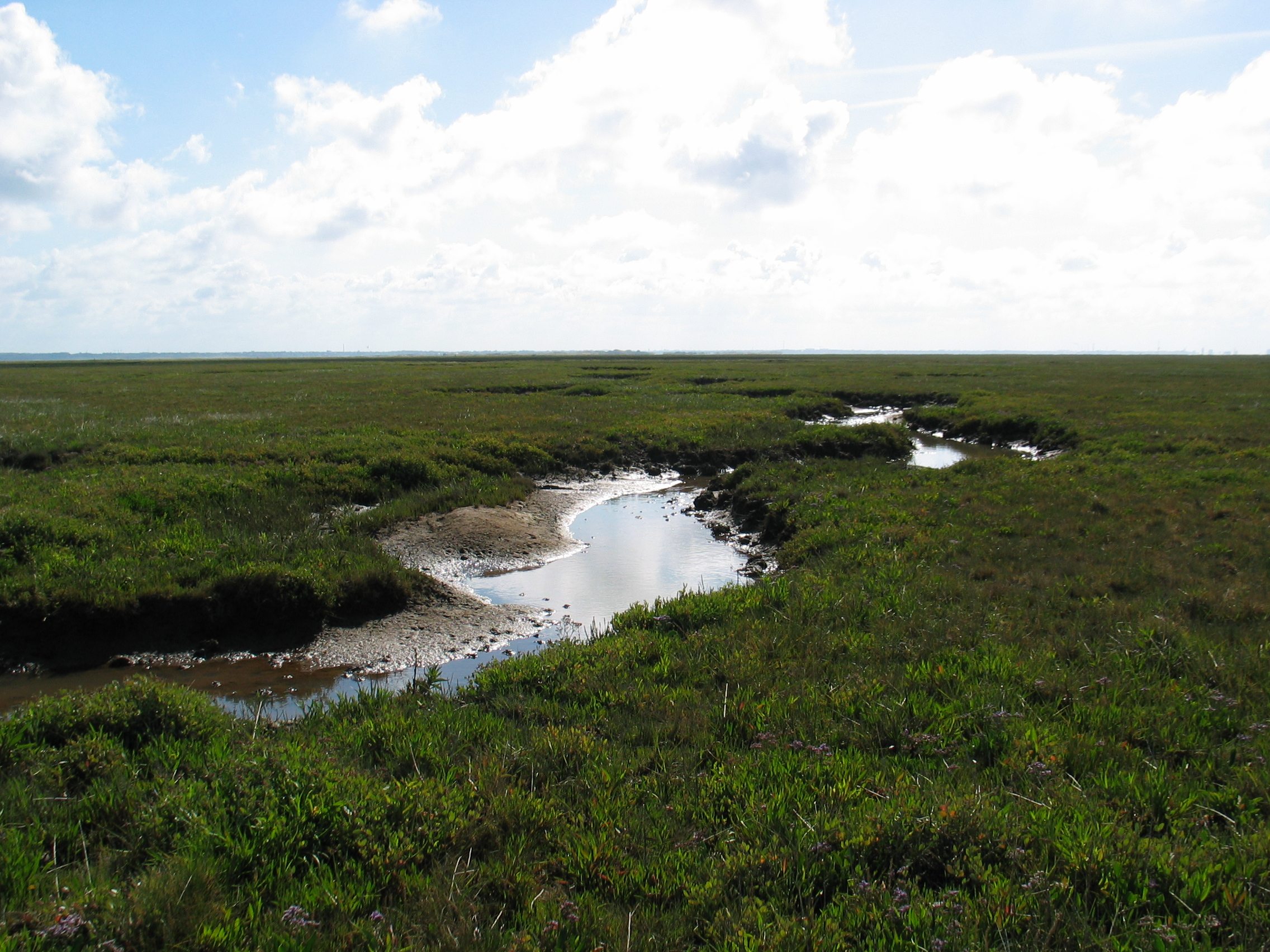
Марші ваттового узбережжя
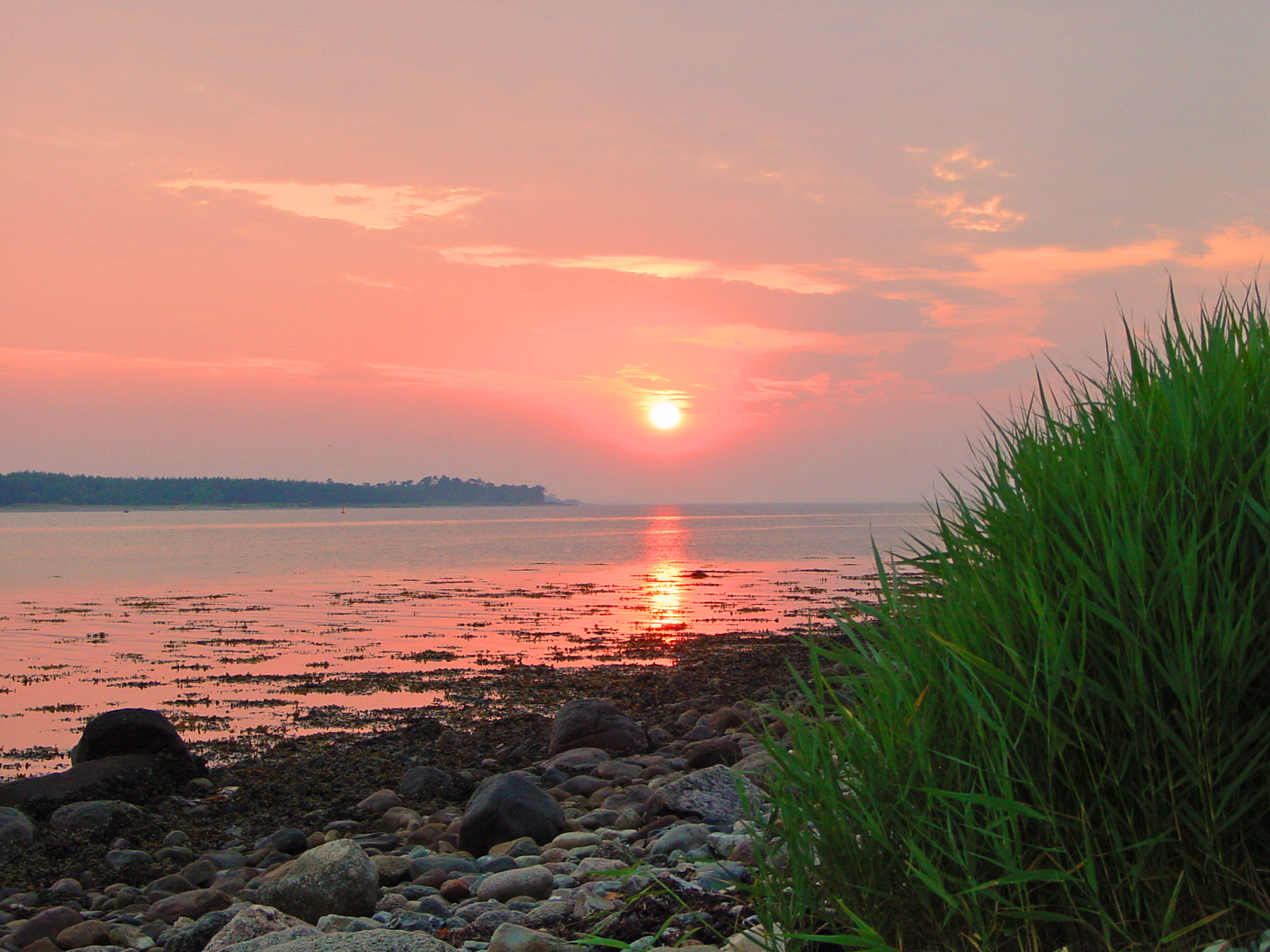
Літораль затоки Оденсе під час відпливу

Західні і північні береги переважно вирівняні і вкриті піщаними дюнами, що відокремлюють вузькі поздовжні лагуни Рінгкебінг-фіорд (дан. Ringkøbing Fjord), Ніссум-фіорд (дан. Nissum Fjord) та інші від моря. Від Скагена до Блавандсгука є лише 3 вільних проходи від моря до солонуватих гафоподібних лагун, з найбільшими глибинами до 4 м.
На південному заході Ютландії — ваттове узбережжя, яке зазнає постійного впливу морських припливів. Північно-Фризькі острови і мілини між ними (Ваттове море), залишки прадавнього бар'єру дюн, захищають узбережжя від хвиль штормів Північного моря. Коли поверхня останнього вкрита хвилями, море між островами може залишатись спокійним, наче в лагуні. У цьому районі величезна зона літоралі, під час припливів і відпливів морські води проходять кілометрові відстані, берегова лінія постійно змінюється. Величезні масиви піску — результат річкових і льодовикових наносів, акумулятивно-транспортної роботи морських хвиль і припливів, а на узвишшях — результат роботи вітру. 5 тис. років тому, коли відкрилась протока Па-де-Кале, морські течії з Ла-Маншу почали акумулювати піщані наноси вздовж південного узбережжя Північного моря, утворивши величезний ланцюг Фризьких островів і піщаних мілин ваттового узбережжя від Нідерландів до Данії. Тут вітер може змінити ландшафт впродовж одного дня. Поблизу острова Реме (дан. Rømø) існував безлюдний острів Йорсанн (дан. Jordsand), ландшафт якого вітер змінював день за днем, поки, 1999 року, зовсім його не здув у море. Уздовж цих низовинних берегів збудовані греблі зі шлюзами, хвилевітбійні споруди, які захищають сільськогосподарські угіддя від повеней.

### Острови
Усього, станом на 1 січня 2009 року, у Данії налічується 443 острови (площа яких більша за 100 м²), 76 з яких заселені. Данія займає увесь Данській архіпелаг, найбільшими островами якого є: Зеландія, Фюн, Лолланн, Фальстер. Данські острови можна умовно розділити на дві групи, які розділені протокою Великий Бельт:
- Східна група: Зеландія (дан. Sjælland) — 7031 км², Лолланн (дан. Lolland) — 1243 км², Фальстер (дан. Falster) — 514 км², Мьон (дан. Møn) — 237 км².
- Західна група: Фюн (дан. Fyn) — 2984 км², Альс (дан. Als) — 321 км², Лангеланн (дан. Langeland) — 284 км², Самсьо (дан. Samsø) — 114 км², Ерьо (дан. Ærø) — 88 км², Тосінге (дан. Tåsinge) — 70 км²[19].

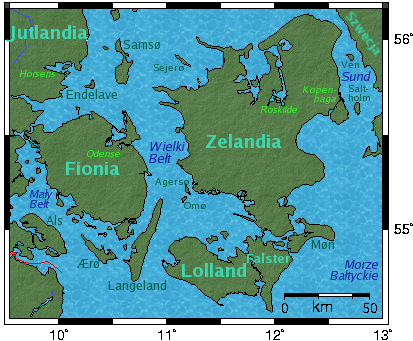
Данський архіпелаг
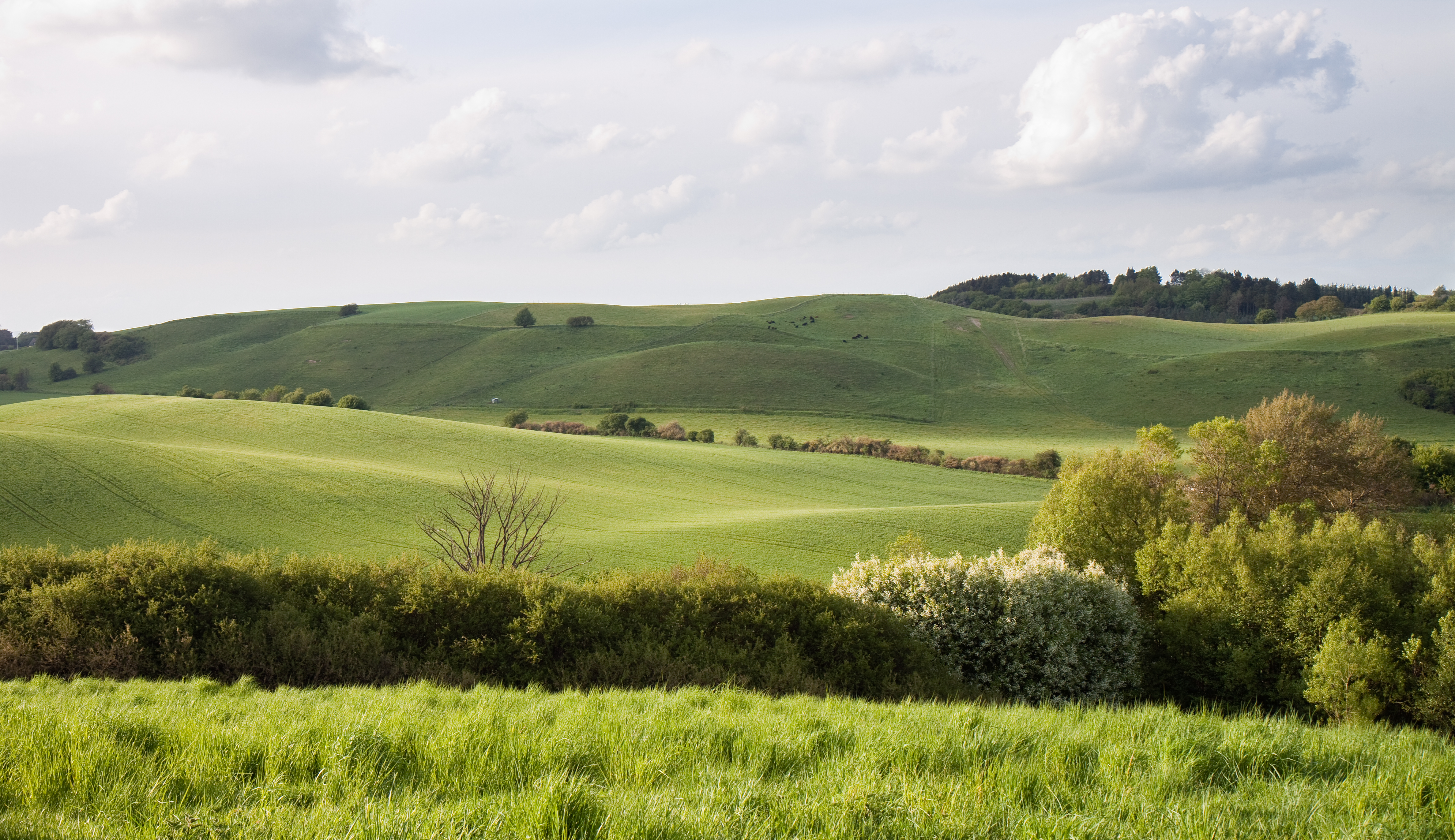
Ландшафт острова Зеландія
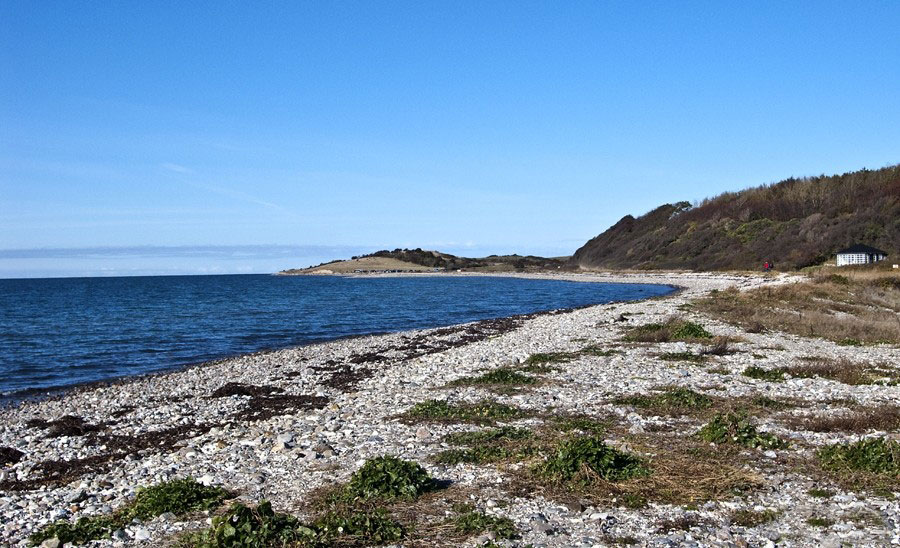
Узбережжя острова Фюн
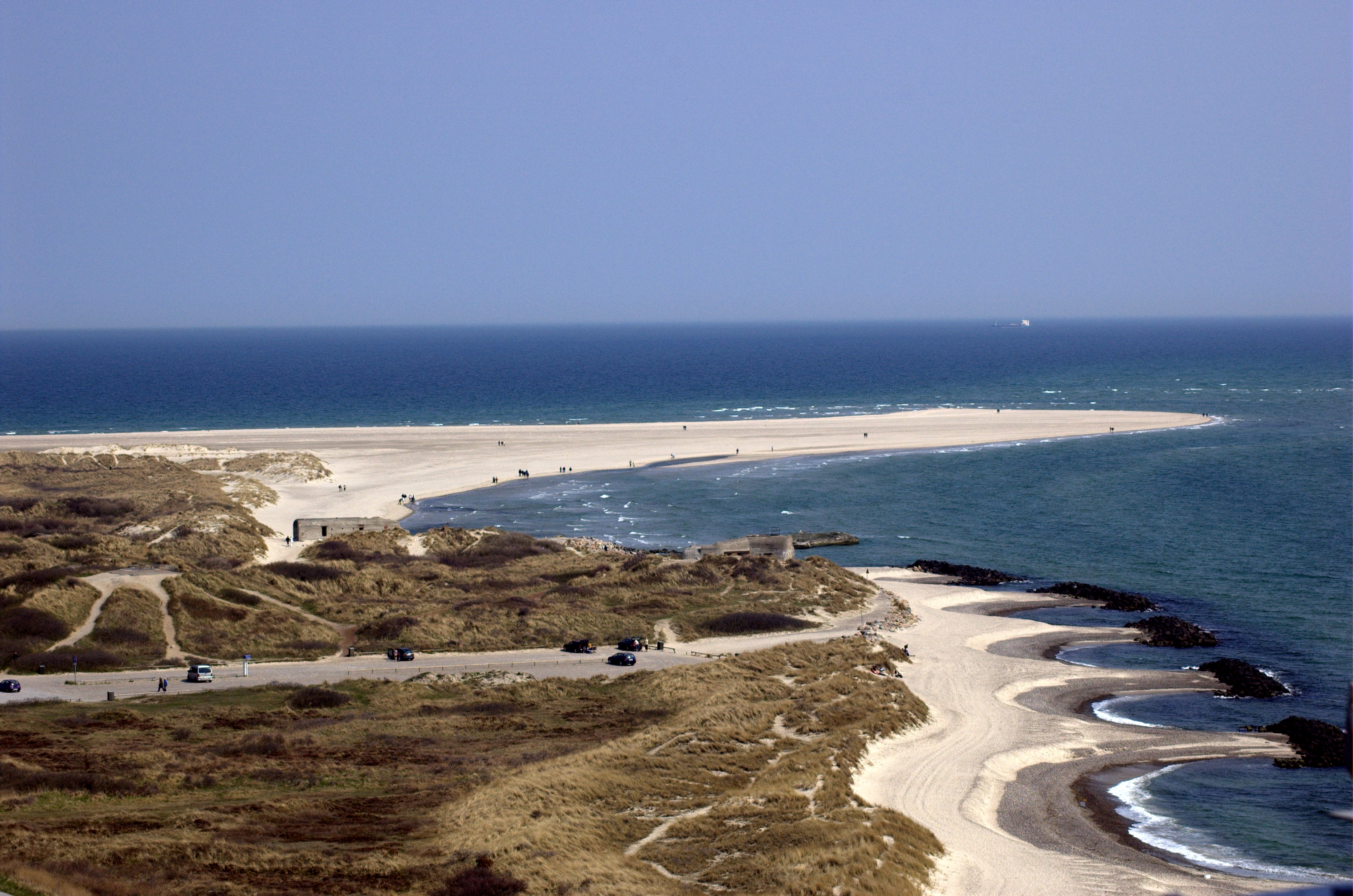
Мис Скаген, узбережжя Веннсюселя
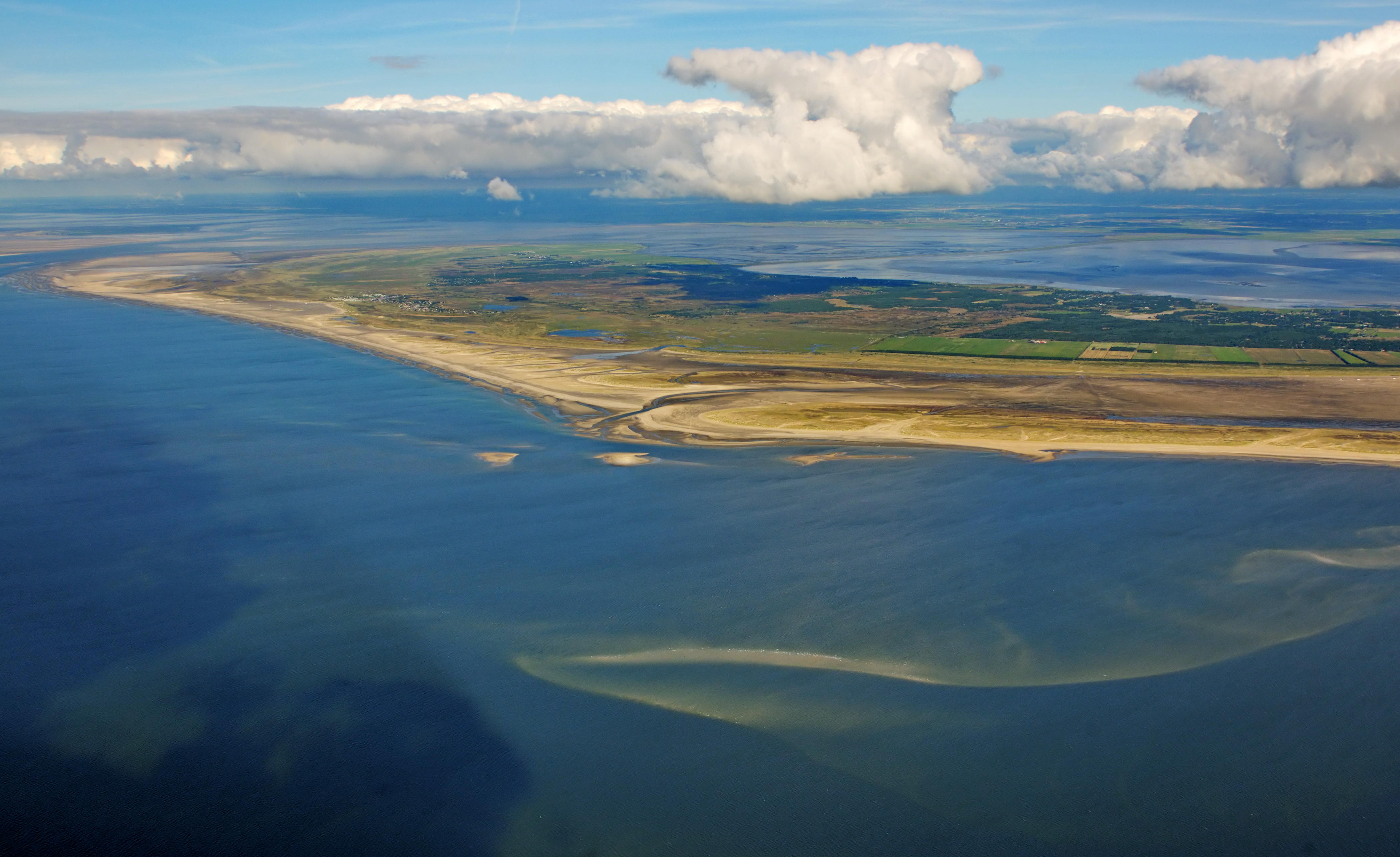
Північні Фризькі острови
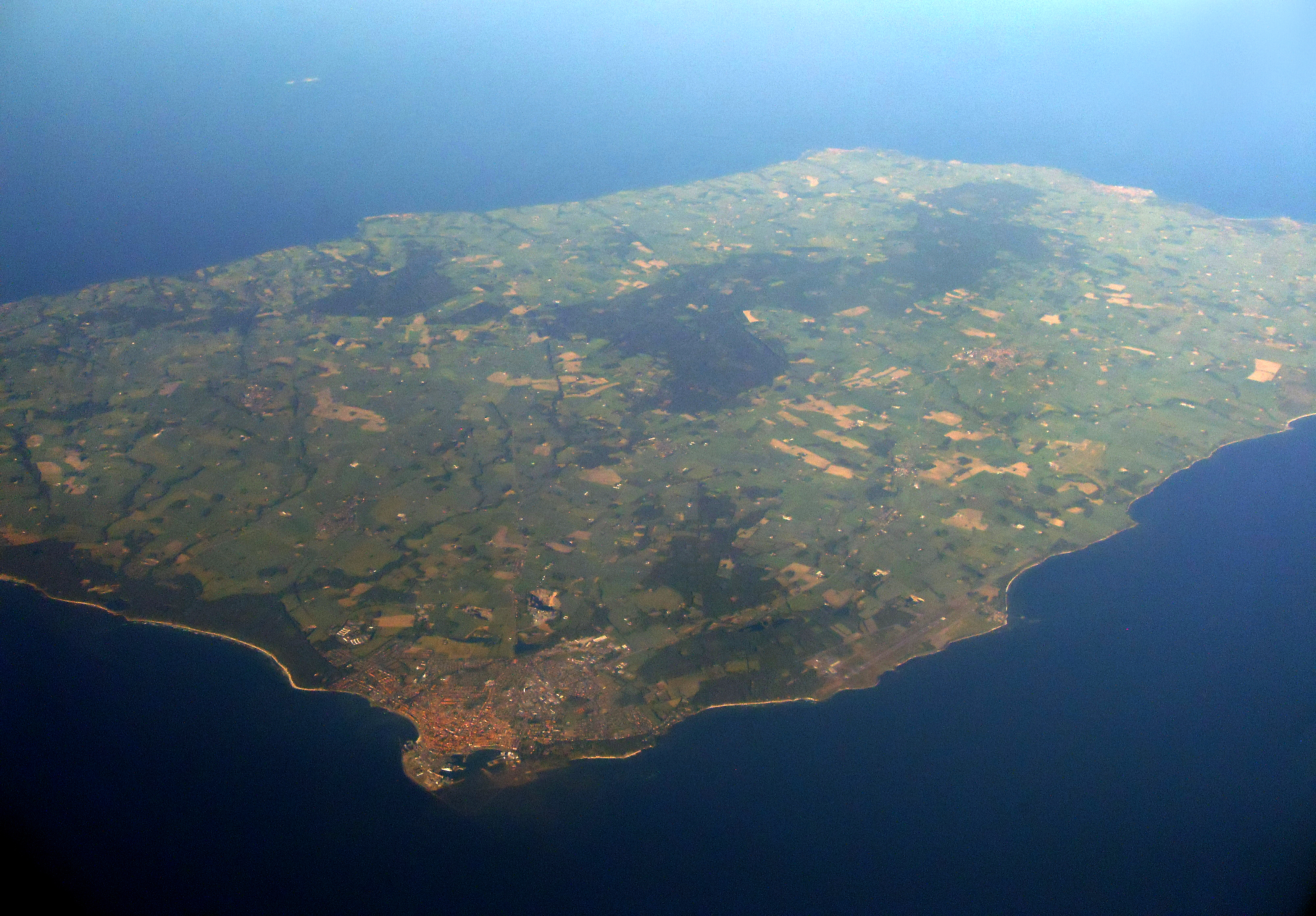
Борнгольм з висоти

На західному узбережжі Ютландії Північно-Фризькі острови. Також Данії належать острови в Данських протоках — Лесе (дан. Læsø) — 118 км², Ангольт (дан. Anholt) — 22 км², великий острів (588 км²) із скелястим узбережжям (до 75 м висотою) в Балтійському морі — Борнгольм (дан. Bornholm). На півночі Ютландського півострова довгий острів Венсюссель (дан. Vendsyssel-Thy), площею 4686 км², відокремлений від материка довгою протокою Лім-фіорду, що прорвалась до Північного моря у 1825 році.

## Клімат
Територія Данії лежить у помірному кліматичному поясі, з відносно сильним впливом Атлантичного океану, теплої течії Гольфстрим. Превалюють помірні повітряні маси цілий рік, західний перенос повітряних мас приносить тепле й вологе повітря з помірних та тропічних широт Атлантичного океану. Цей вплив відносно вирівнює річні коливання температур повітря й кількості опадів. Рівнинний характер поверхні країни вирівнює регіональні відмінності у кліматі. Значні сезонні амплітуди температури повітря. Відносно тепла зима з нестійкою погодою, штормовими вітрами, можливий сніговий покрив. Відносно прохолодне літо з більш ясною погодою. Зволоження рівномірне за сезонами, місцями надмірне.

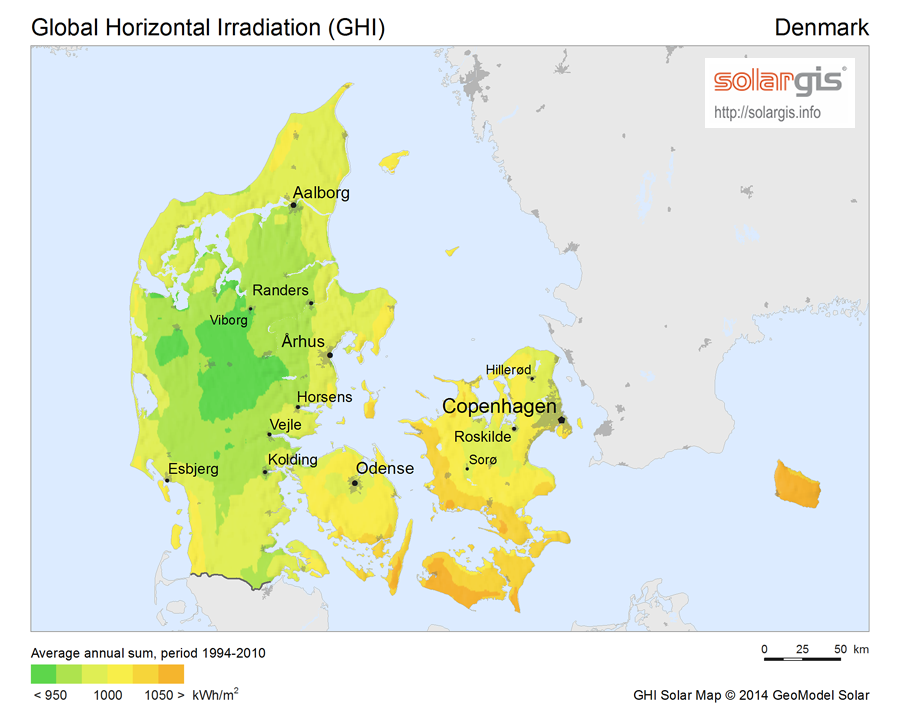
Сонячна радіація у Данії (англ.)
Кліматична карта Данії (за Кеппеном)
Кліматограма Копенгагена
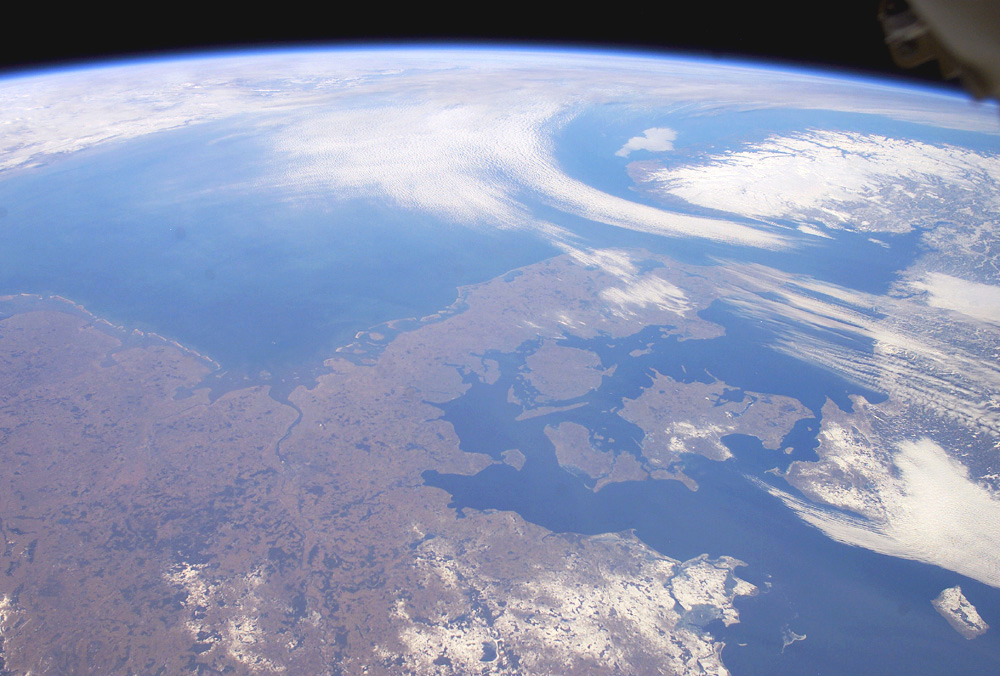
Хмарність і сніговий покрив, лютий 2003 року
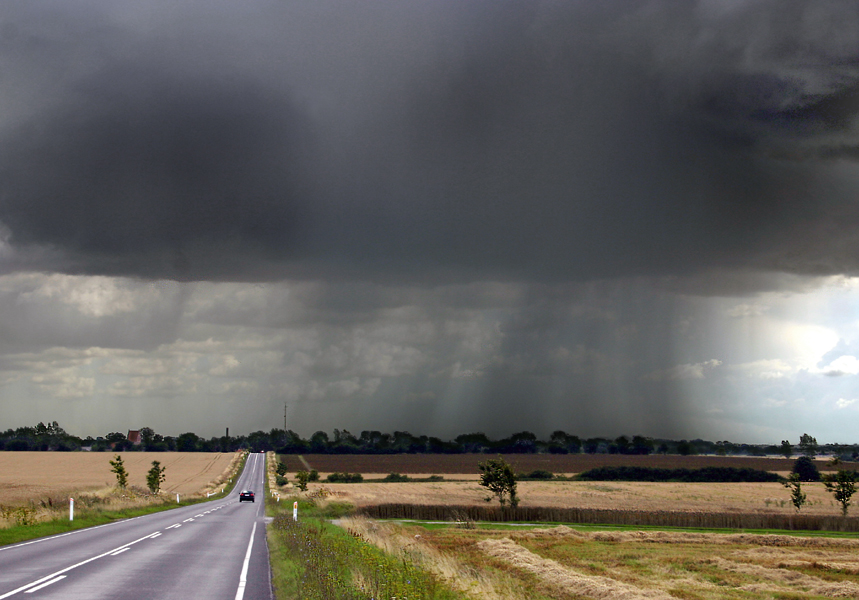
Літній дощ у Данії
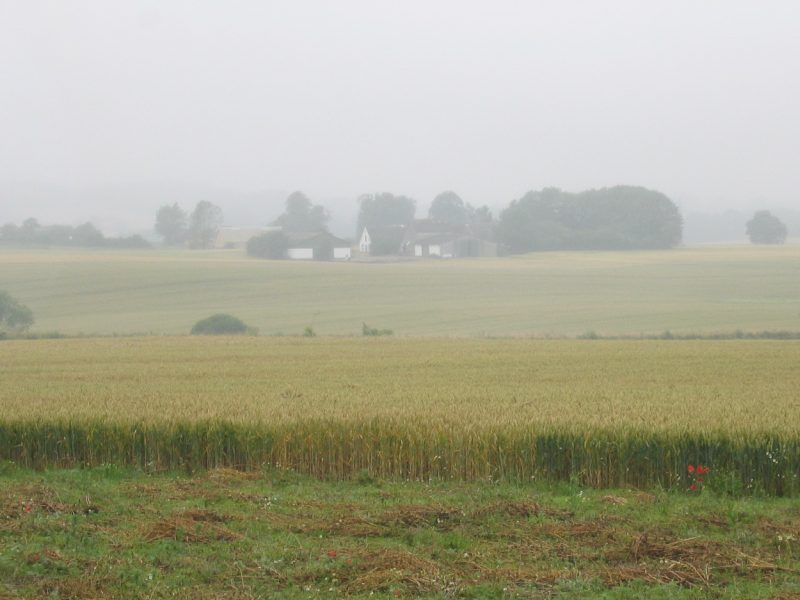
Вечірній туман у Данії

Річна сума опадів становить 600—900 мм, загалом у вигляді дощу (90 %). У середньому 170 днів на рік в Данії ллє дощ, переважно ці дні припадають на осінь. Річна сума опадів по країні коливається від 900 мм на заході Ютландії, до 450 мм у зоні вітрової тіні на узбережжі протоки Малий Бельт. Максимальна кількість опадів припадає на осінньо-зимовий період, а мінімальна — на весну і початок літа. Часто бувають тумани. Загалом коефіцієнт зволоження більший за 1,0. Більшу частину року переважають сильні вітри, переважно західних румбів. Погода в Данії не відрізняється стабільністю, важко передбачити, яким буде завтрашній день. Непередбачуваний вплив моря найбільше відчувається взимку.
| Клімат Копенгагена                                            | Клімат Копенгагена | Клімат Копенгагена | Клімат Копенгагена | Клімат Копенгагена | Клімат Копенгагена | Клімат Копенгагена | Клімат Копенгагена | Клімат Копенгагена | Клімат Копенгагена | Клімат Копенгагена | Клімат Копенгагена | Клімат Копенгагена | Клімат Копенгагена |
| Показник                                                      | Січ.               | Лют.               | Бер.               | Квіт.              | Трав.              | Черв.              | Лип.               | Серп.              | Вер.               | Жовт.              | Лист.              | Груд.              | Рік                |
| Абсолютний максимум, °C                                       | 2                  | 2                  | 5                  | 10                 | 15                 | 19                 | 20                 | 20                 | 17                 | 12                 | 7                  | 4                  | 20                 |
| Абсолютний мінімум, °C                                        | −2                 | −2                 | −1                 | 2                  | 7                  | 11                 | 13                 | 13                 | 10                 | 7                  | 3                  | −1                 | −2                 |
| Температура води, °C                                          | 46                 | 30                 | 39                 | 39                 | 42                 | 52                 | 68                 | 64                 | 60                 | 56                 | 61                 | 56                 | 613                |
| ------------------------------------------------------------- | ------------------ | ------------------ | ------------------ | ------------------ | ------------------ | ------------------ | ------------------ | ------------------ | ------------------ | ------------------ | ------------------ | ------------------ | ------------------ |
| Джерело: (ісп.) Клімат Копенгагена на сайті www.protiempo.es. |                    |                    |                    |                    |                    |                    |                    |                    |                    |                    |                    |                    |                    |

Зима порівняно м'яка, сніг випадає рідко і відразу ж тане навіть у східних районах країни. Зимова погода стоїть з кінця грудня по кінець березня і супроводжується помірними морозами і високою вологістю (до 85-90 %), тримається хмарна (до 1-2 сонячних днів на місяць) і досить вітряна погода (на узбережжі шторми). Середня температура повітря взимку від −5…+4 °C. Середньомісячна температура найхолоднішого місяця, лютого, тримається близько 0 °C. Це на 10…12 °C більше за середню норму температури на цій широті. При вторгненні арктичних антициклонів з півночі можливе зниження температури до -15 °C. У зв'язку з адвекцією теплого вологого повітря з моря на охолоджену поверхню суходолу до 5-7 зимових днів з туманами.
Через довгі зими весна в Данії настає пізно, початок припадає на квітень. Особливість погоди Данії — затяжне міжсезоння. Навесні погода стоїть сонячна і безхмарна, з маленькою кількістю опадів (навіть порівняно із зимою), тут досить прохолодно і вітряно. Середня температура повітря навесні становить 3…13 °C. Приморозки бувають і в квітні, і в травні. Наприкінці весни, початку літа погода погіршується, часті дощі з грозами. Відносна вологість підвищується до 70-82 %, стоїть похмура погода, лише 5 днів на місяць з ясною погодою.
Влітку погода в Данії досить тепла, але сильної спеки практично не буває. Температура повітря в середньому становить 13…20 °C, іноді 26 °C. Середньомісячна температура найтеплішого місяця, липня, тримається близько 16 °C. Часто зберігається досить похмура погода, проте на цей сезон припадає мінімум опадів за весь рік, що пояснюється утворенням антициклонів над Скандинавським півостровом і Балтійським морем. У липні й серпні погода найбільш стабільна.
У вересні та жовтні ще зберігається літнє тепло, в ці місяці тепліше, ніж навесні, але погода дощова і вітряна. Середня температура повітря восени становить 7…14 °C.

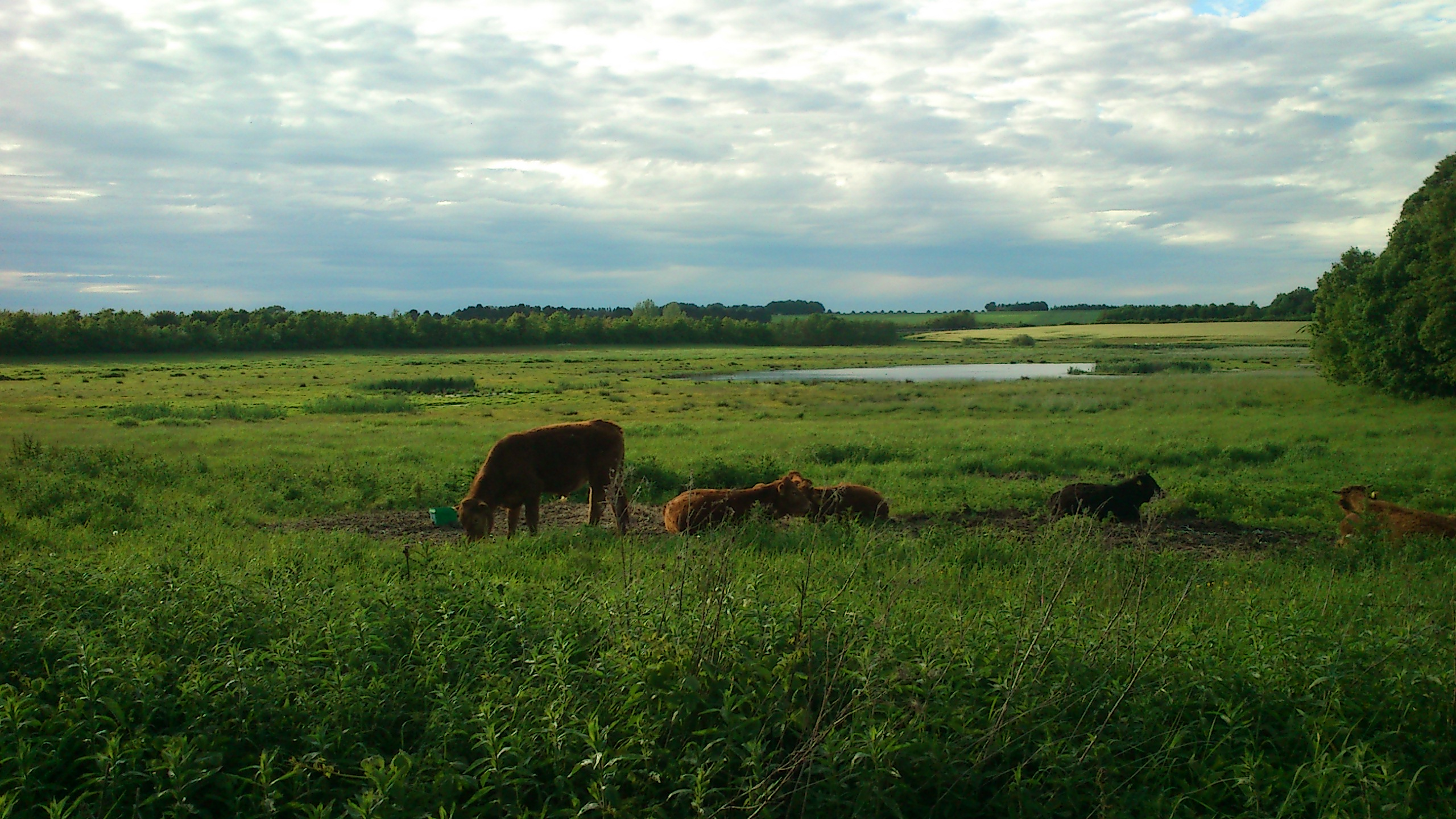
Літо в Данії
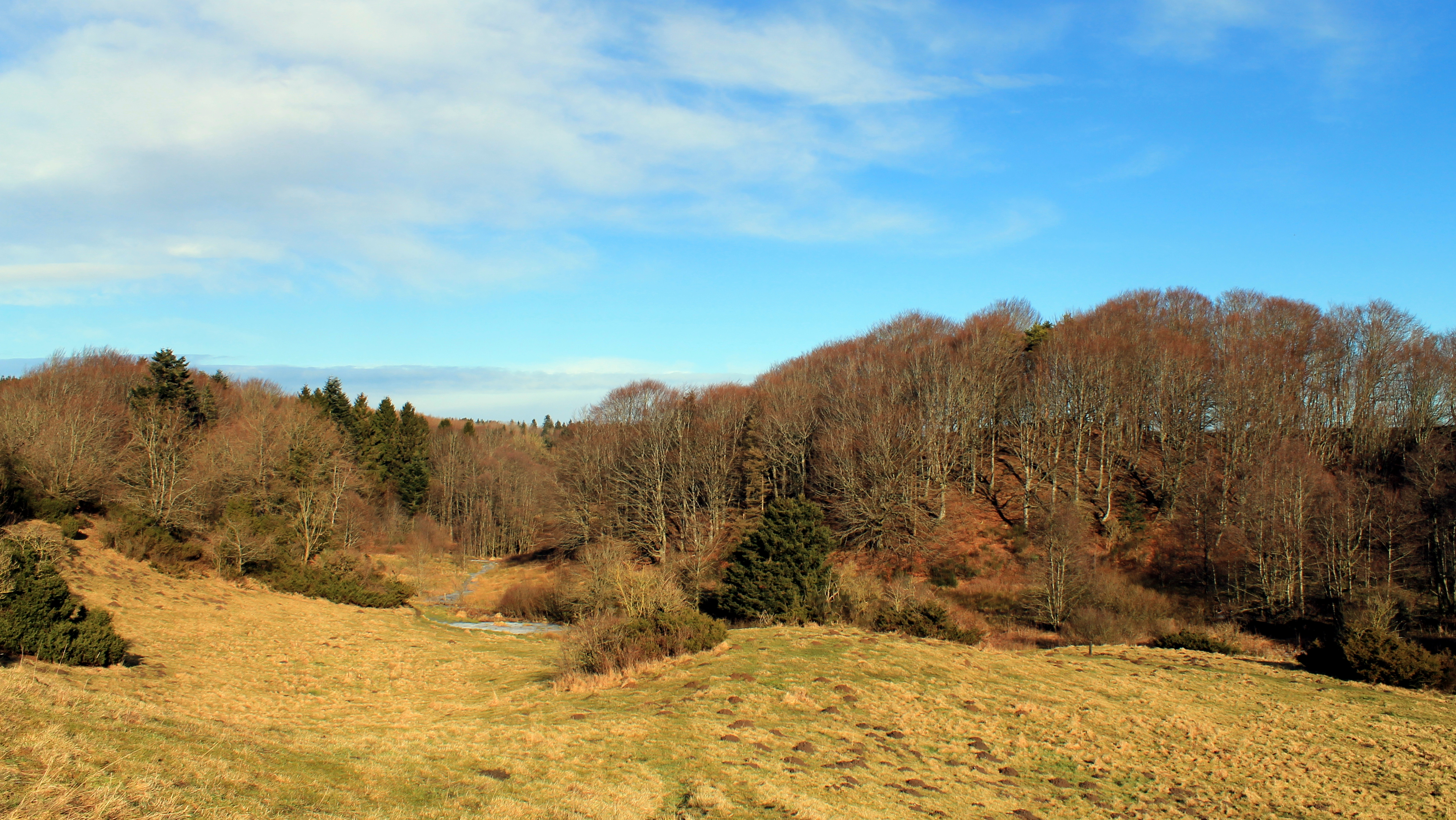
Данський ліс восени
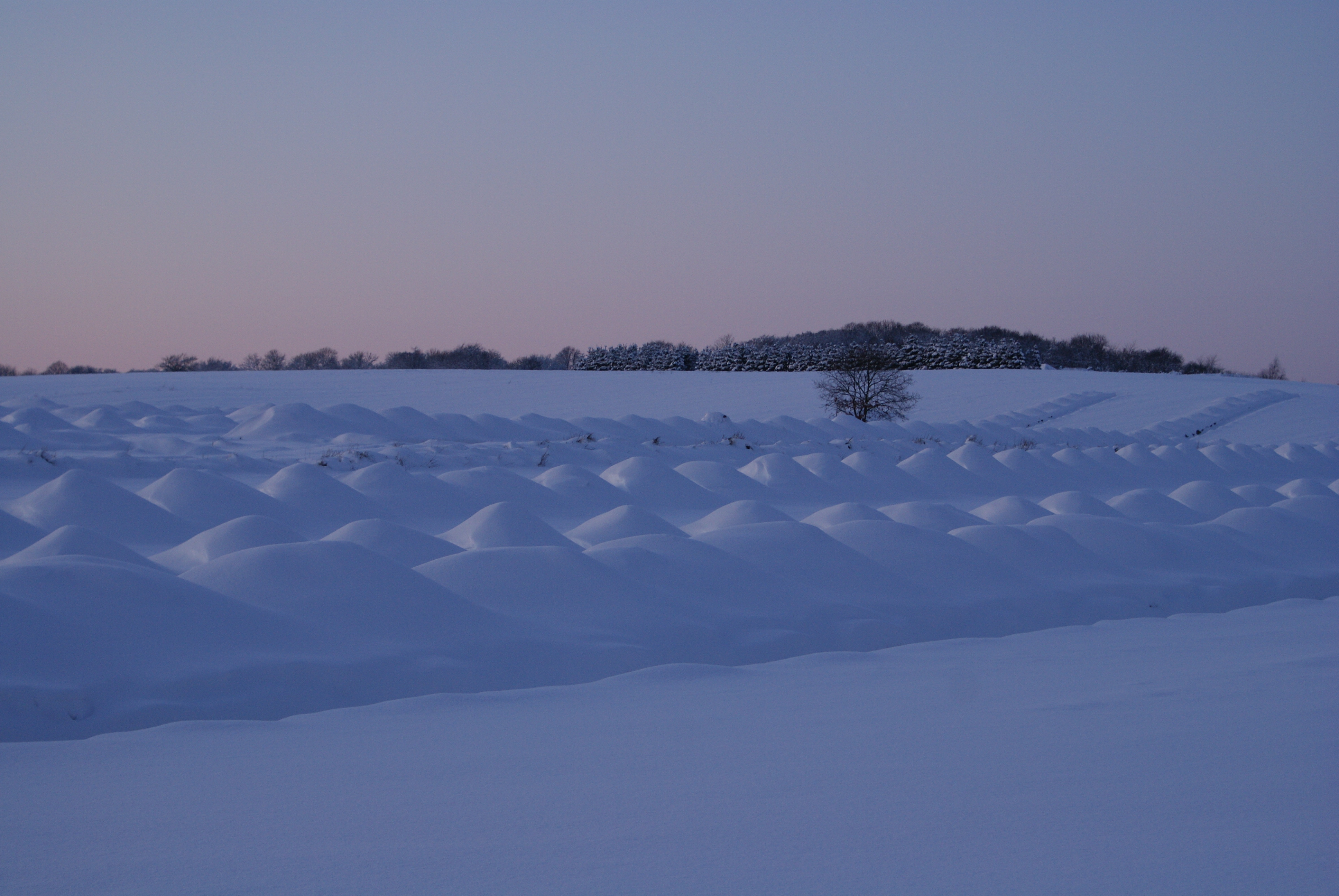
Данія взимку
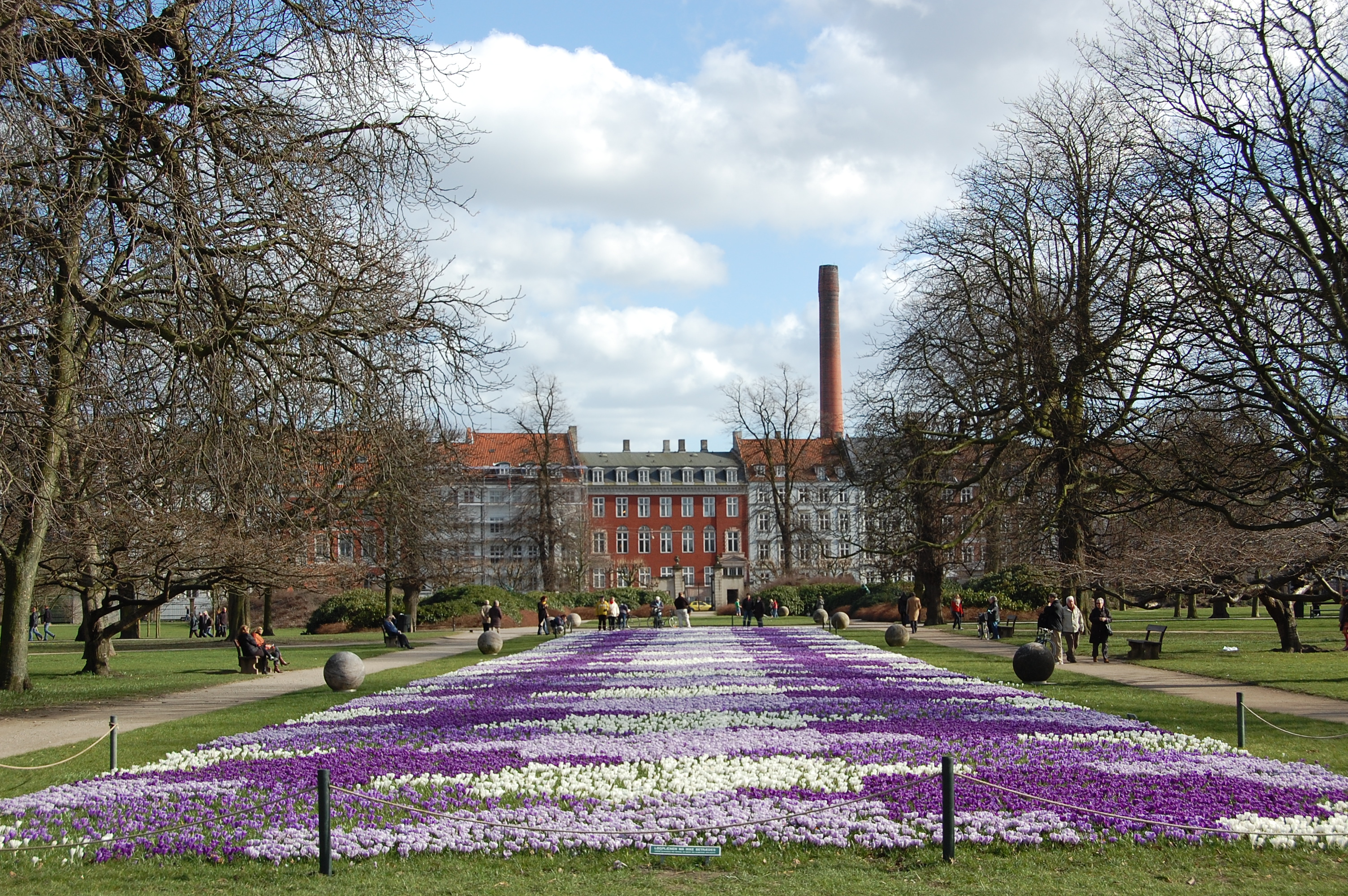
Рання весна в Копенгагені
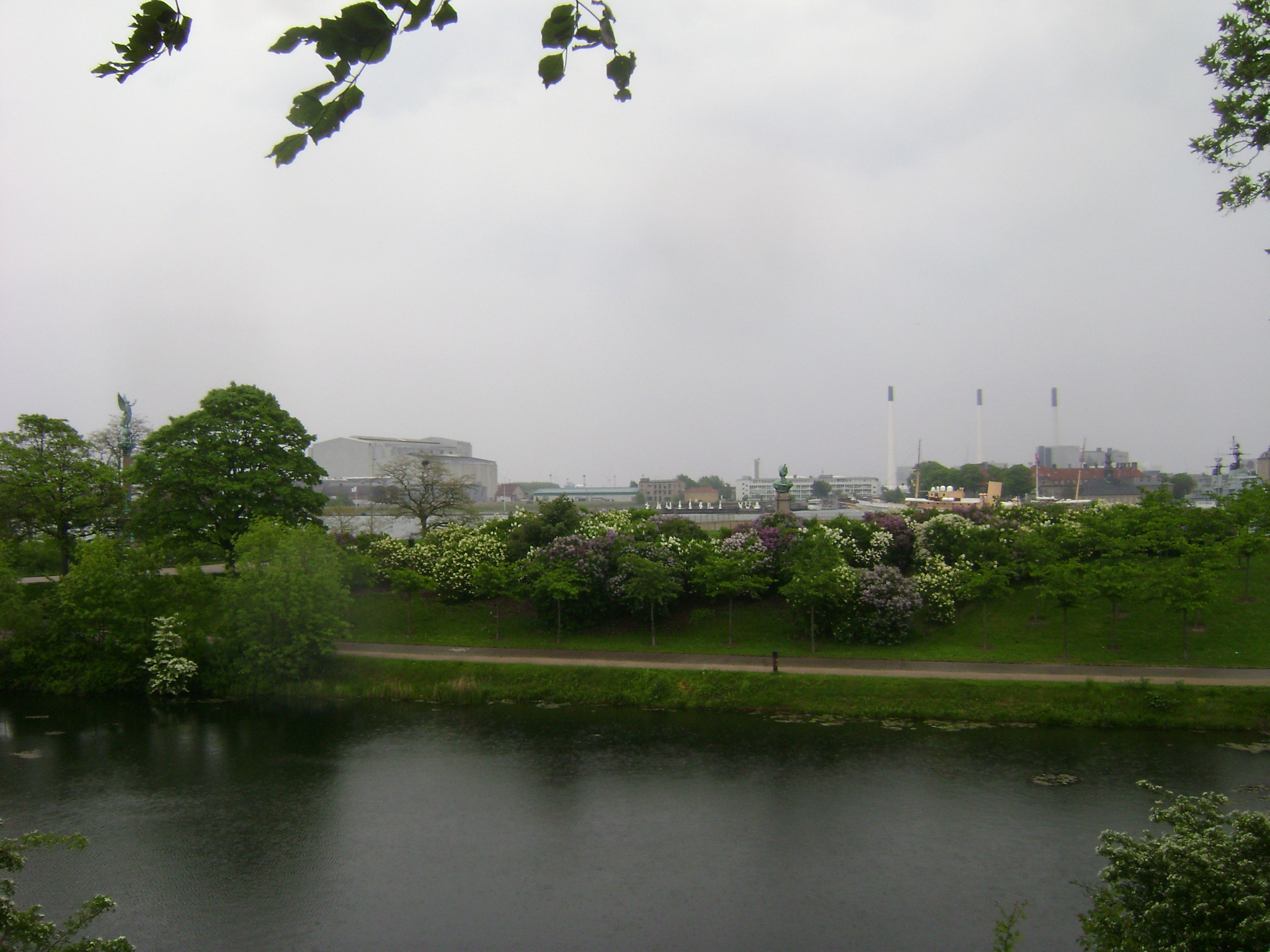
Травнева гроза в Копенгагені

Територія Данії лежить в прохолодній смузі помірного агрокліматичного поясу Європи із загальною сумою температур повітря вище за 10 °C у межах 2000°-2200°. Такі умови сприяють вирощуванню сірих хлібів, пшениці, зернобобових, льону, картоплі, розведенню ягідників.
Данія є членом Всесвітньої метеорологічної організації (WMO), в країні ведуться систематичні спостереження за погодою.

## Внутрішні води
Поверхня Данії вкрита густою мережею коротких річок, з невеликими ухилами і повільною спокійною течією, багато невеликих озер. Численні болота, утворенню яких Данія завдячує поєднанню вологого морського клімату з водонепроникними ґрунтами льодовикової морени, за останні 200 років інтенсивно осушувалися. На місці колишніх боліт утворено сільськогосподарські угіддя.
Загальні запаси відновлюваних водних ресурсів (ґрунтові і поверхневі прісні води) становлять 6 км³. Станом на 2012 рік в країні налічувалось 4350 км² зрошуваних земель.

### Річки
Поверхня країни вкрита мережею коротких річок з невеликим похилом і спокійною течією. Для річищ характерна велика кількість меандр, плес і перекатів. Більшість річок мають зигзагоподібні долини успадковані від льодовикових потоків. Меридіональні ділянки долин чергуються з більш-менш широтними, що розташовуються вздовж зандрових піщаних гряд. Паводки бувають взимку; влітку чітко виражена межень. Середньорічний модуль стоку в Ютландії — 10-12 л/с·км², на південному сході Данських островів — 4-6 л/с·км². Живлення річок дощове і, в значно меншій мірі, ґрунтове. Річки не судноплавні, окрім як для туристичного транспорту.

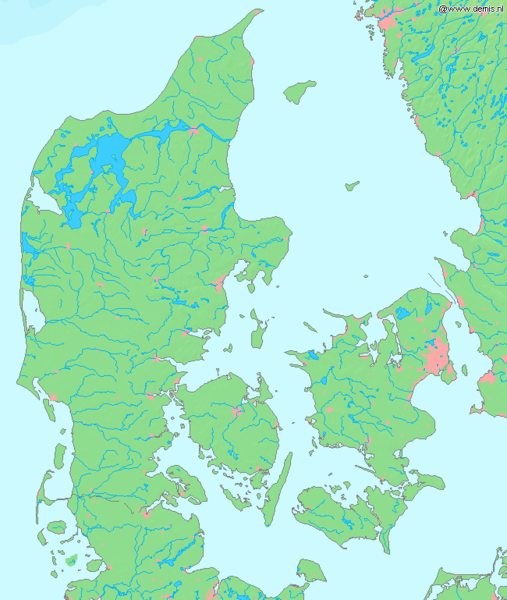
Гідрографічна мережа Данії
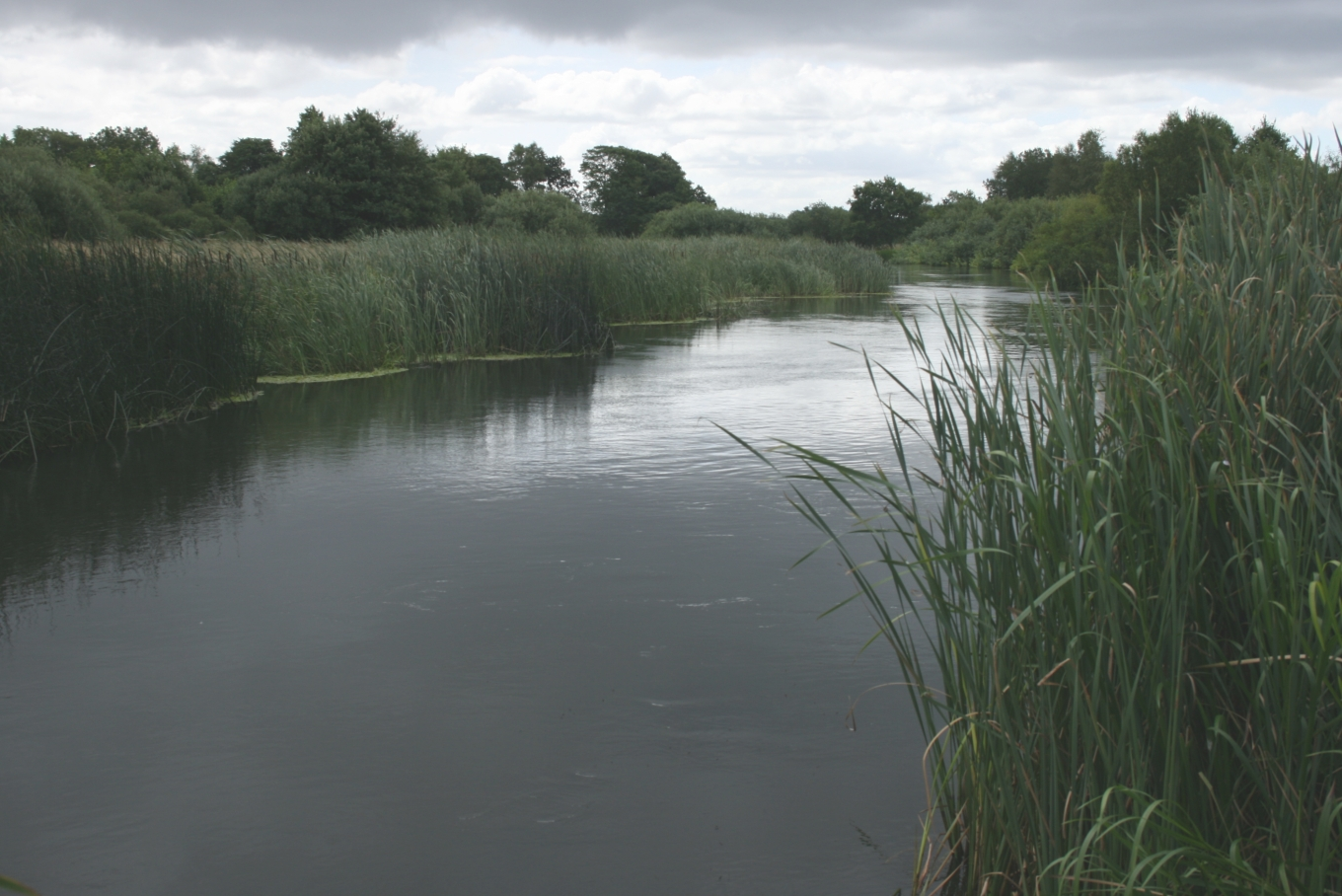
Річка Гудено
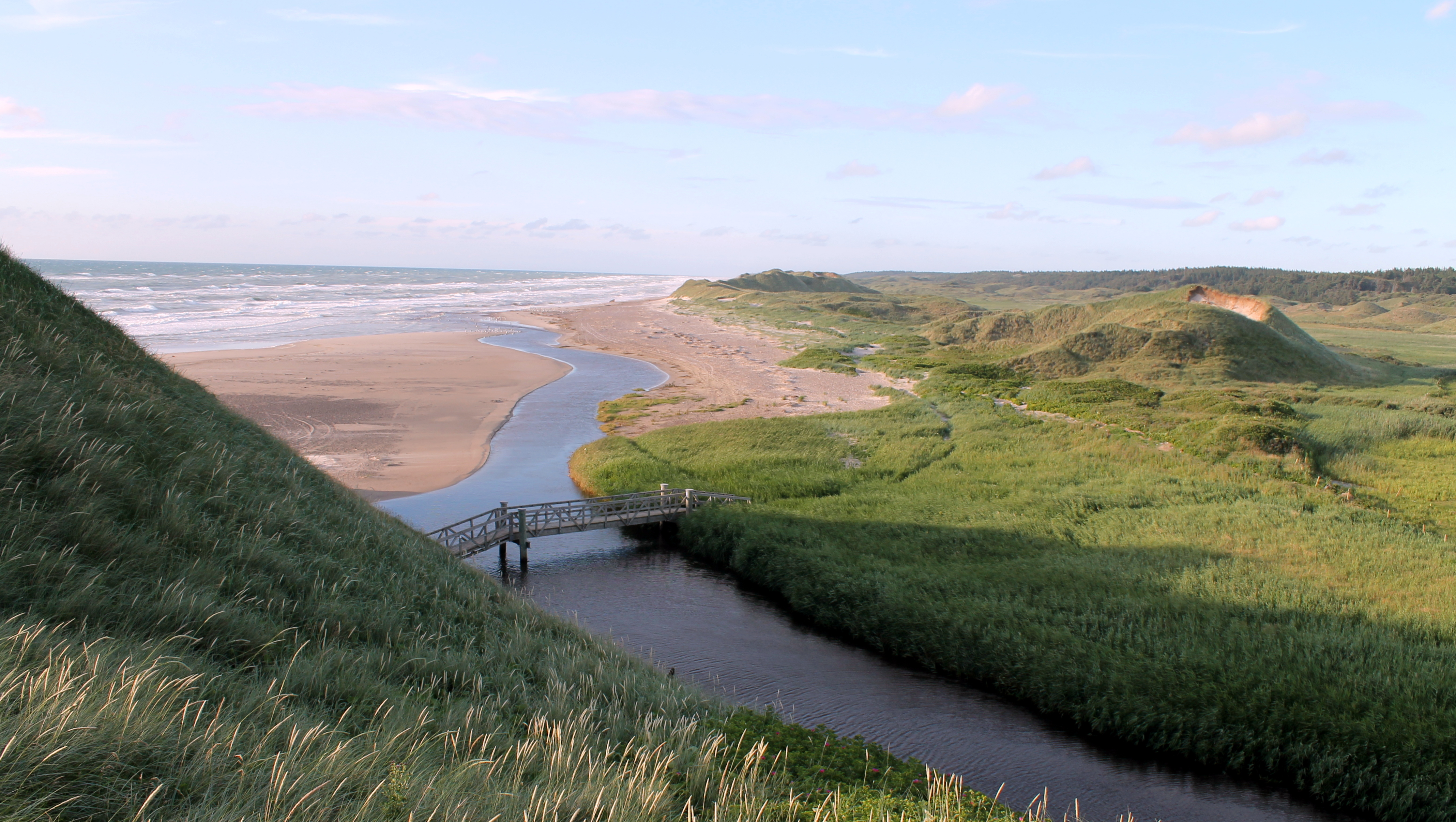
Впадіння річки Ліверо у протоку Скагеррак

Найбільша річка — Гудено (дан. Guden-Aa), довжиною 158 км, протікає в східній Ютландії. Інші великі річки: Стора (дан. Storåen) — 104 км; Варде (дан. Varde Å) — 100 км; Віда (дан. Vidå) — 99 км; Ск'єрн (дан. Skjern Å) — 94 км; Суса (дан. Suså) — 83 км; Оденсе (дан. Odense Å) — 60 км.

### Озера
Озера Данії невеликі і не мають великого господарського значення. Вони переважно проточні й вузькі. Найбільше їх у горбистій моренній місцевості центральної частини Ютландії. Найбільше озеро Данії — Арресе (дан. Arresø), загальною площею водного дзеркала 39,5 км². Інші великі озера: Есрамсе (дан. Esrum Sø) — 17,4 км²; Стаділ-фіорд (дан. Stadil Fjord) — 17,3 км²; Моссе (дан. Mossø) — 16,6 км²; Солтбек-Віг (дан. Saltbæk Vig) — 16,1 км²; Тіссе (дан. Tissø) — 12,7 км²; Фуресе (дан. Furesø) — 9,3 км². Часто озера і болота залишаються в покинутих річками прадавніх льодовикових долинах, поміж моренних пагорбів. Багато озер-лагун на західному узбережжі Ютландії, де вони утворені піщаними пересипами колишніх морських бухт. Коливання рівня води в озерах невеликі, найбільші спостерігаються з листопада по квітень. Важливе ґрунтове живлення.

Озера Данії
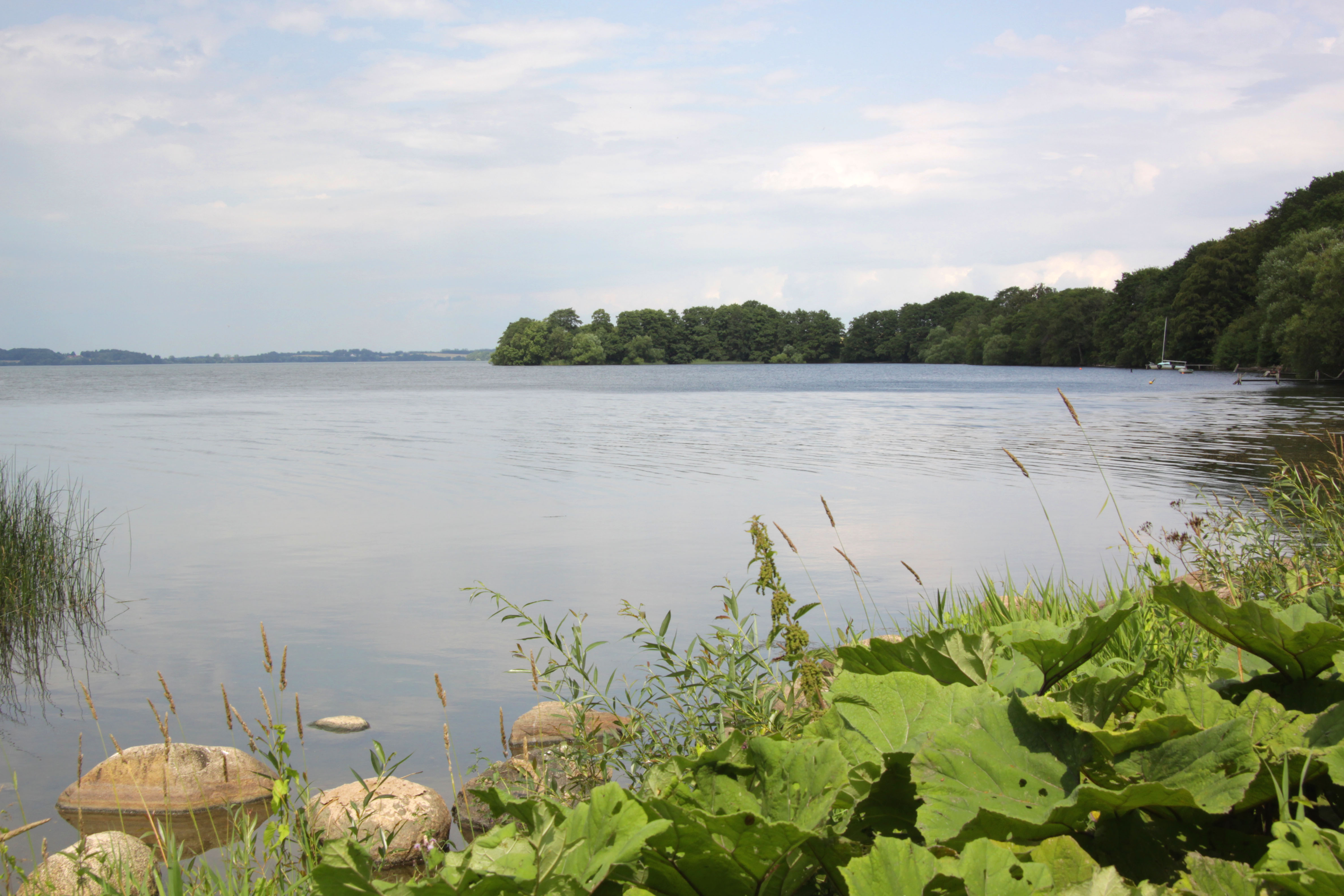
Есрумсе
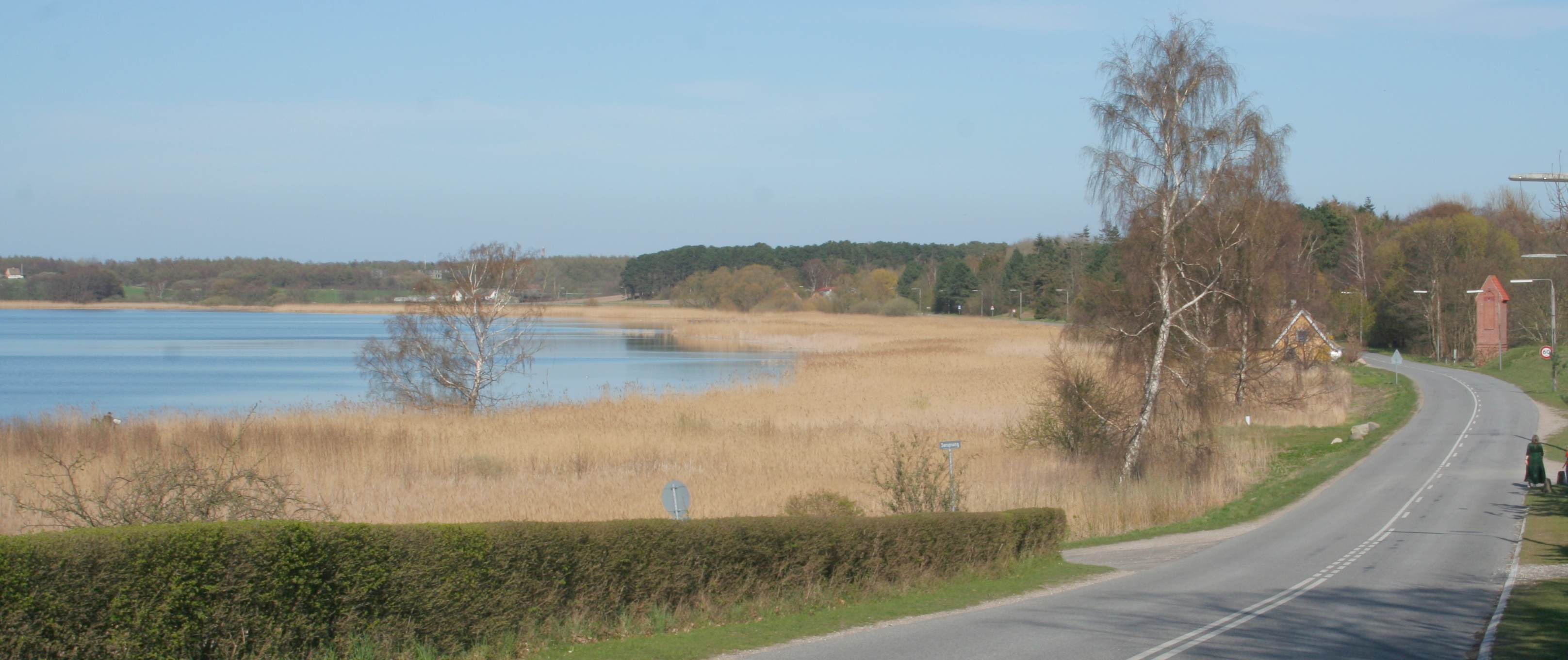
Арресе
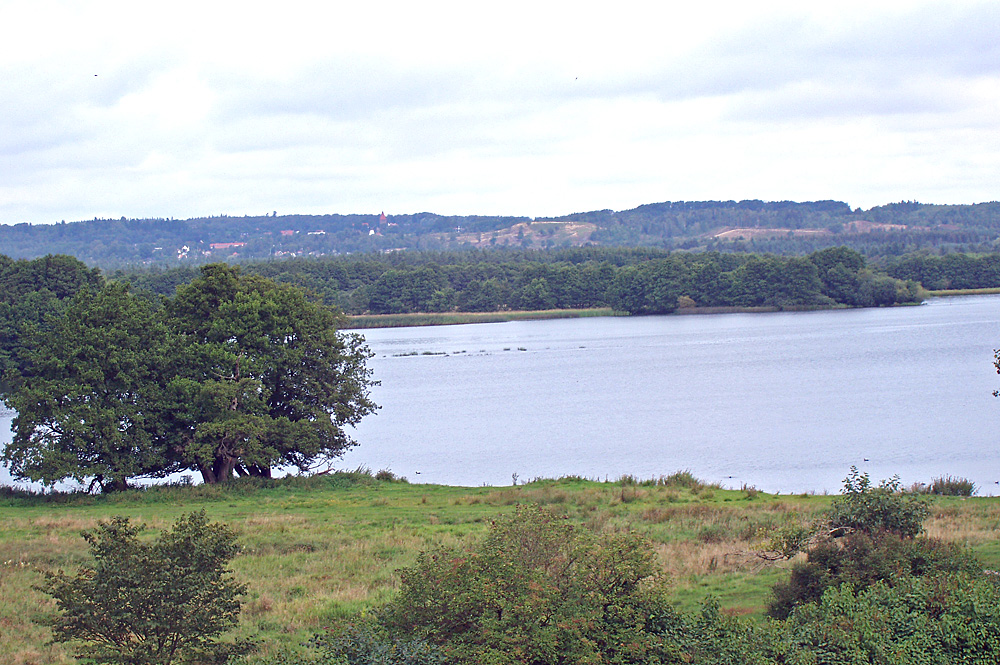
Моссе
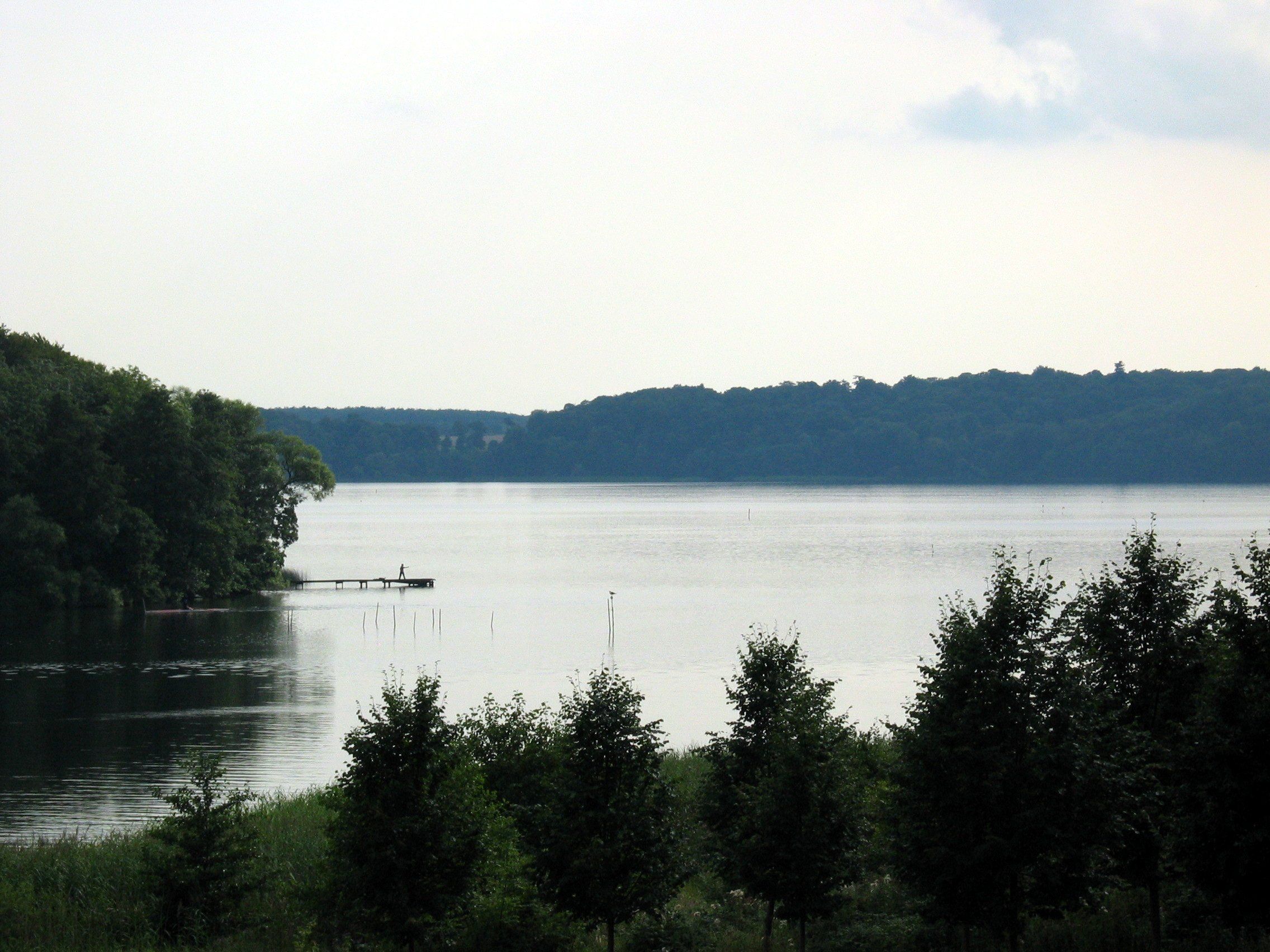
Фуресе
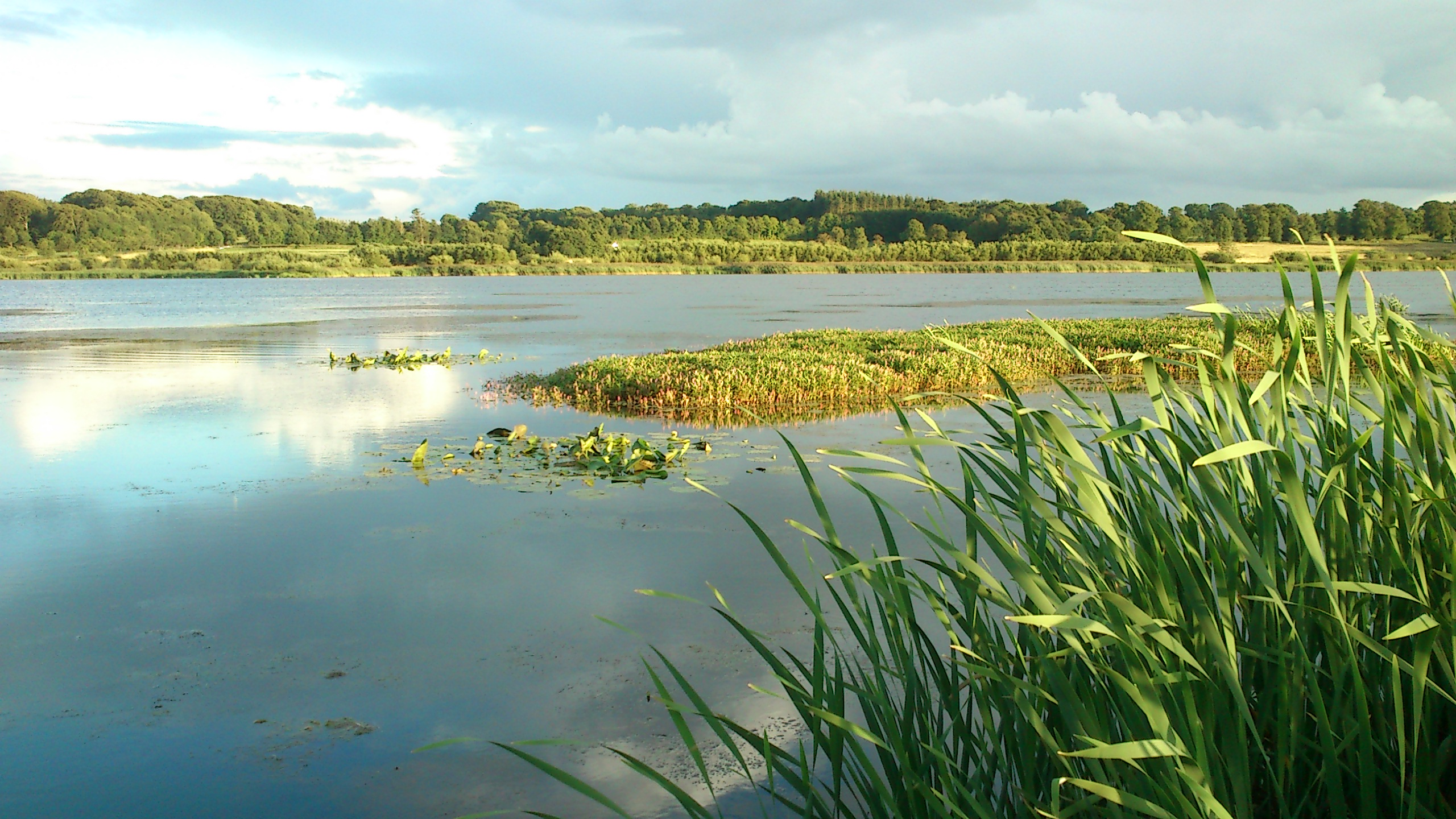
Арслев Енгсе

У країні відсутні великі штучні водойми. Упродовж 1960-х років було споруджено 3 невеликих водосховища загальним об'ємом 10 млн м³ і площею дзеркала 5 км³.

### Болота

Болота Данії
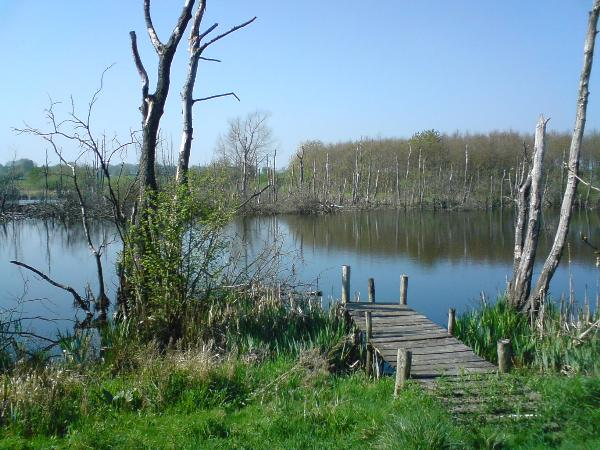
Баронмосен
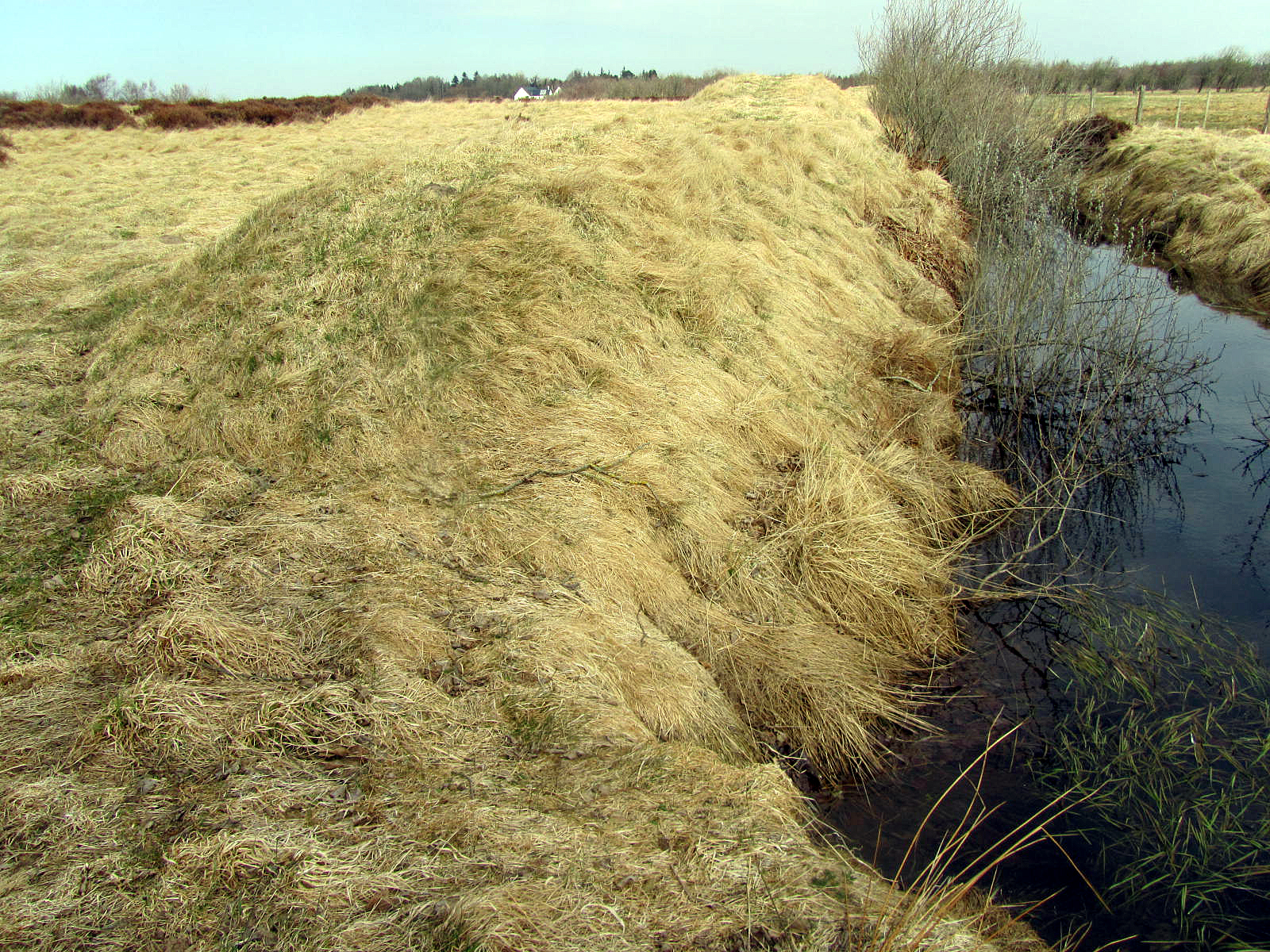
Борремосе

### Ґрунтові води
Данія забезпечена питними підземними водами, але інтенсивне їх використання для потреб домогосподарств, тваринництва і землеробства призвело до зниження рівня ґрунтових вод, підвищенню мінералізації мінералізованих пластів в густозаселених районах.

## Ґрунти
Ґрунти Данії сформувалися переважно на морських глинистих відкладеннях, а також піщаних осадах. У Західній і Центральній Ютландії поширені ґрунти підзолистого типу, дерново-підзолисті, в Східній Ютландії і на Данських островах — бурі лісові ґрунти, на узбережжях — лучні алювіальні. Типові підзоли Данії відрізняються від підзолів півночі Східноєвропейської рівнини, вони утворювались під широколистяними лісами з густим трав'яним покривом, через що мають товстий розвинений шар гумусу, ілювіально-гумусовий горизонт із значним накопиченням йонів заліза. Через незначне зимове промерзання ґрунту вегетація рослин подовжена, а отже й інтенсивність накопичення органіки більша. Така риса підзолоутворення, як диференціація ґрунтового профілю проявляє себе й у бурих лісових ґрунтах країни; часто такі ґрунти розглядають як опідзолені буроземи. Місцями розвинені дерново-глеєві, підзолисто-болотні ґрунти, на південному заході країни — родючі лучно-алювіальні ґрунти маршів.

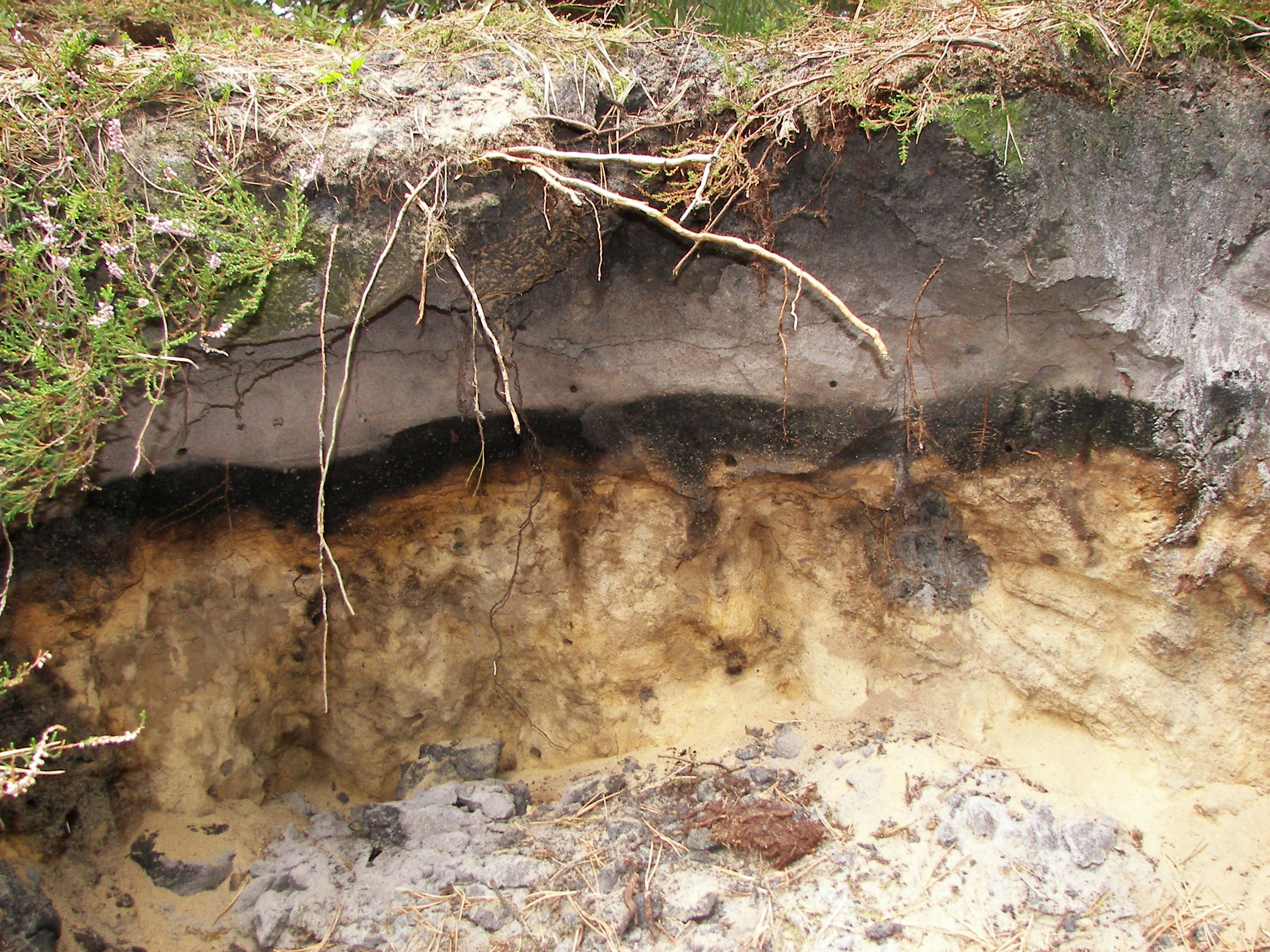
Типовий профіль підзолу
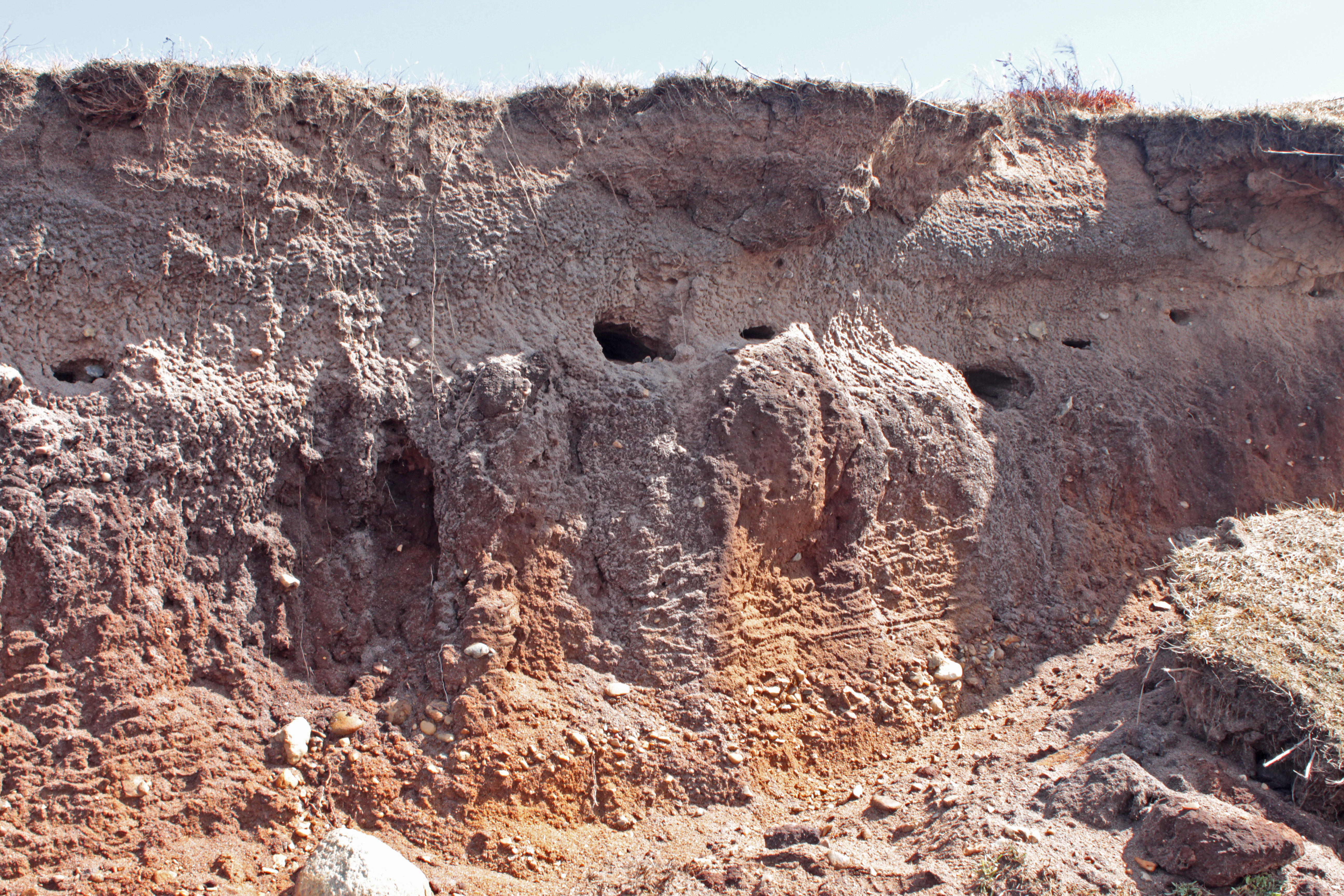
Ґрунтовий профіль на морському узбережжі, Північна Ютландія
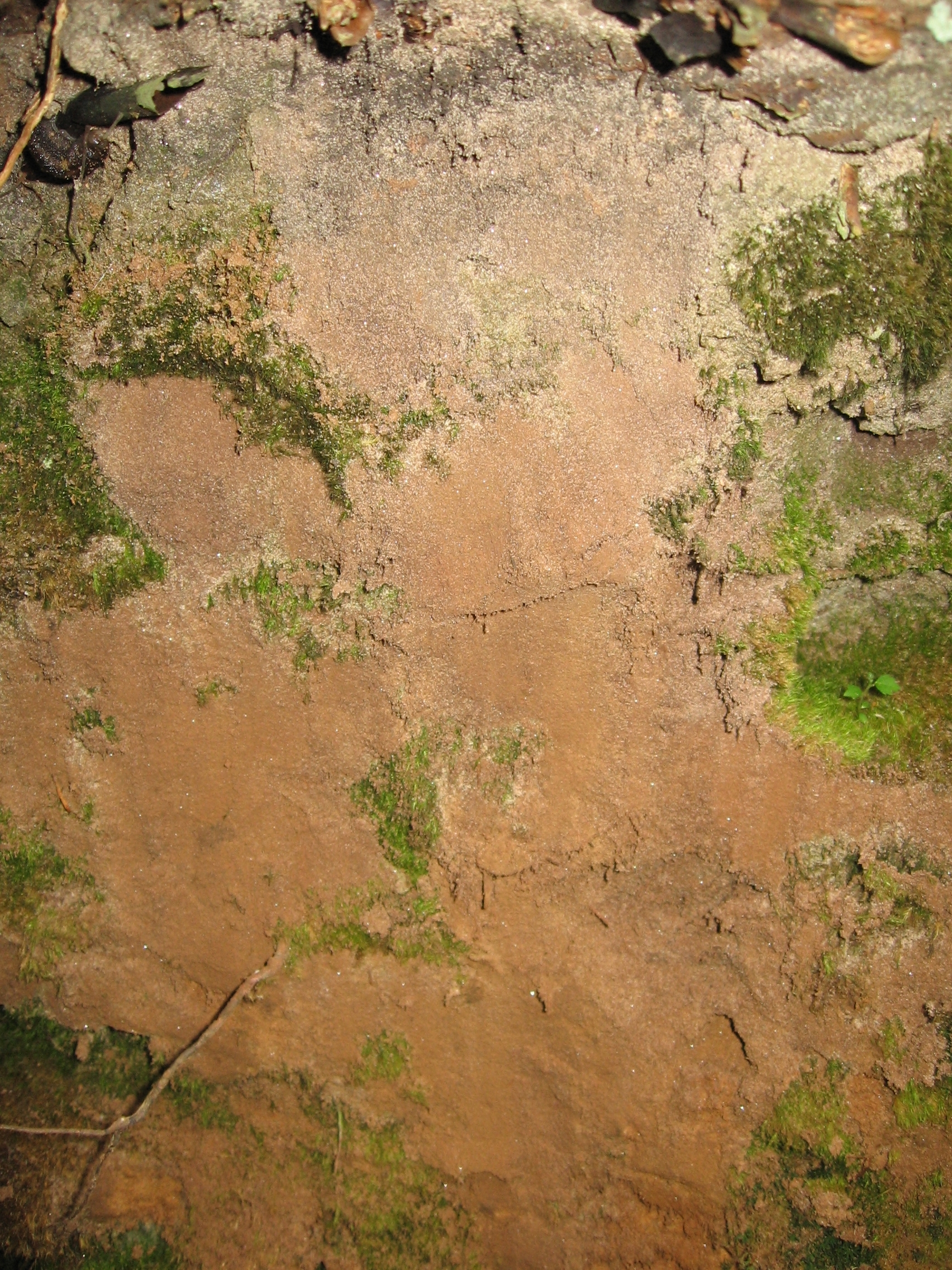
Типовий профіль бурозему
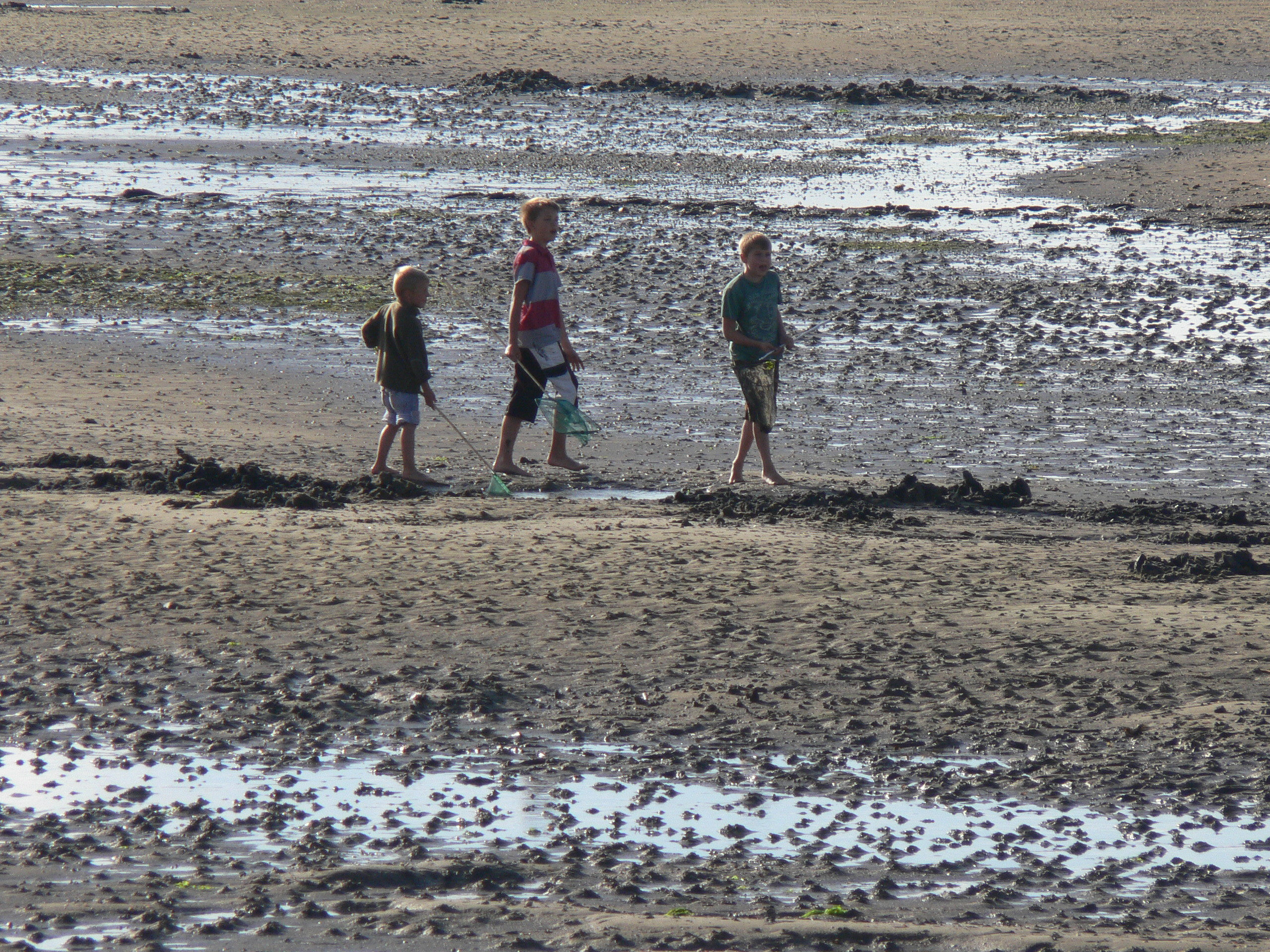
Літораль морських узбереж
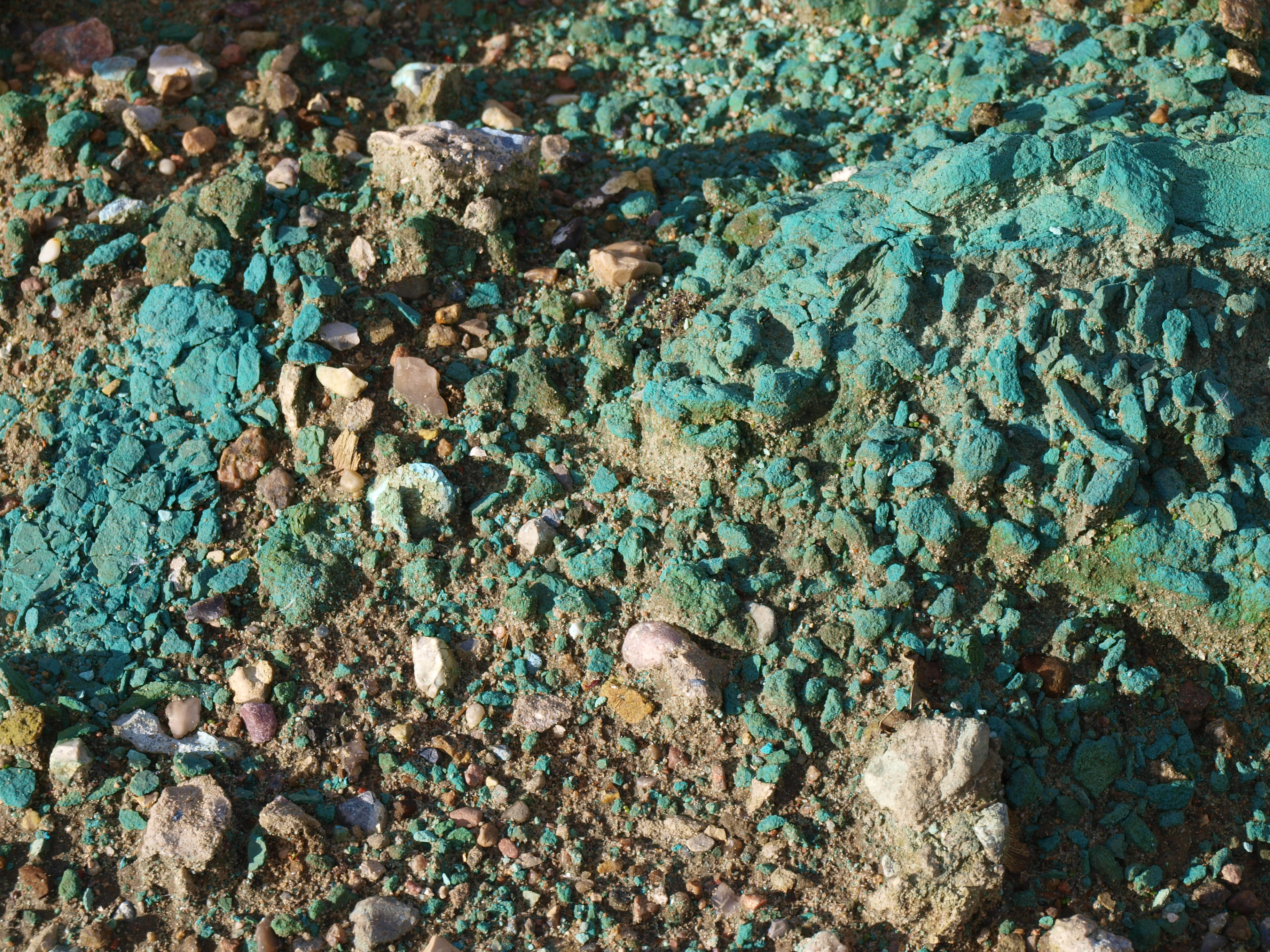
Ґрунт забруднений миш'яком поблизу Орхуса

Ґрунти Данії зазнали значного освоєння, інтенсивного розорювання, застосування агротехнічної меліорації.

## Рослинність
Зонально Данія належить до поясу широколистяних лісів Центральної Європи. Великі острови Данського архіпелагу втратили риси острівної природи через значні розміри і близькість до континенту. Протока Малий Бельт, що відділяє острів Фюн від Ютландії у найвужчому місці 0,5 км, протока Ересунн, що відділяє острів Зеландію від Скандинавії — 10,5 км. Територію Данії можна умовно розділити на 3 пояси:
- лісовий — Данські острови і східне узбережжя Ютландії;
- вересовища — переважно західна частина Ютландії;
- літоральний комплекс піщаних дюн — південно-західне узбережжя країни.

Земельні ресурси Данії (оцінка 2011 року):
- придатні для сільськогосподарського обробітку землі — 63,4 %,
  - орні землі — 58,9 % (найвищій показник у світі),
  - багаторічні насадження — 0,1 %,
  - землі, що постійно використовуються під пасовища — 4,4 %;
- землі, зайняті лісами і чагарниками — 12,9 %;
- інше — 23,7 %[2].

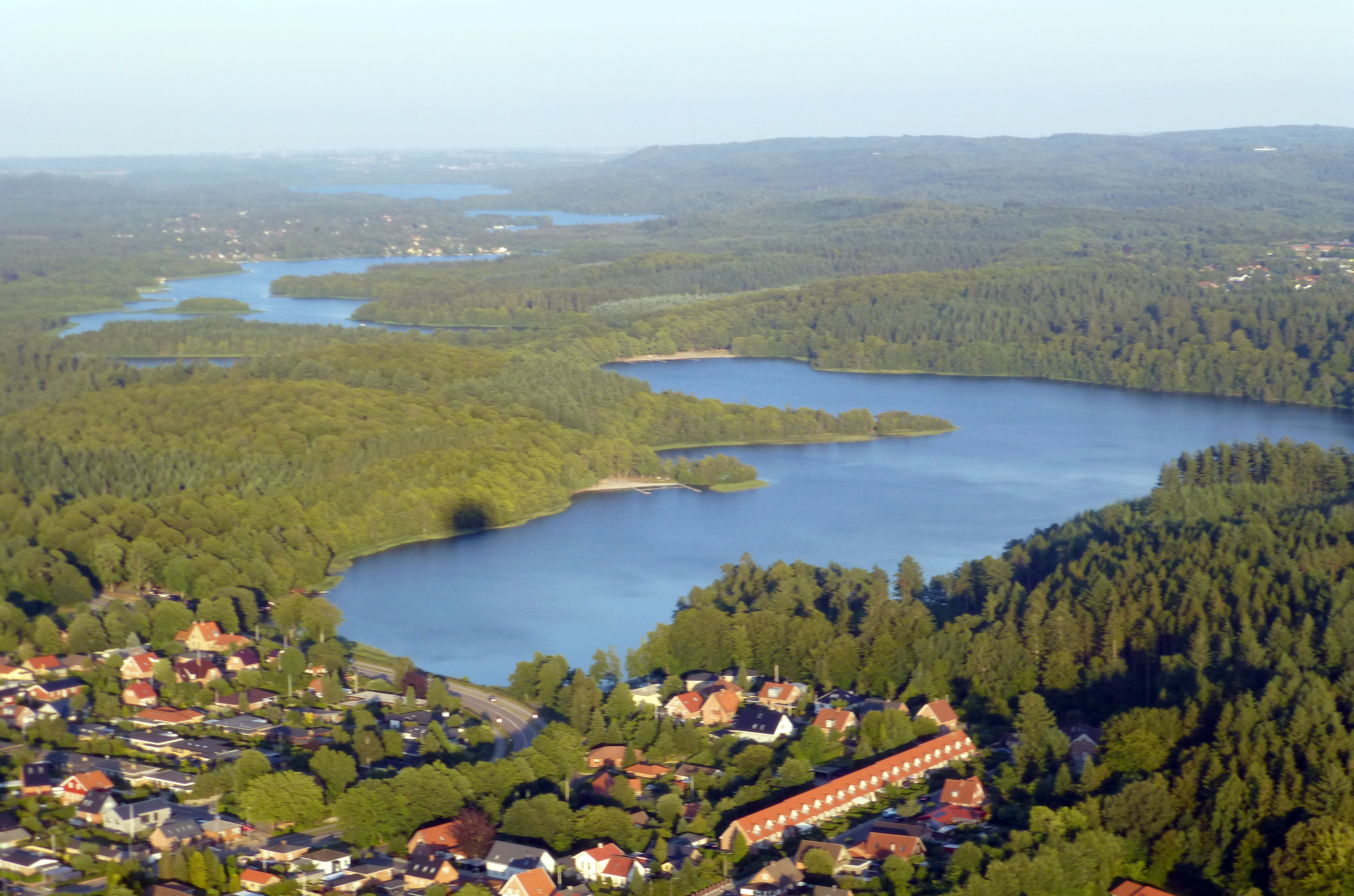
Широколистяні ліси навколо Сількеборгу
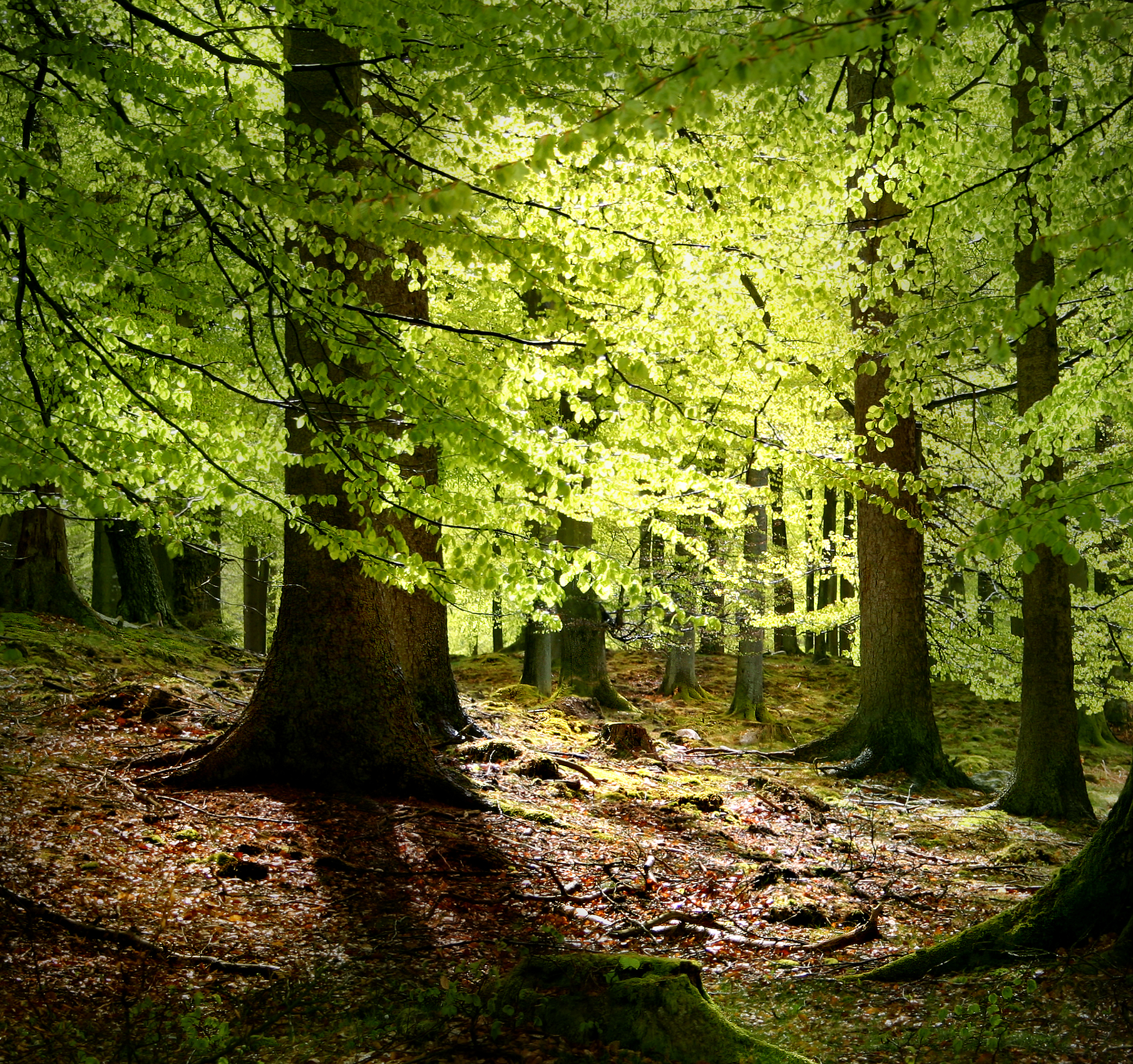
Буковий ліс на острові Зеландія
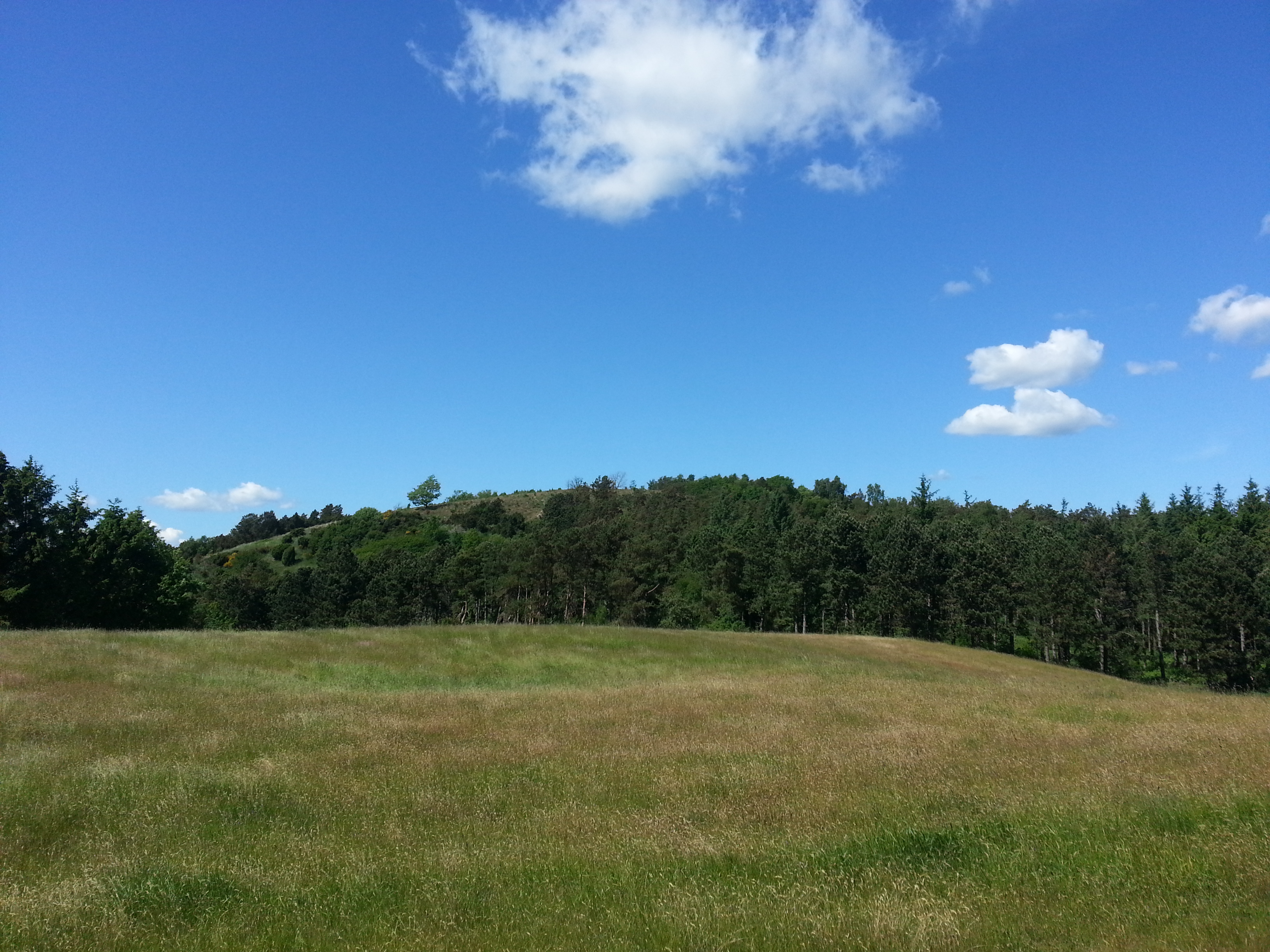
Мішаний ліс на пагорбах Центральної Ютландії
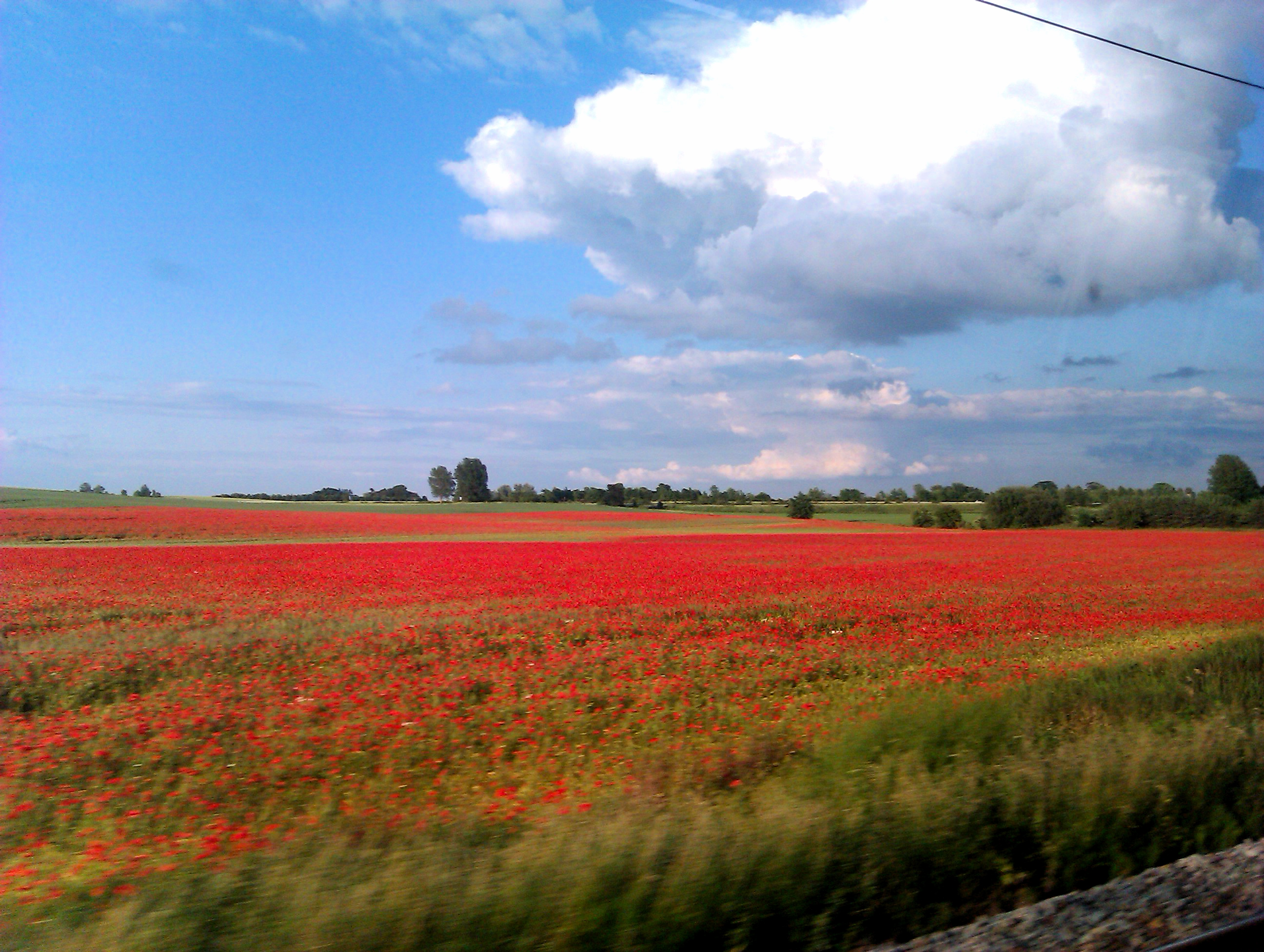
Поле маків на острові Зеландія
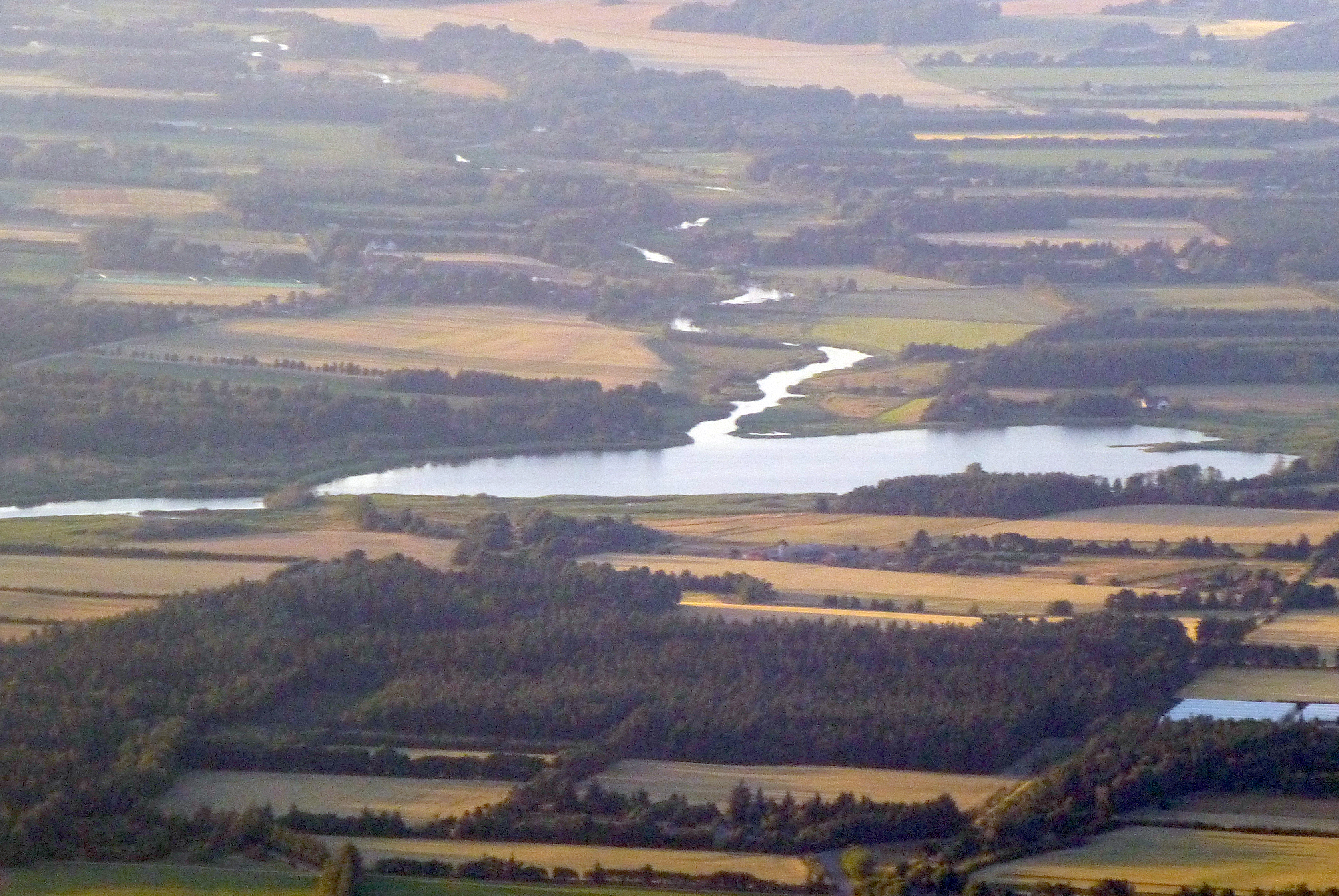
Сільський ландшафт

Вегетаційний період в Данії триває 200—225 днів. Ліси Данії вкривають десяту частину території країни, вони невеликі за розмірами і розпорошені поміж населених пунктів. На сході і півночі збереглися окремі масиви корінних букових лісів (Fagus silvatica) з домішкою дуба скельного (Quercus petraea Liebl.) на горбистих піщаних місцях і дуба черешчатого (Quercus robur L.) на зволожених глинистих низовинах Лолланна. У Єгерспрісі на острові Зеландія зростають декілька тисячолітніх дубів, залишки прадавніх лісів. Зазвичай бук заміщує дуб в лісових угрупованнях. У лісах зустрічаються також ясен (Fraxinus), в'яз (Ulmus), липа (Tilia), а у підліску навесні анемона дібровна (Anemone nemorosa) утворює суцільний біло-зелений килим.

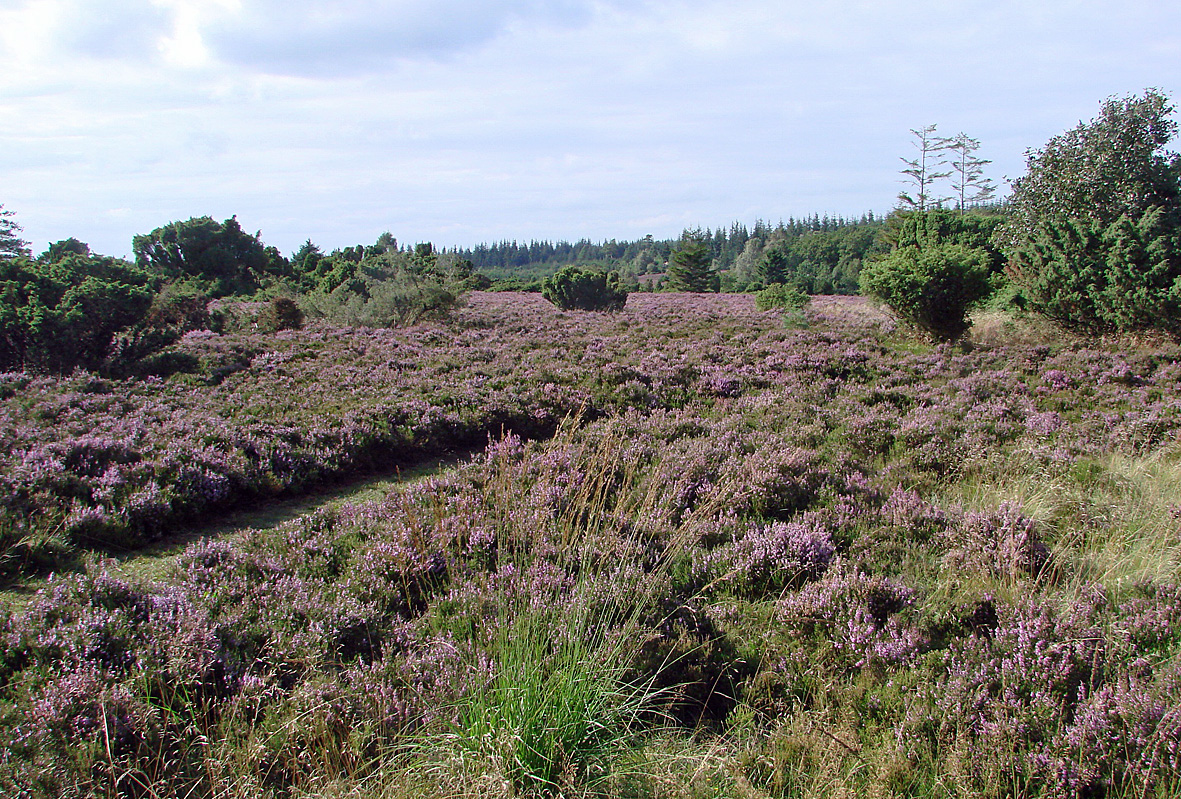
Вересові чагарники
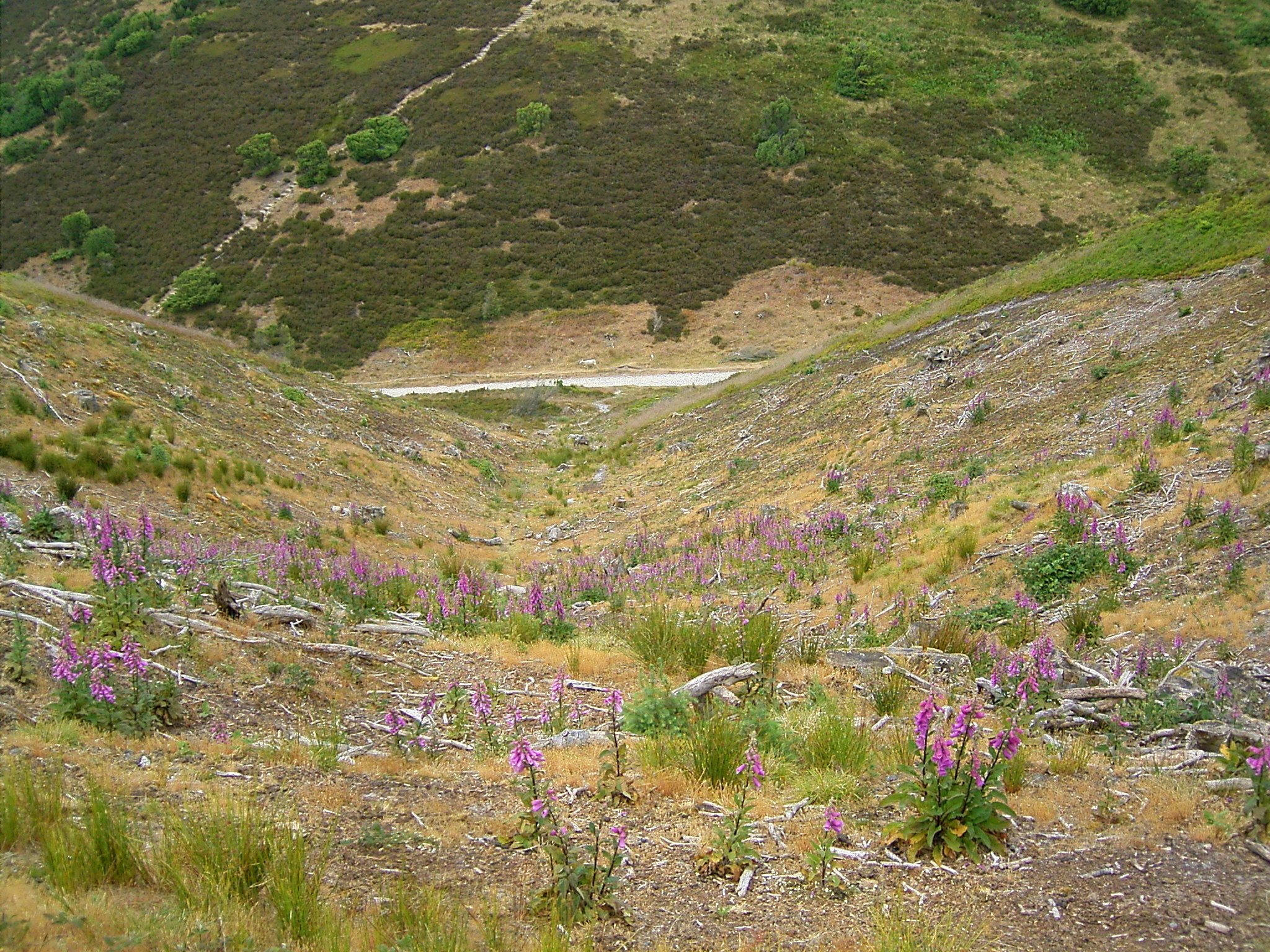
Вересовище на дюнах
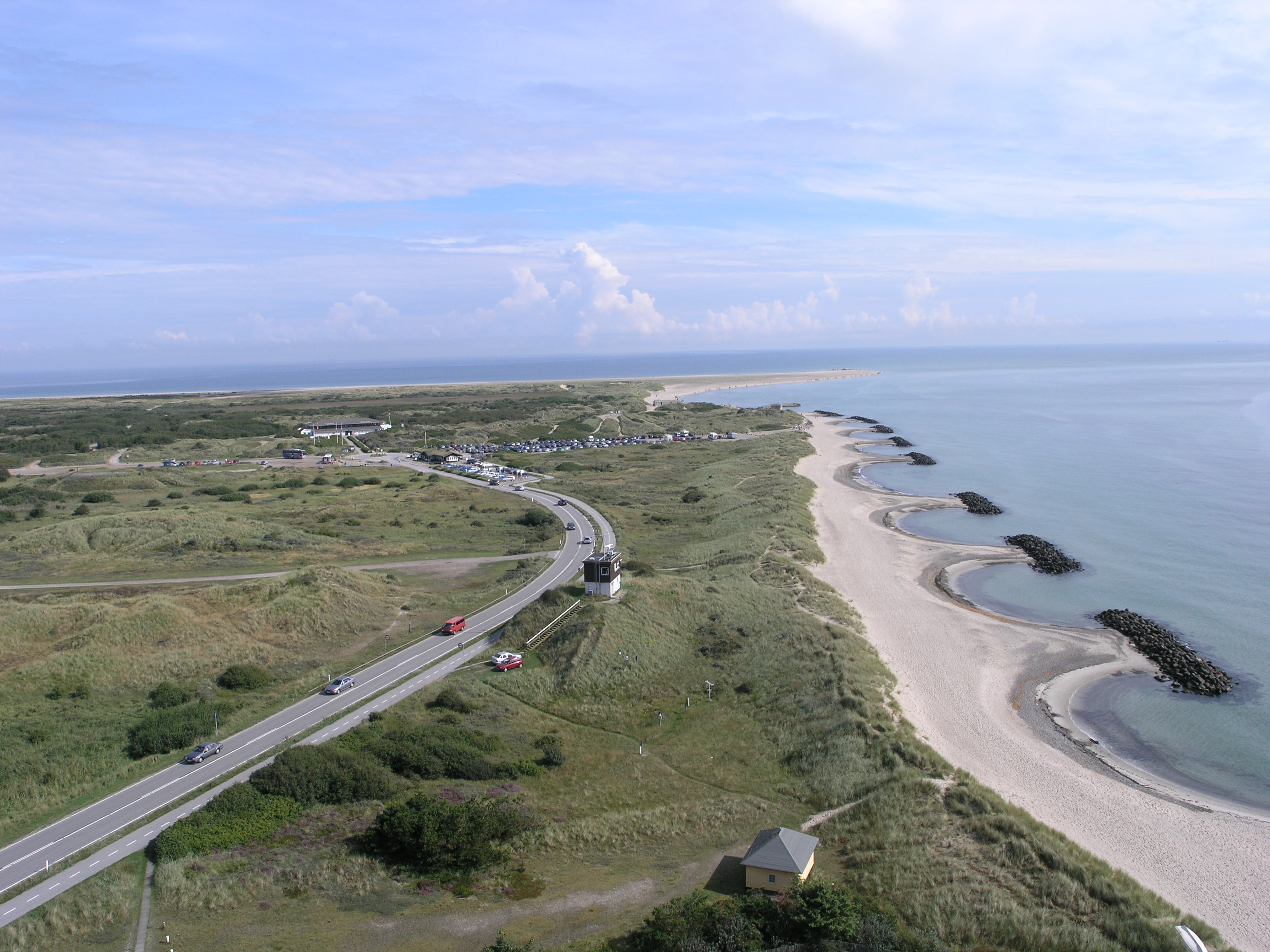
Рослинність піщаних узбереж
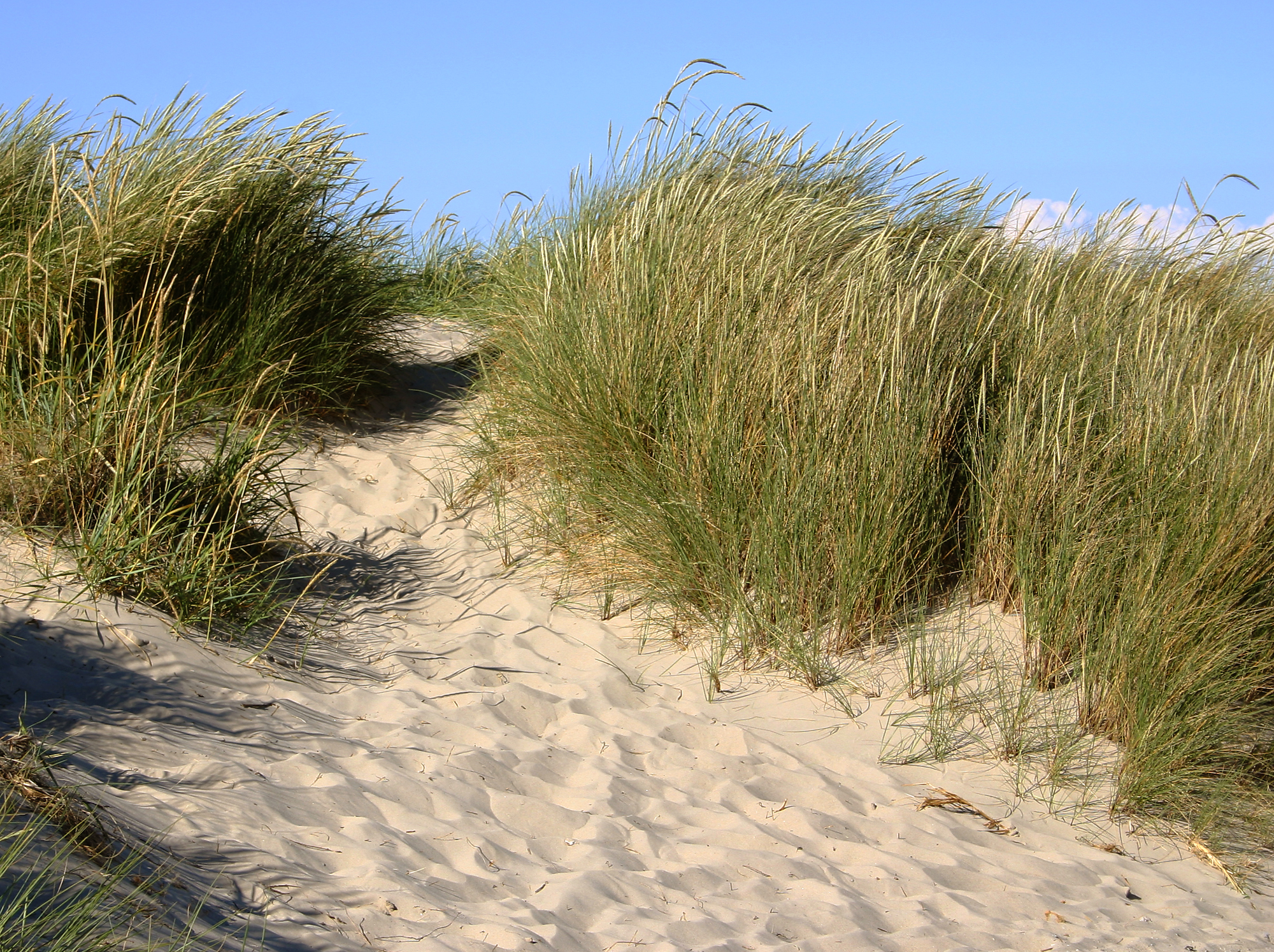
Рослинні угруповання піщаних дюн
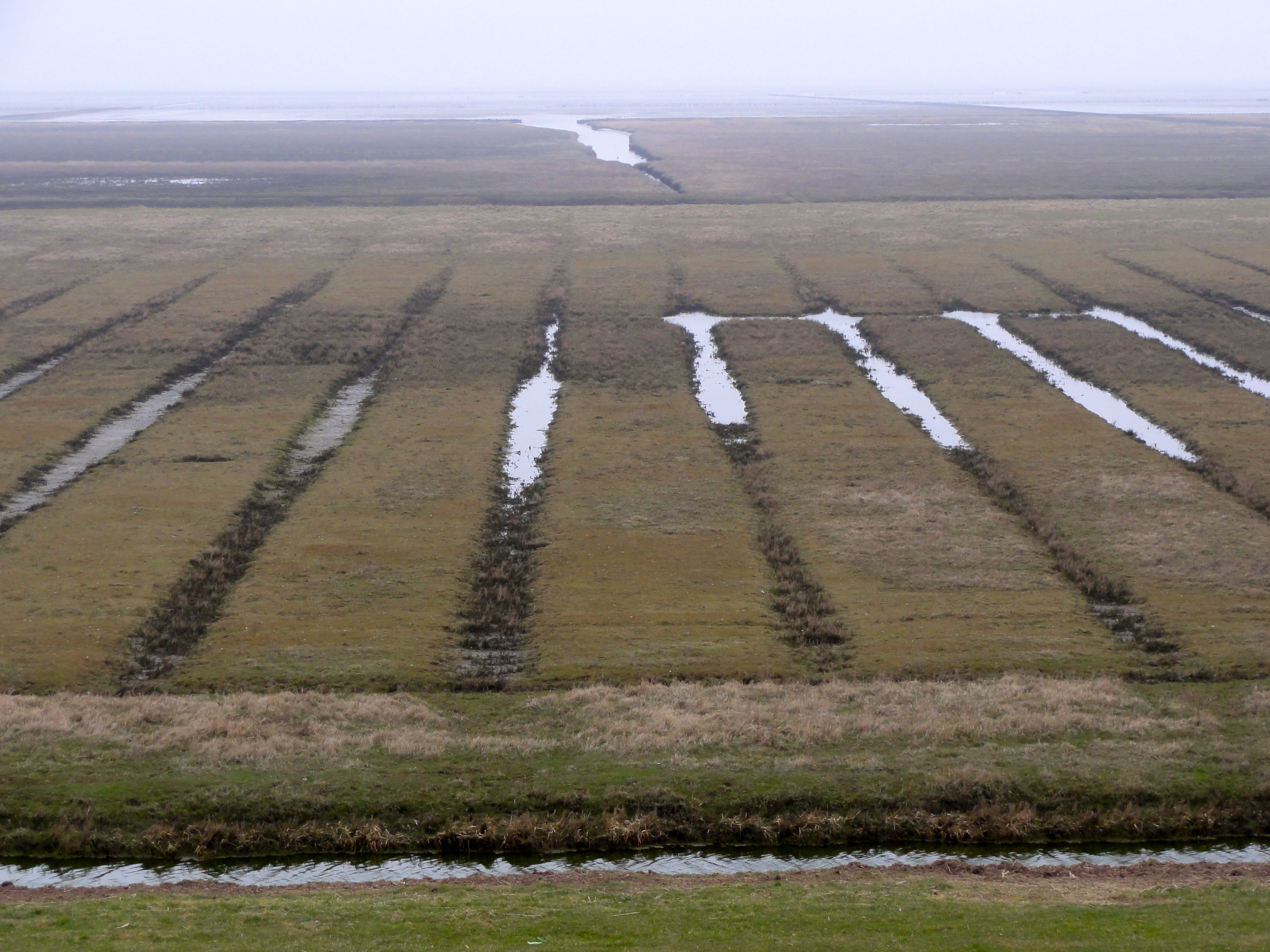
Марші на ваттовому узбережжі

На заході і півночі Ютландії внаслідок багатовікових вирубок лісів і перевипасу худоби поширилися вересові чагарники: формація еріки (Erica tetralix) на перезволожених, болотистих місцевостях; вересу звичайного (Calluna vulgaris) на сухих піщаних місцинах. Знищення лісів прискорювало вітрову ерозію, а поширення вересовищ знищувало традиційні лучні, болотні, дюнні рослинні асоціації. Існує й інша думка про те, що приморські вересові чагарники слугували основою прадавньої західноєвропейської цивілізації, що залишила по собі мегалітичні споруди, були найважливішою складовою інтенсивного скотарства. Збереженню лісів не допомогла навіть заборона випасати худобу в лісах, прийнята ще 1805 року. У XIX-XX століттях вересовища, за сприяння Данського вересового товариства (1866), були частково замінені хвойними лісонасадженнями (ялина (Picea Dietrich) — 50 % насаджень, ялиця (Abies), модрина (Larix) і сосна (Pinus L.)). Великі масиви лісорозведення знаходяться на заході і в центрі Ютландії. В державі добре налагоджена лісова справа, ліси доглянуті й високопродуктивні, різдвяні ялинки експортуються до країн Європи на різдвяні свята.
Характерними рослинами угруповань піщаних дюн західного узбережжя є: колосняк пісковий (Leymus arenarius) і аммофіла (Ammophila arenaria). Вони мають кореневі паростки на своєму листі, це дозволяє швидко проростати крізь навіюваний вітром пісок. Поширені солонці (Salicornia): трав'янистий (S. herbacea), морський (S. maritima), пониклий (S. prostrata).

## Тваринний світ
Зоогеографічно територія країни належить до Європейської лісової провінції Циркумбореальної підобласті Голарктичної області. Фауна Данії аналогічна до фауни Північної Німеччини. Більшу частину площі країни займають сільськогосподарські угіддя. Тому тваринний світ дуже бідний, він зазнав значних змін під впливом людської діяльності. У Фауну Данії було інтродуковано багато промислових видів. У середньовіччя до країни була завезена європейська козуля, у повоєнний час у лісах розвели благородних оленів. Добре прижився фазан, завезений з Південної Азії.

### Теріофауна
Деякі типові звірі місцевих ландшафтів не витримали антропогенного навантаження і зміни екосистем. Так бобер європейський (Castor fiber) зник з річок, останнього вовка (Canis lupus) вполювали у 1813 році. Болотяна черепаха (Emys orbicularis) і ліщиновий вовчок значно зменшили свою чисельність. Однак місцями в лісах зустрічаються благородний (Cervus elaphus) і плямистий олені (Dama dama), сарна європейська (Capreolus capreolus), лисиця звичайна (Vulpes vulpes), зайці, вивірки, борсуки (Meles meles). Розвиток сільського господарства викликав бурхливе зростання чисельності зайця-русака (Lepus europaeus) і мишовидих гризунів.

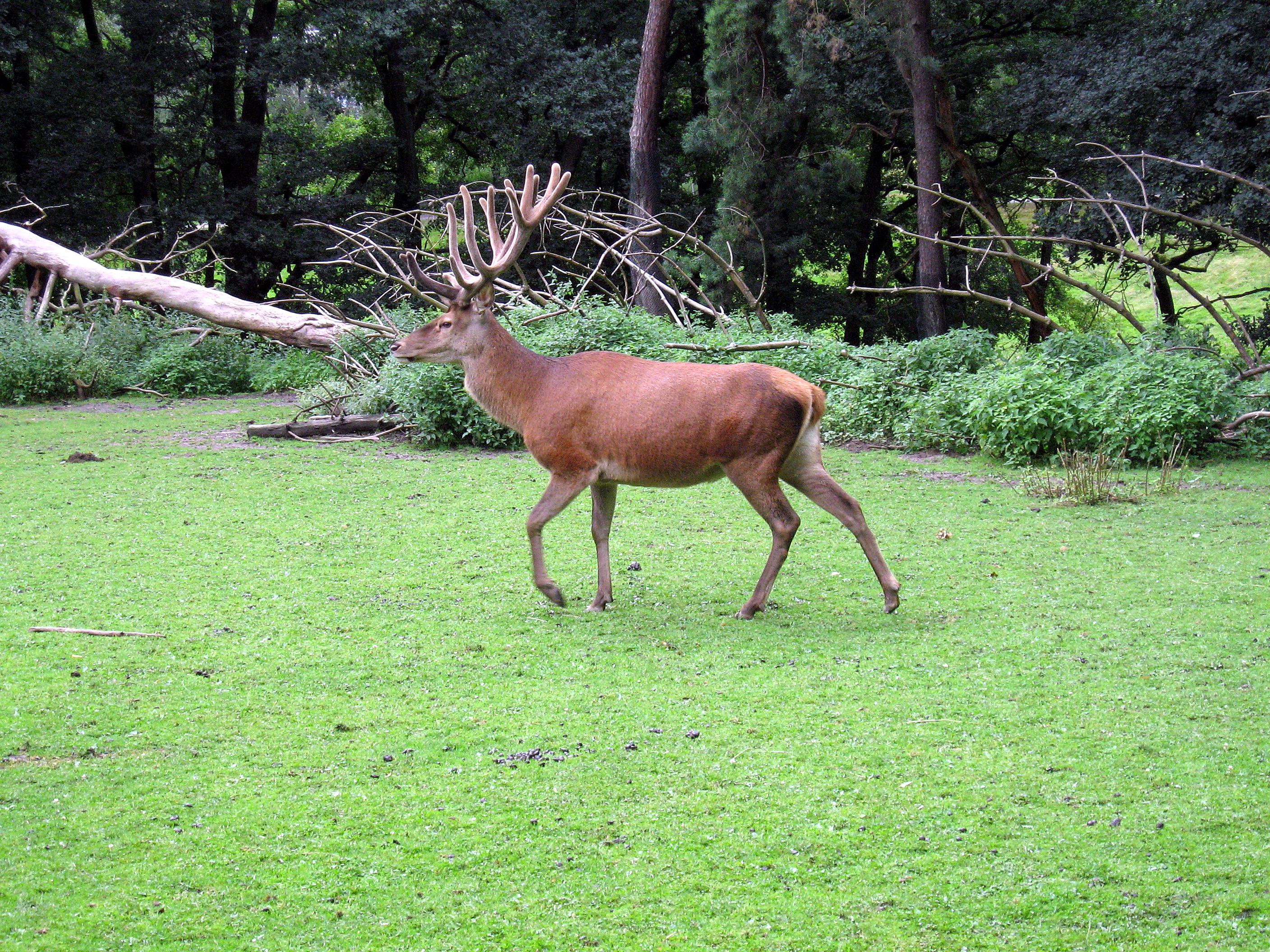
Благородний олень
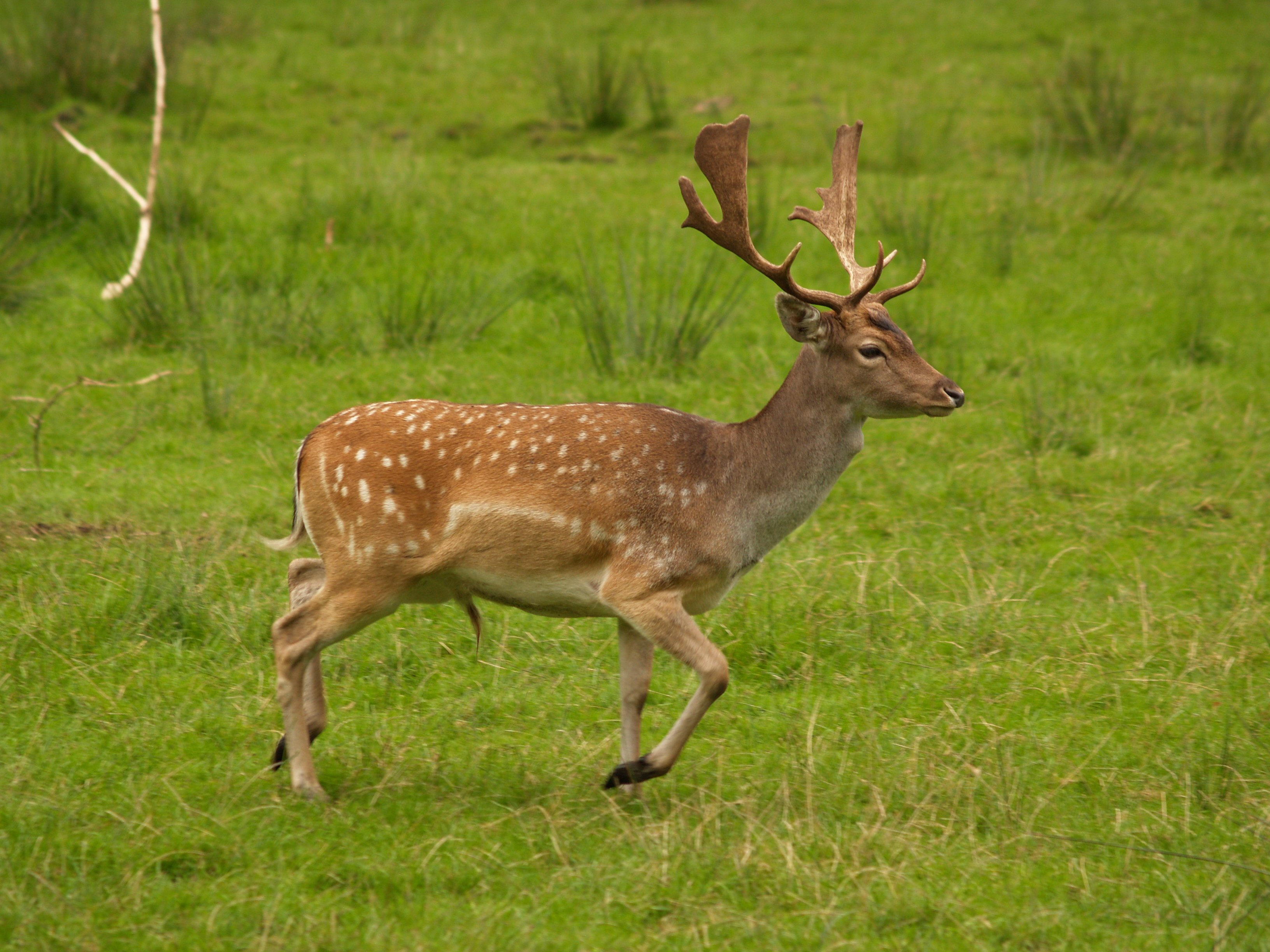
Європейська лань
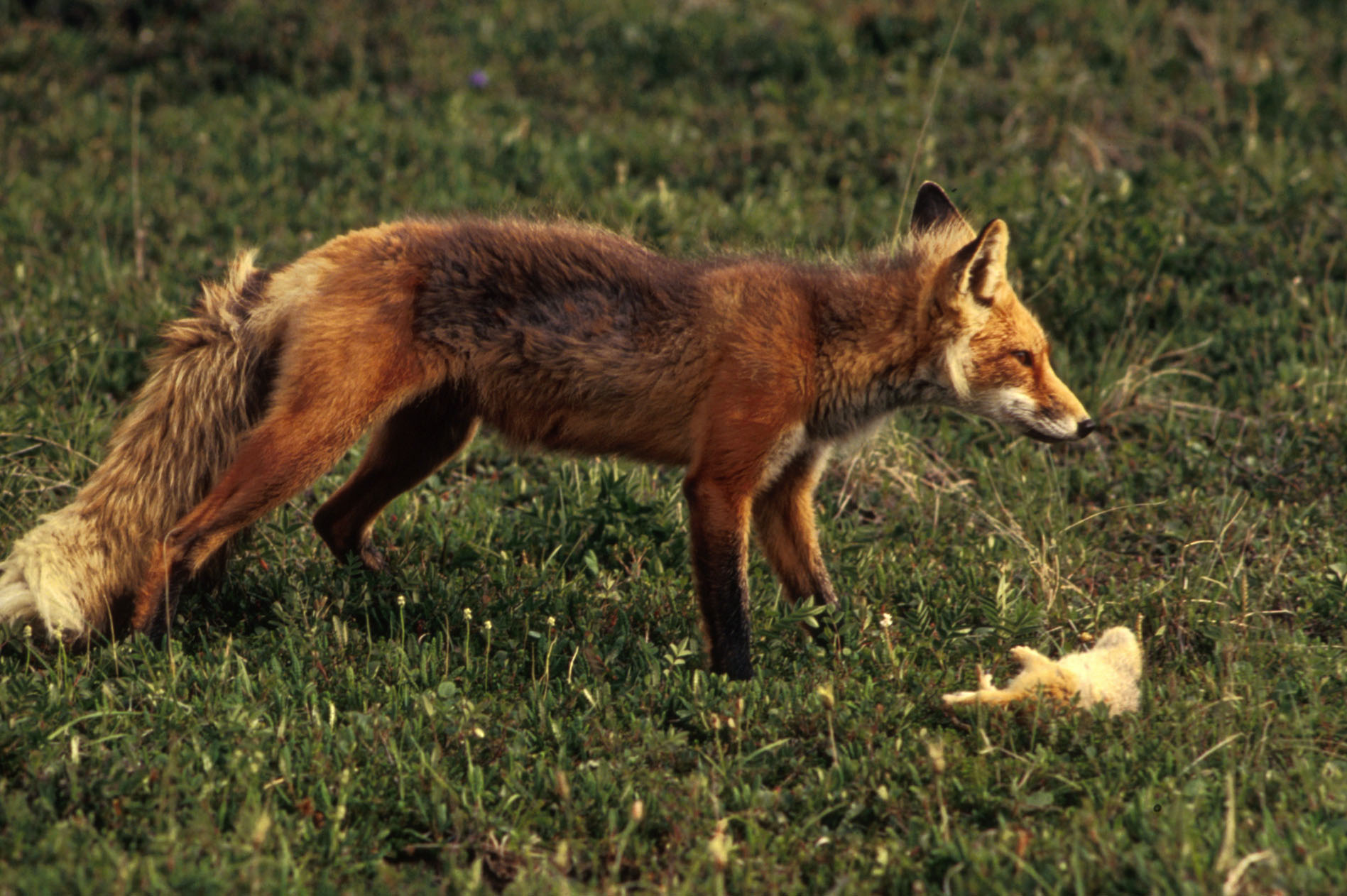
Лисиця
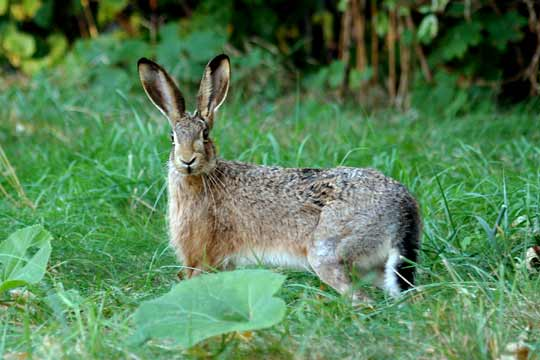
Сірий заєць
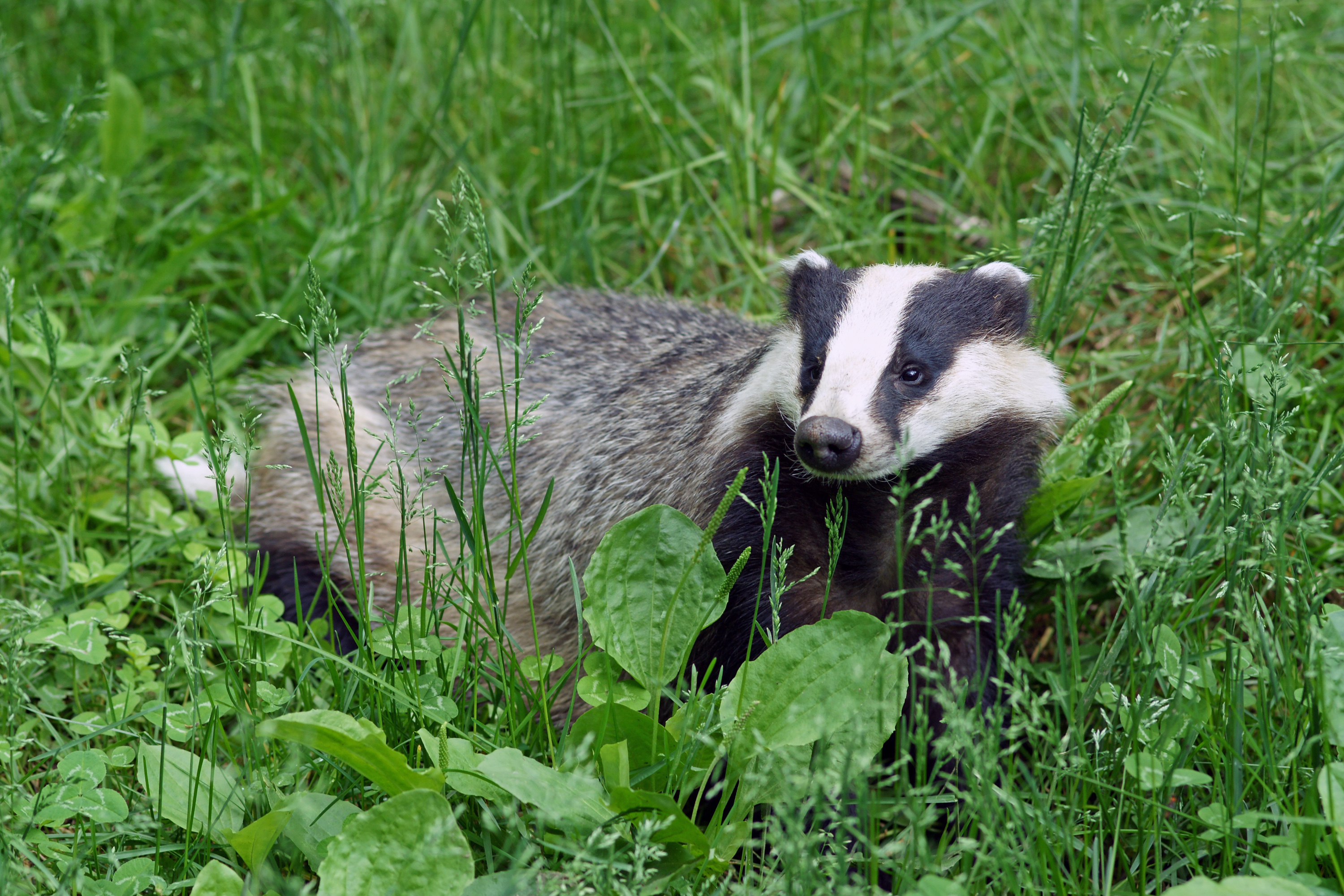
Європейський борсук

На балтійських скелястих узбережжях мешкають тев'як (Halichoerus grypus) і тюлені звичайні (Phoca vitulina), чисельність останнього значно скоротилась впродовж XX століття. Причиною стала особливість розмноження. Це єдиний вид скандинавських тюленів, який не може обходитись без виходу на суходол під час окоту, період цей припадає на літні місяці, коли узбережжя переповнене відпочиваючими. У Балтійському морі зустрічається декілька видів представників зубатих китів, влітку найчастіше фоцена звичайна (Phocoena phocoena), або морська свиня.

### Орнітофауна
Дуже багата орнітофауна Данії, особливо на узбережжі. З розвитком сільського господарства зросла чисельність птахів, що живляться бур'янами: сіра куріпка (Perdix perdix), польовий жайворонок (Alauda arvensis), просянка (Emberiza calandra); синантропних видів: міська (Delichon urbicum) і сільська ластівки (Hirundo rustica), сорока (Pica pica); птахів відкритих просторів: грак (Corvus frugilegus), лелека білий (Ciconia ciconia). У соснових насадженнях добре прижилися синиця чорна (Periparus ater), синиця чубата (Lophophanes cristatus), білокрилі шишкарі (Loxia leucoptera).

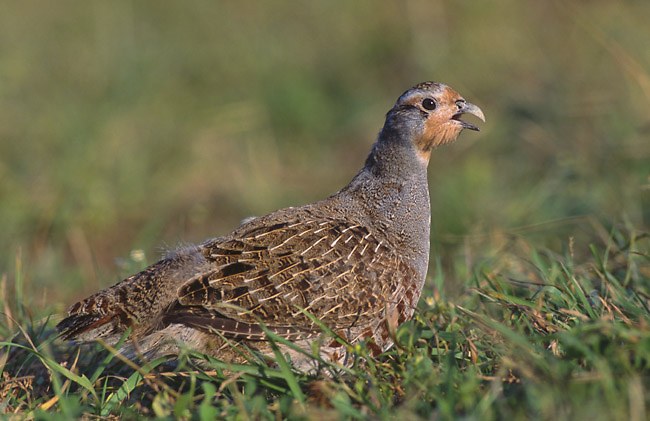
Сіра куріпка
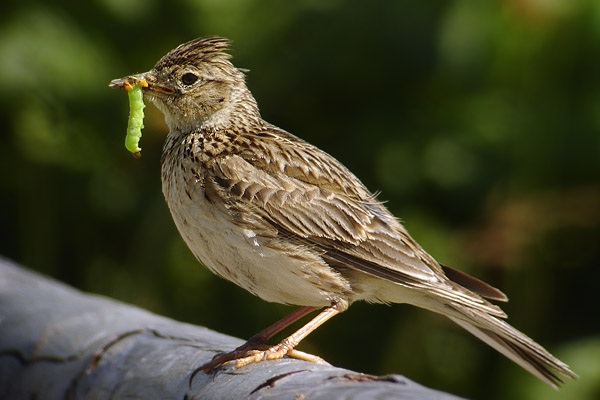
Польовий жайворонок
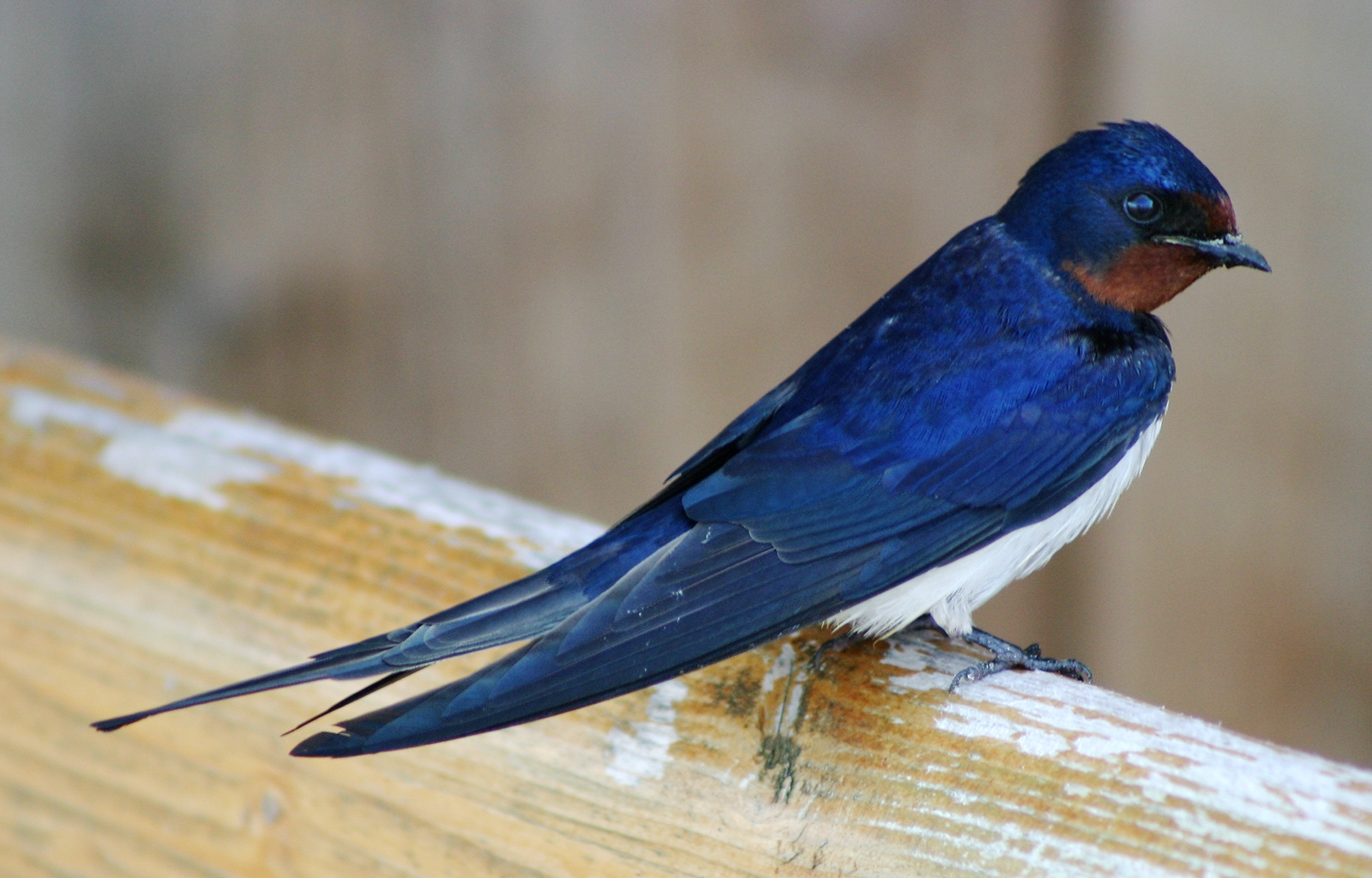
Сільська ластівка
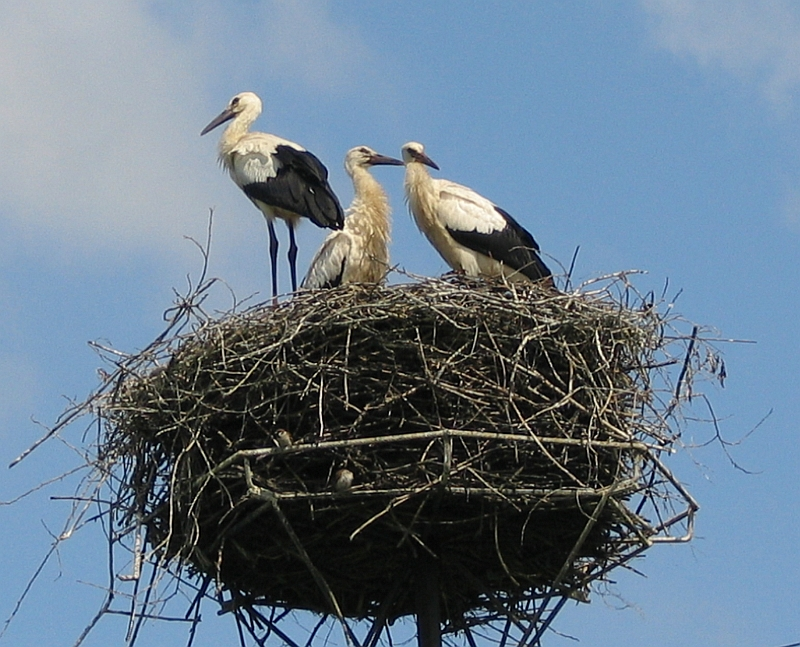
Лелека білий
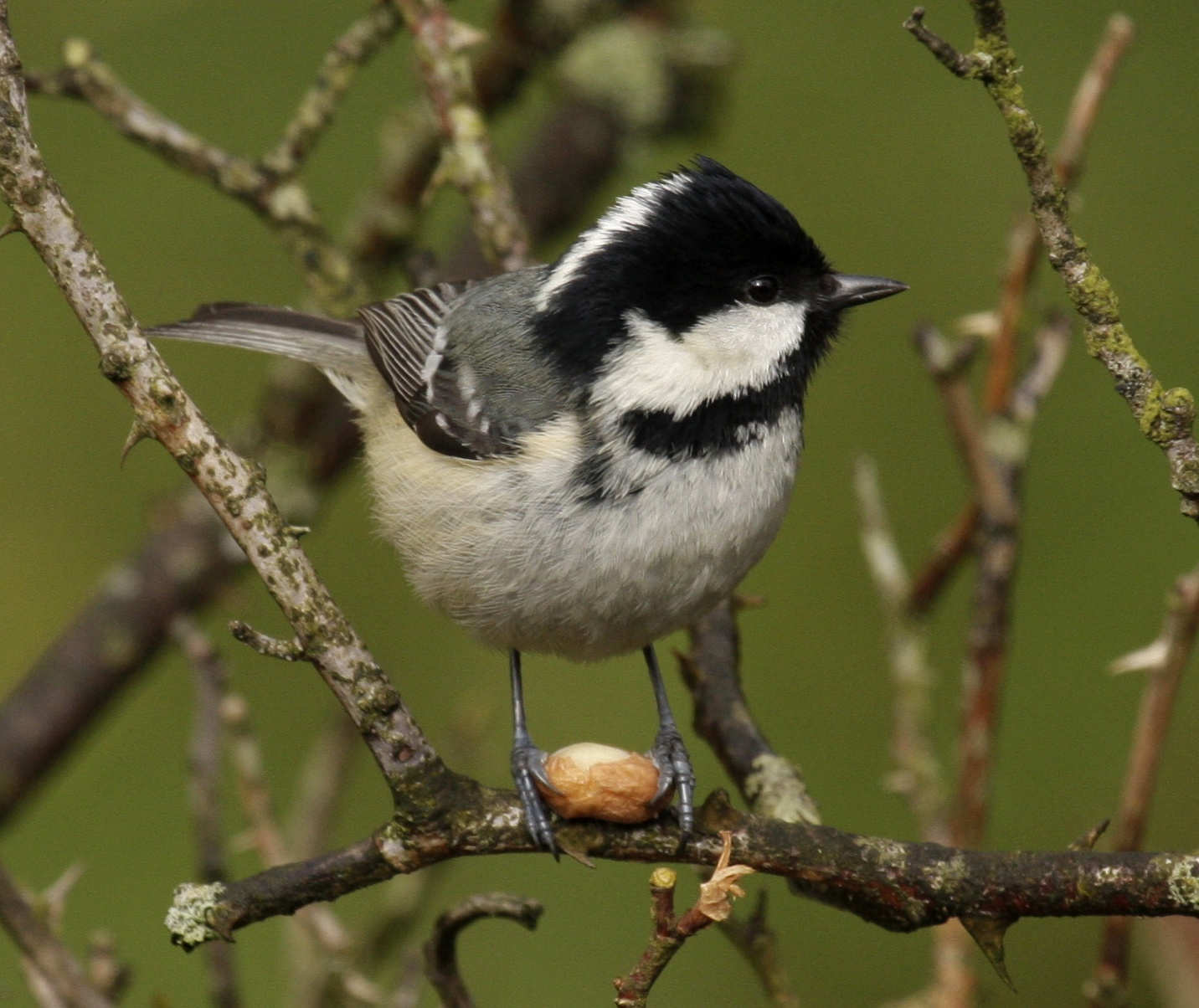
Чорна синиця

У Данії більше не гніздуються такі хижі птахи, як орлан-білохвіст (Haliaeetus albicilla), скопа (Pandion haliaetus) і рудий шуліка (Milvus milvus).
На піщаних узбережжя зустрічається яскравий галагаз (Tadorna tadorna), що риє нори в дюнах і живиться молюсками роду Hydrobia. На пласких піщаних пляжах гніздяться крячок річковий (Sterna hirundo), мартин сріблястий (Larus argentatus), у заростях — коловодник звичайний (Tringa totanus). На балтійському узбережжі зимує велика кількість гаг (Somateria mollissima).

## Стихійні лиха та екологічні проблеми
На території країни спостерігаються небезпечні природні явища і стихійні лиха: повіді (особливо на морський нагон води на південному узбережжі острова Лолланн), проти яких збудована розгалужена мережа дамб і гребель.
До найбільших екологічних проблем країни відносять:
- забруднення повітря (переважно транспортними засобами та електростанціями);
- забруднення вод Північного моря нітратами та фосфатами з сільськогосподарських полів, через надмірне удобрення полів та розвиток тваринництва (станом на 1990 рік налічувалось 2,2 млн голів великої рогатої худоби, 9,3 млн свиней);
- поверхневі й ґрунтові води забруднюються стоками тваринницьких ферм і пестицидами з полів.

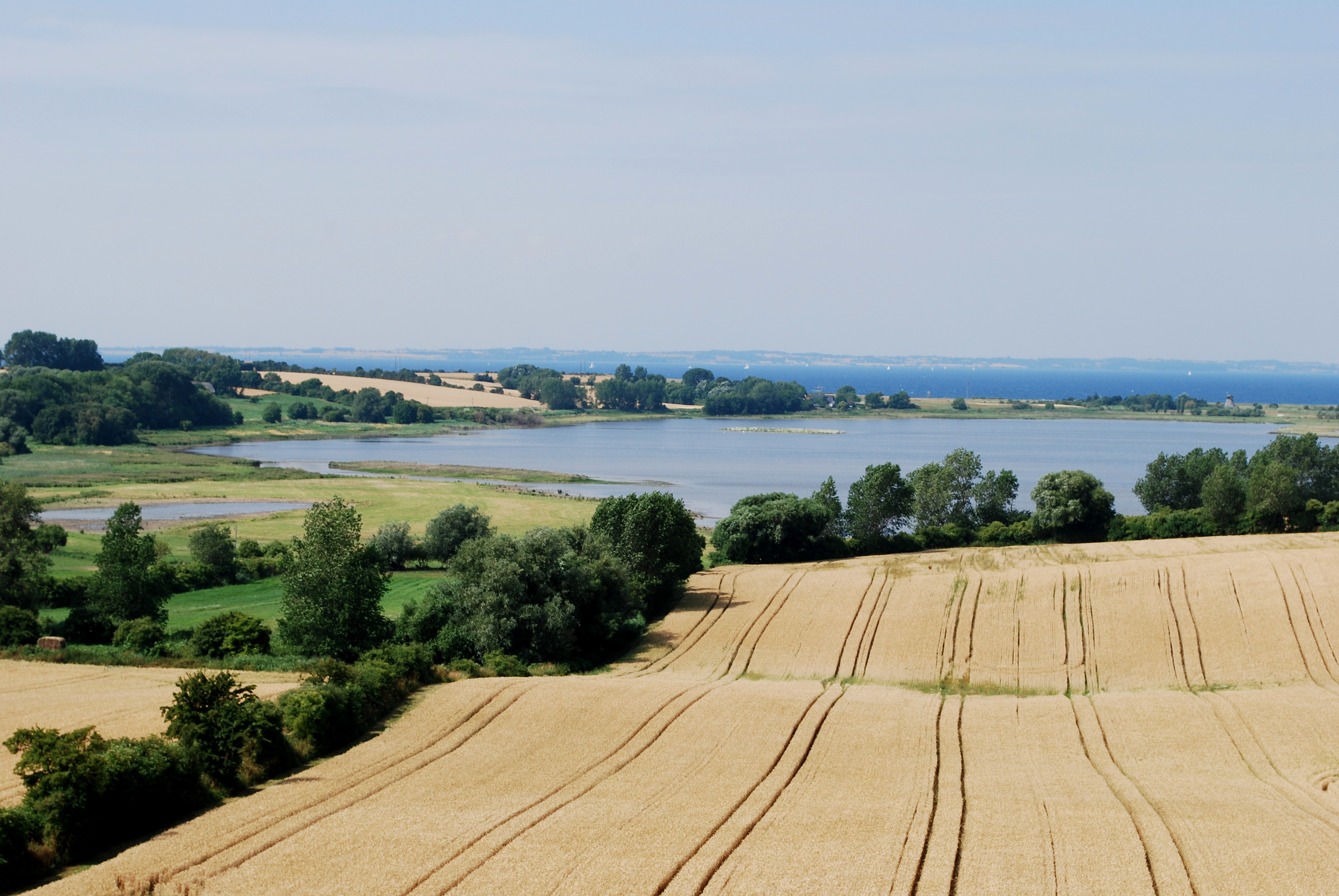
Інтенсивне данське землеробство
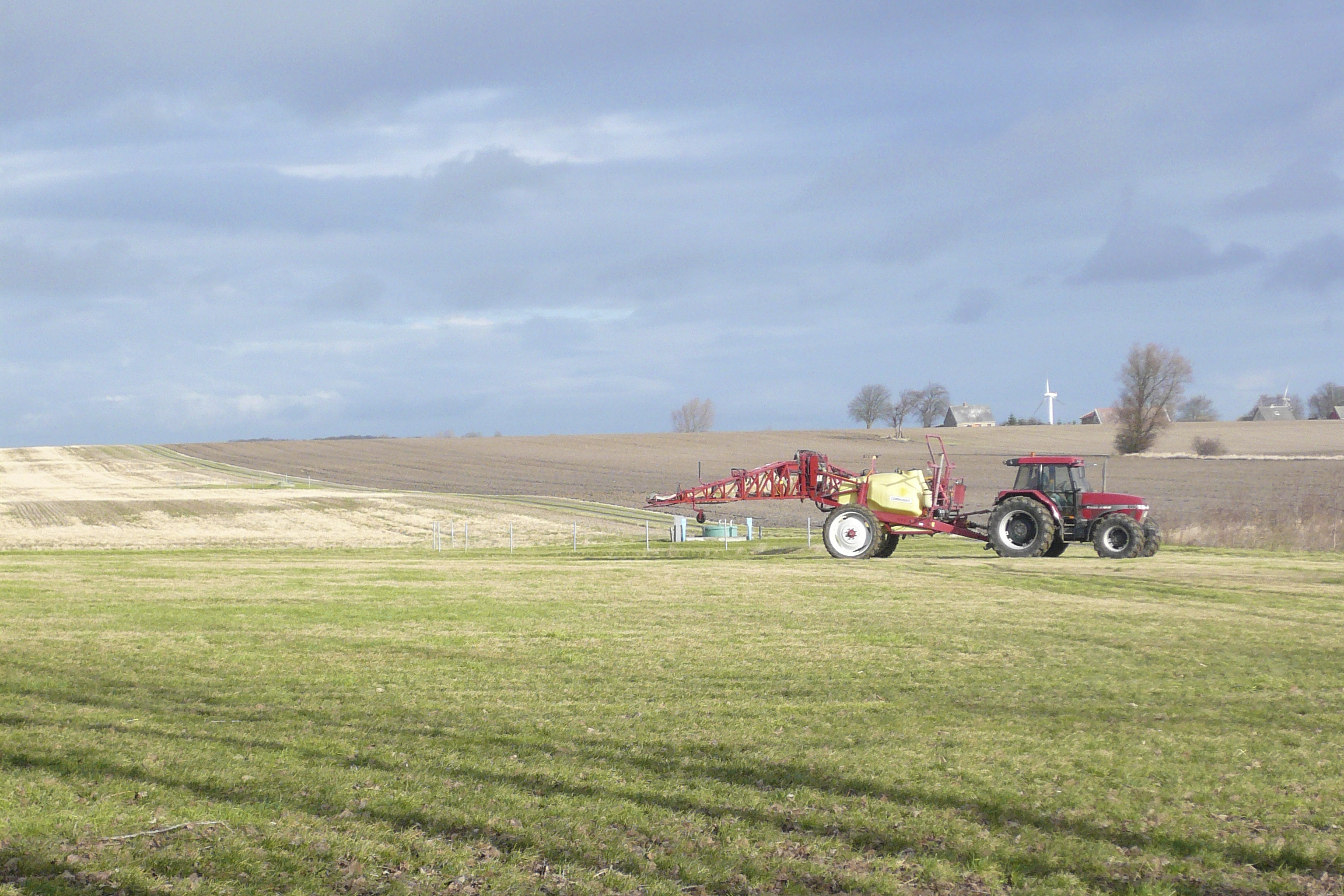
Внесення гербіцидів на Лолланні
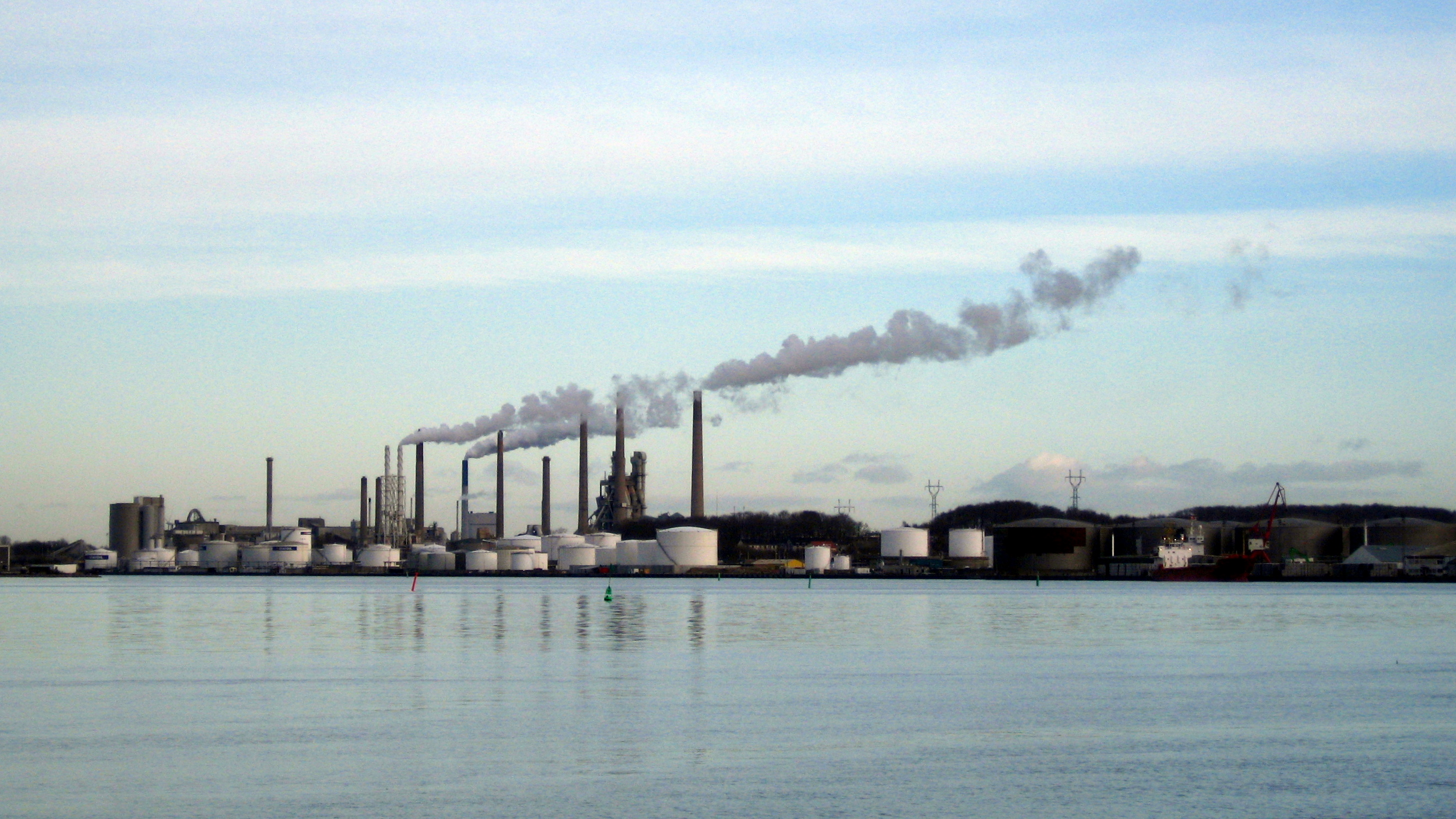
Промислові викиди в повітря в Ольборзі
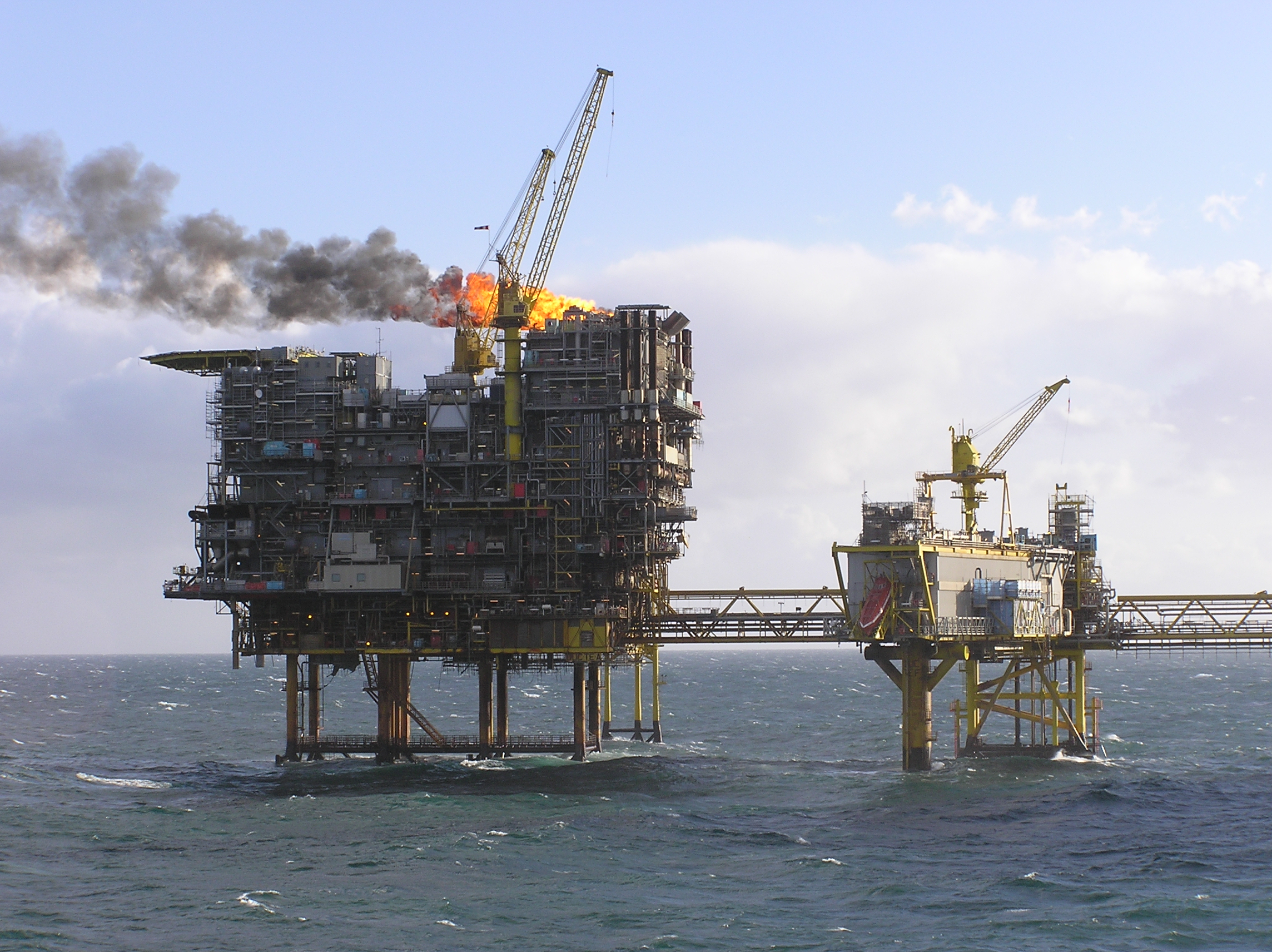
Видобуток вуглеводнів на шельфі
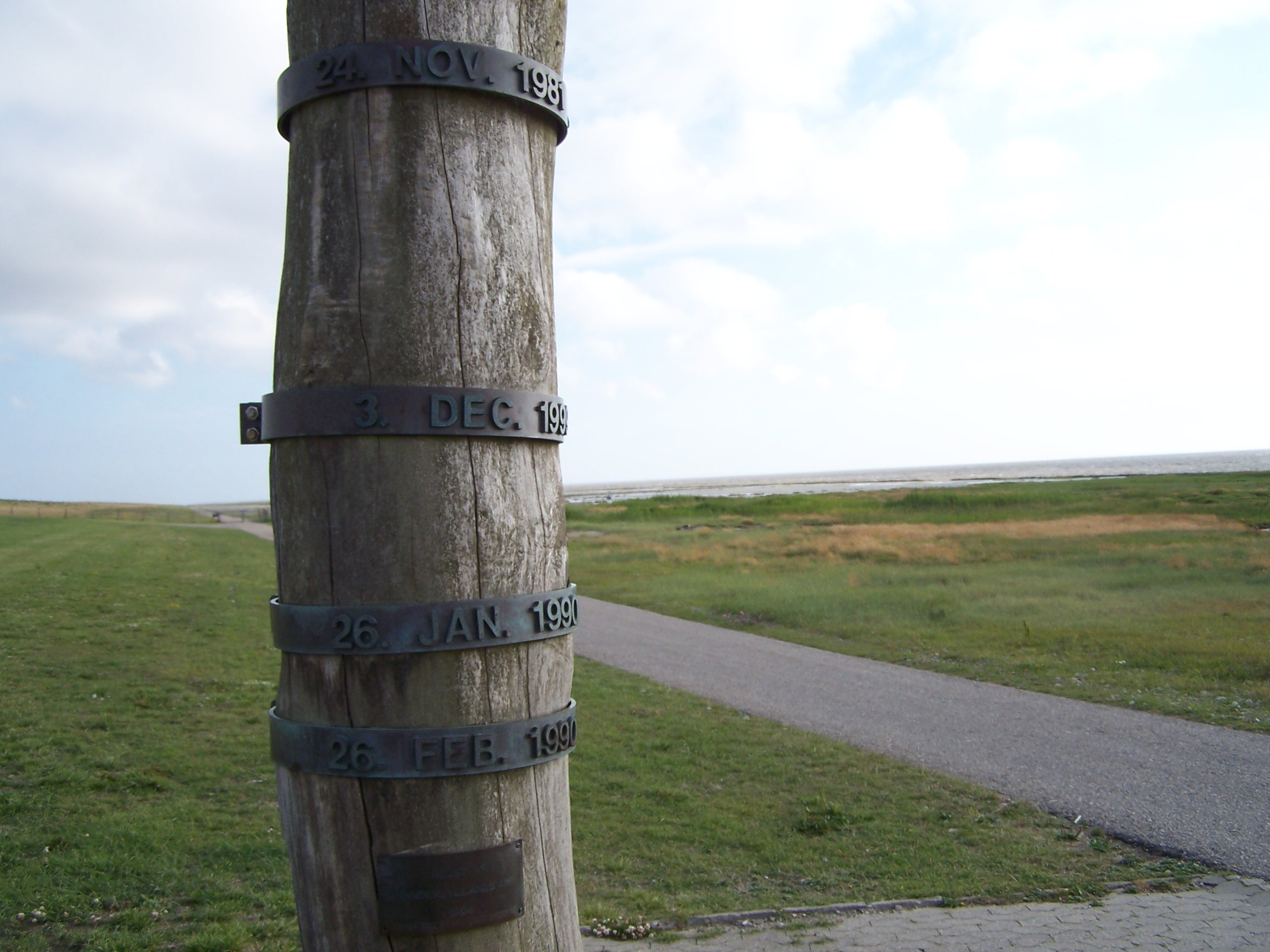
Водомірний стовп з мітками рівнів повідей

Тваринному світові Данії найбільше загрожує інтенсифікація сільського господарства і тваринництва. Масова загибель тварин відбувається через застосування інсектицидів, гербіцидів, ядохімікатів. Забруднені стічні води призводять до загибелі риби в річках і озерах.

## Охорона природи
Перші природозахисні організації було створено на початку XX століття: Товариство охорони природи, урядове Данське агентство захисту довкілля (DEPA). У Данії вже на початок 1970-х років існувало більше 300 об'єктів природи, що знаходились під охороною: ліси, дюни, вересові чагарники, болота, окремі види тварин, рослин. Серед заповідних об'єктів налічується 45 мисливських господарств, 7 наукових (на узбережжях і окремих островах). У державних лісах чітко регламентовано полювання на тварин і птахів. Задля збільшення поголів'я промислових видів тварин запроваджена зимова підгодівля оленів, розводять фазанів, сірих куріпок. Данія займає провідне місце на Балтиці з відстрілу дичини.
Заповідники: Хесселе, Ворсе, Ранбйоль-Хеде, Скалінген, Тіпперне и Клегбанкен й інші.
У Данії налагоджена природоохоронна система місць гніздування та відгодівлі водних перелітних птахів. Загалом під охороною згідно Рамсарської конвеції знаходиться 43 водно-болітних угіддя загальною площею 2,3 млн га (разом із Ґренландією та Фарерськими островами); з яких 29 на материковій частині країни. Найважливіші орнітологічні заказники, де на пласких луках узбереж залишаються на зимівлю гуси, качки, сивкові: Тіпперне на півдні затоки Рінгкебінг-фіорд, Ніссум-фіорд, Вейлері на схід від Хантсхольма, поблизу Лім-фіорду.

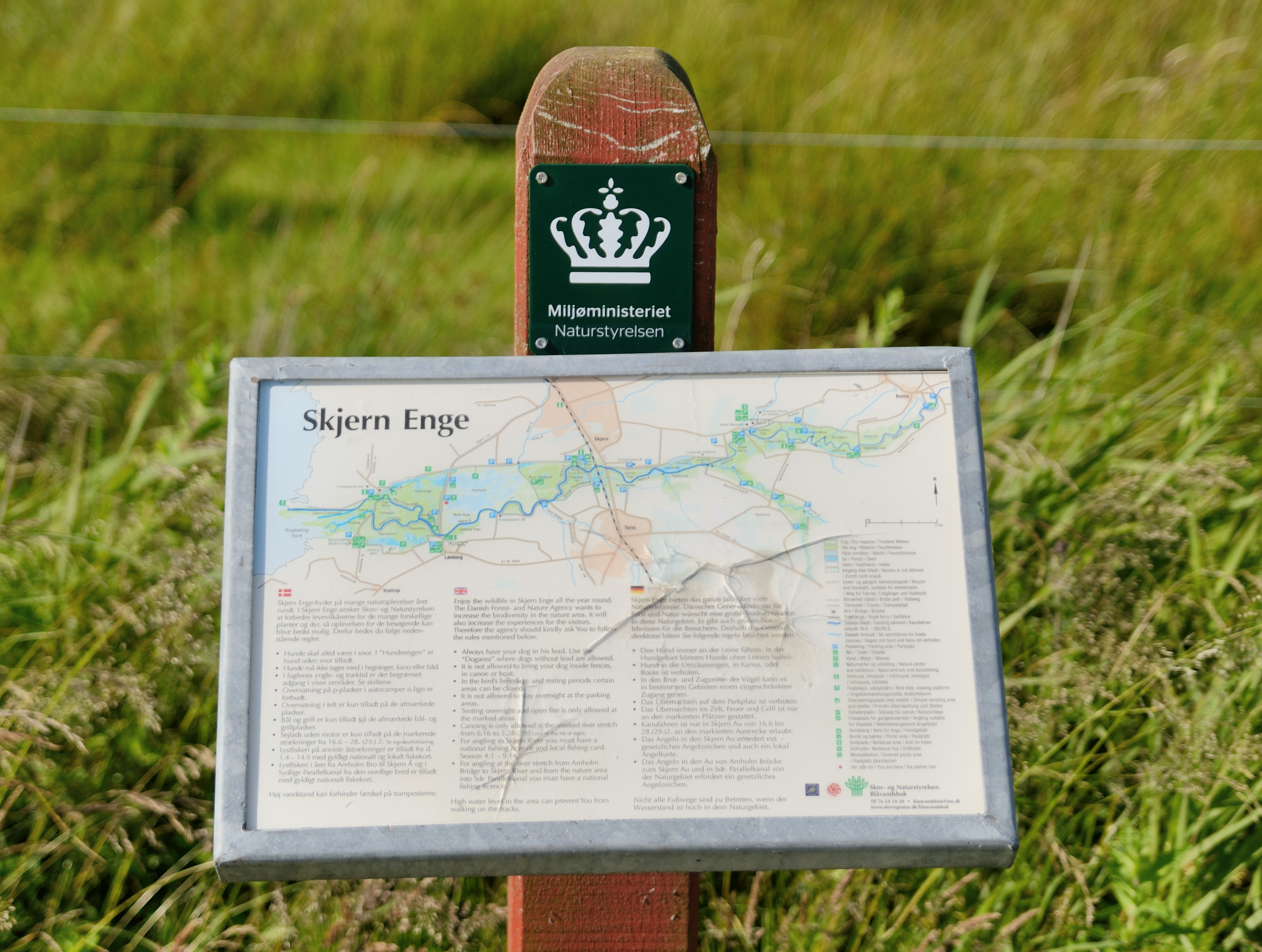
Інформаційний щит в орнітологічному заказнику
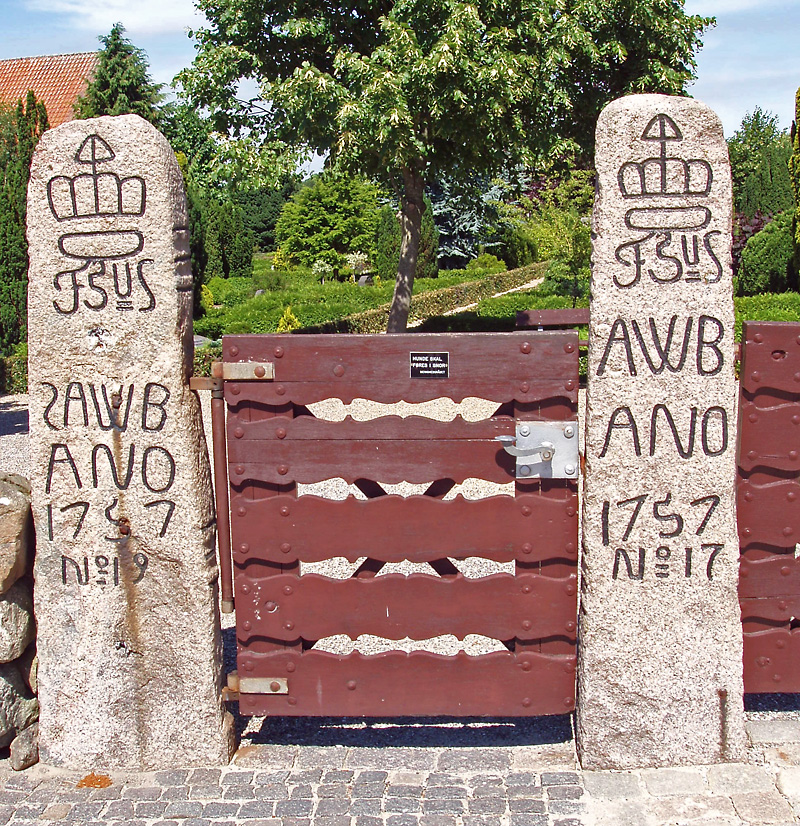
Королівський мисливський заказник
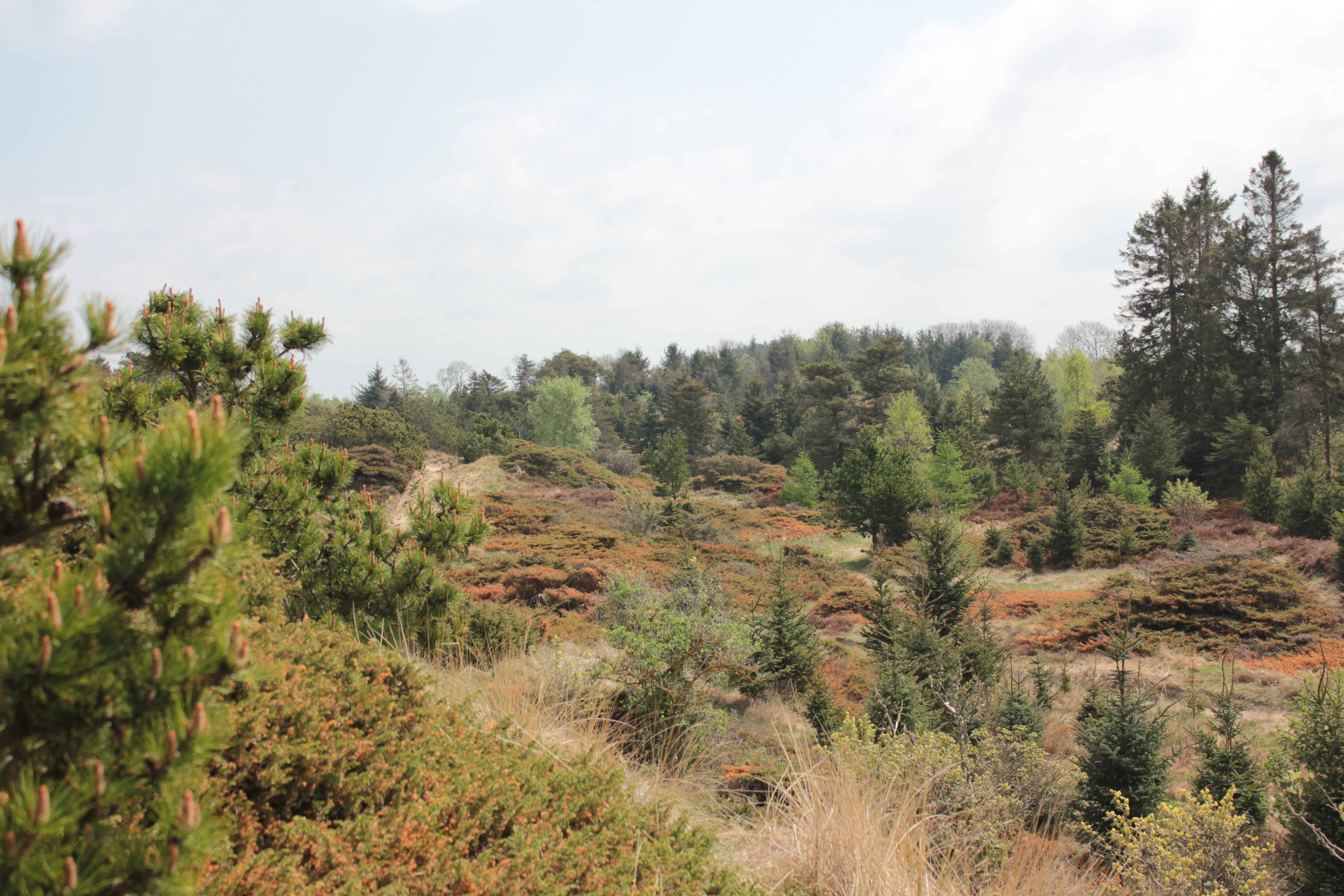
Лісонасадження у Транумі
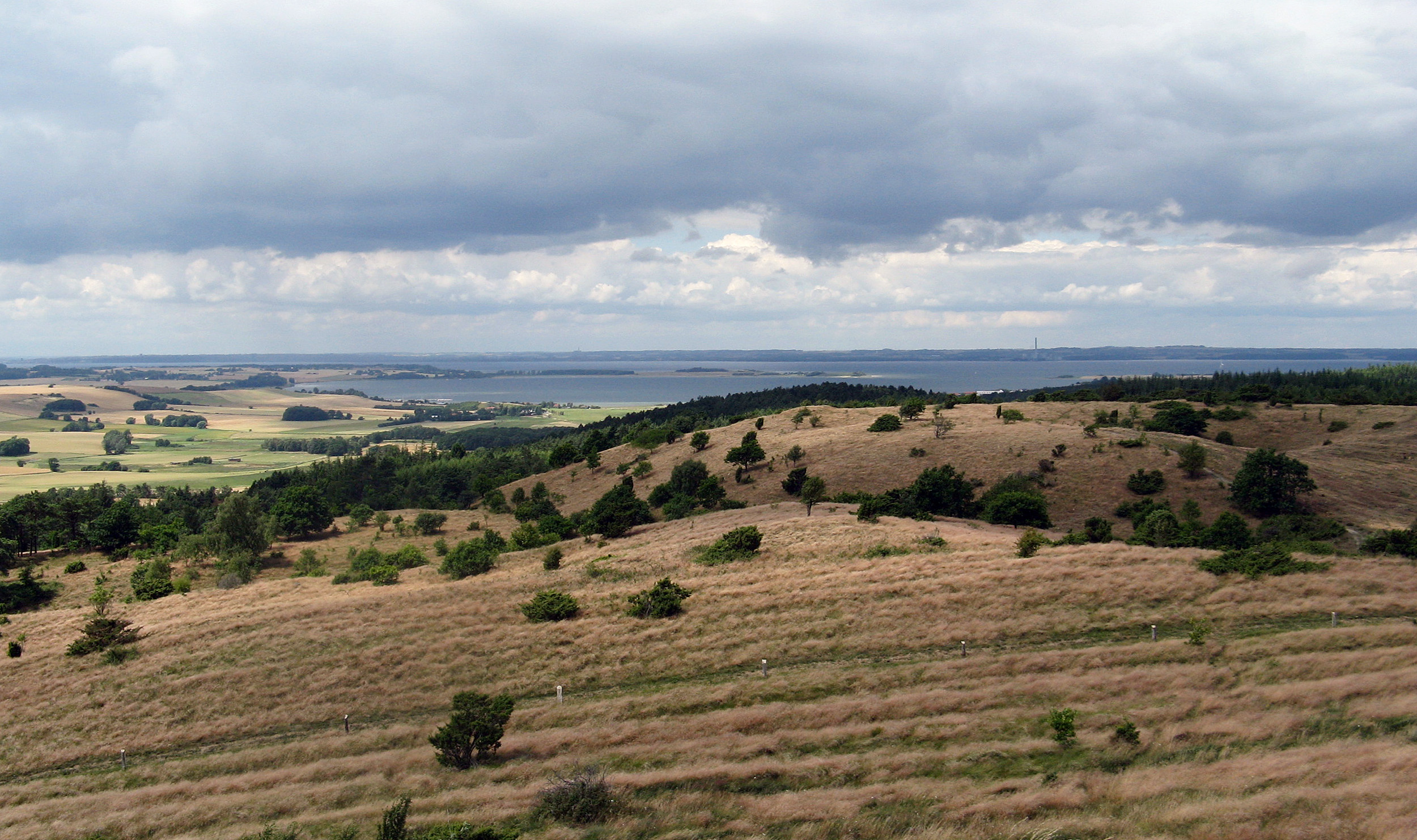
Національний парк Молс Б'єрге
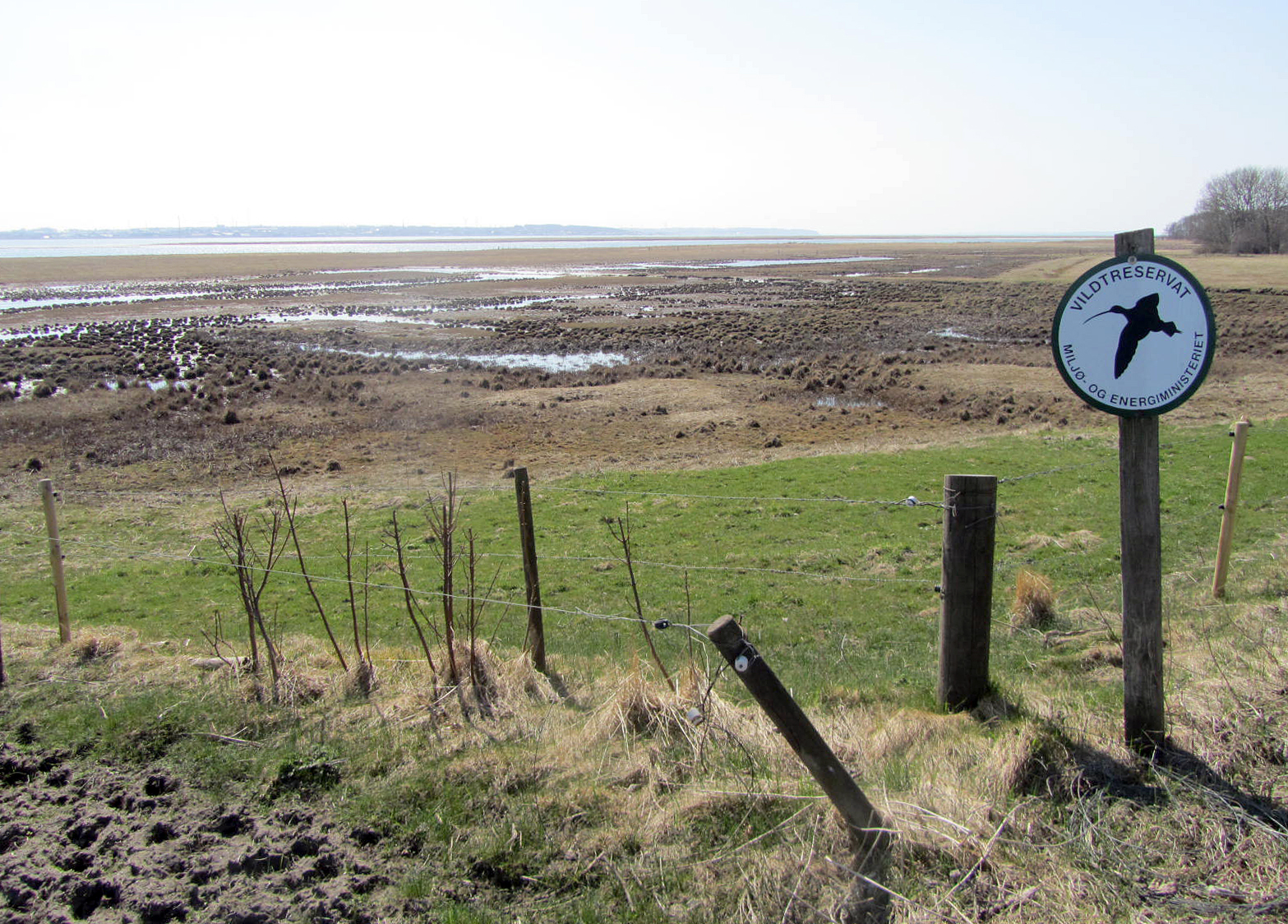
Резерват Егерсборгард

Задля збереження заповідного фонду житлове будівництво чітко регламентується різними інструкціями та актами. Наприклад, приватну будівлю не можна зводити ближче за 300 м від заповідного лісу, або за 500 м від узбережжя (воно належить усім громадянам).
Данія є учасником ряду міжнародних угод з охорони навколишнього середовища:
- Конвенції про транскордонне забруднення повітря (CLRTAP),
- Договору про Антарктику,
- Конвенції про біологічне різноманіття (CBD),
- Рамкової конвенції ООН про зміну клімату (UNFCCC),
- Кіотського протоколу до Рамкової конвенції,
- Конвенції ООН про боротьбу з опустелюванням (UNCCD),
- Конвенції про міжнародну торгівлю видами дикої фауни і флори, що перебувають під загрозою зникнення (CITES),
- Конвенції про заборону військового впливу на природне середовище (ENMOD),
- Базельської конвенції протидії транскордонному переміщенню небезпечних відходів,
- Конвенції з міжнародного морського права,
- Лондонської конвенції про запобігання забрудненню моря скиданням відходів,
- Конвенції з охорони морських живих ресурсів,
- Монреальського протоколу з охорони озонового шару,
- Міжнародної конвенції запобігання забрудненню з суден (MARPOL),
- Міжнародної угоди про торгівлю тропічною деревиною 1983 і 1994 років,
- Рамсарської конвенції із захисту водно-болотних угідь,
- Міжнародної конвенції з регулювання китобійного промислу[2].

Данія підписала міжнародну конвенцію про збереження Світової культурної та природної спадщини 25 липня 1979 року. На території країни розташовано три об'єкти зі такого списку в категорії природа:
- 2004 рік — затока Ілуліссат на західному узбережжі Ґренландії, місце утворення айсбергів з вивідного льодовика Сермек-Куйаллек.
- 2014 рік — Стевнс-Клінт, береговий кліф, важливе палеонтологічне місце слідів масового вимирання наприкінці крейдового періоду.
- 2014 рік — Ваттове море, мілководна припливно-відпливна берегова ділянка на півднно-західному узбережжі Данії[37].

## Фізико-географічне районування
У фізико-географічному відношенні територія Данії належить до Західної області фізико-географічної країни Східноєвропейських рівнин, що поділяється на дві підобласті, що відрізняються одна від одної рельєфом, кліматом, рослинним покривом:
- Північноморська підобласть займає західну частину Ютландського півострова. Морфоструктурно є акумулятивною рівнининою з переважанням льодовикових (плейстоцен) флювіогляціальних форм рельєфу. Помірний перехідний від морського до континентального клімат. Ландшафти західних приокеанічних постійно вологих широколистяних лісів на західному узбережжі, що переходять у вологі широколистяні ліси далі на сході, поширені вересовища і торф'яники[38].
- Прибалтійська підобласть займає північну частину півострова Ютландія, центральний архіпелаг та острів Борнгольм. Морфоструктурно є акумулятивною рівниною з переважанням льодовикових (плейстоцен) акумулятивних форм рельєфу. Велика кількість озер. Помірний перехідний від морського до континентального клімат. Ландшафти західних приокеанічних постійно вологих широколистяних лісів на заході, що переходять у вологі широколистяні ліси на півдні, хвойно-широколистяні мішані ліси на сході[38].

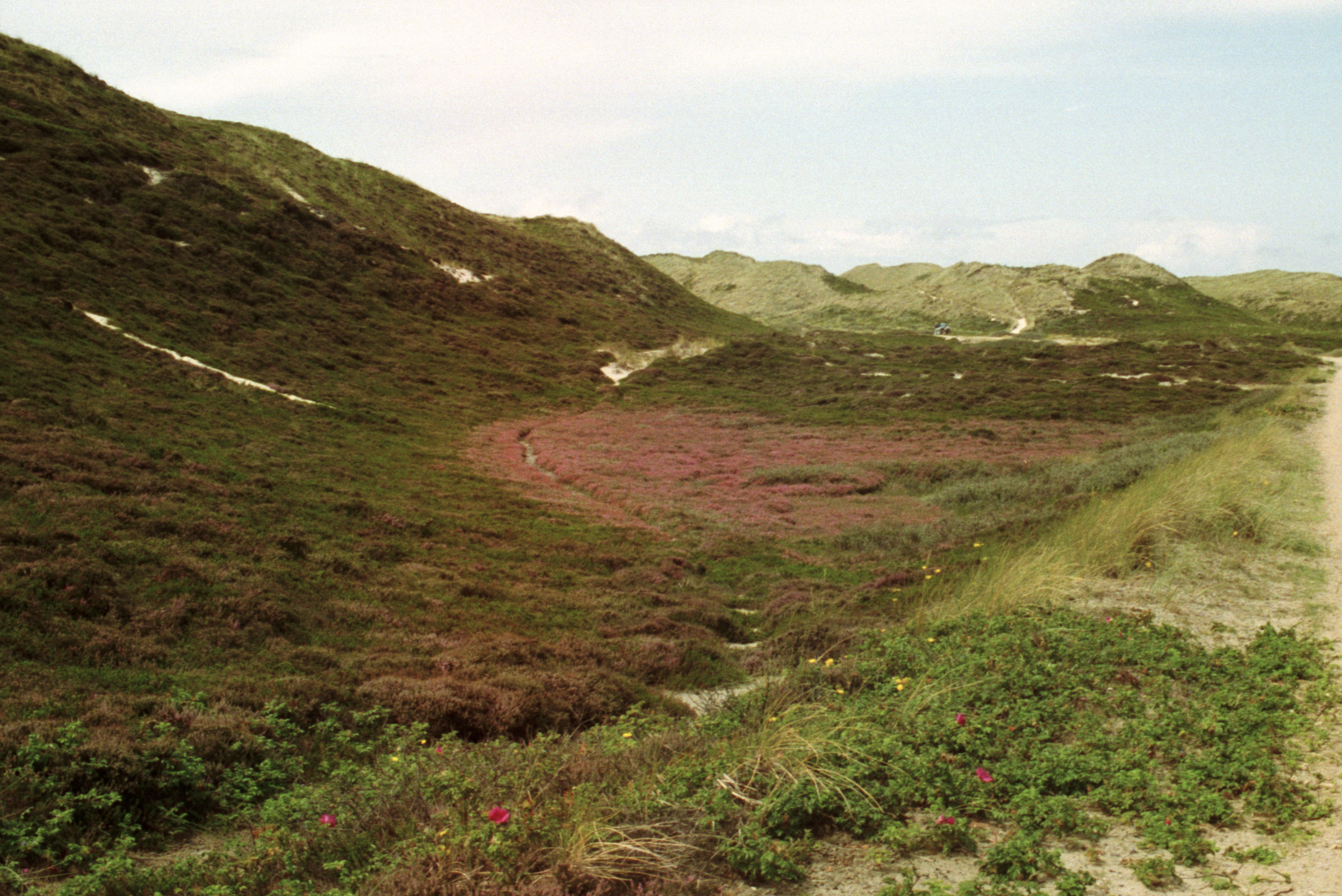
Дюни західного узбережжя
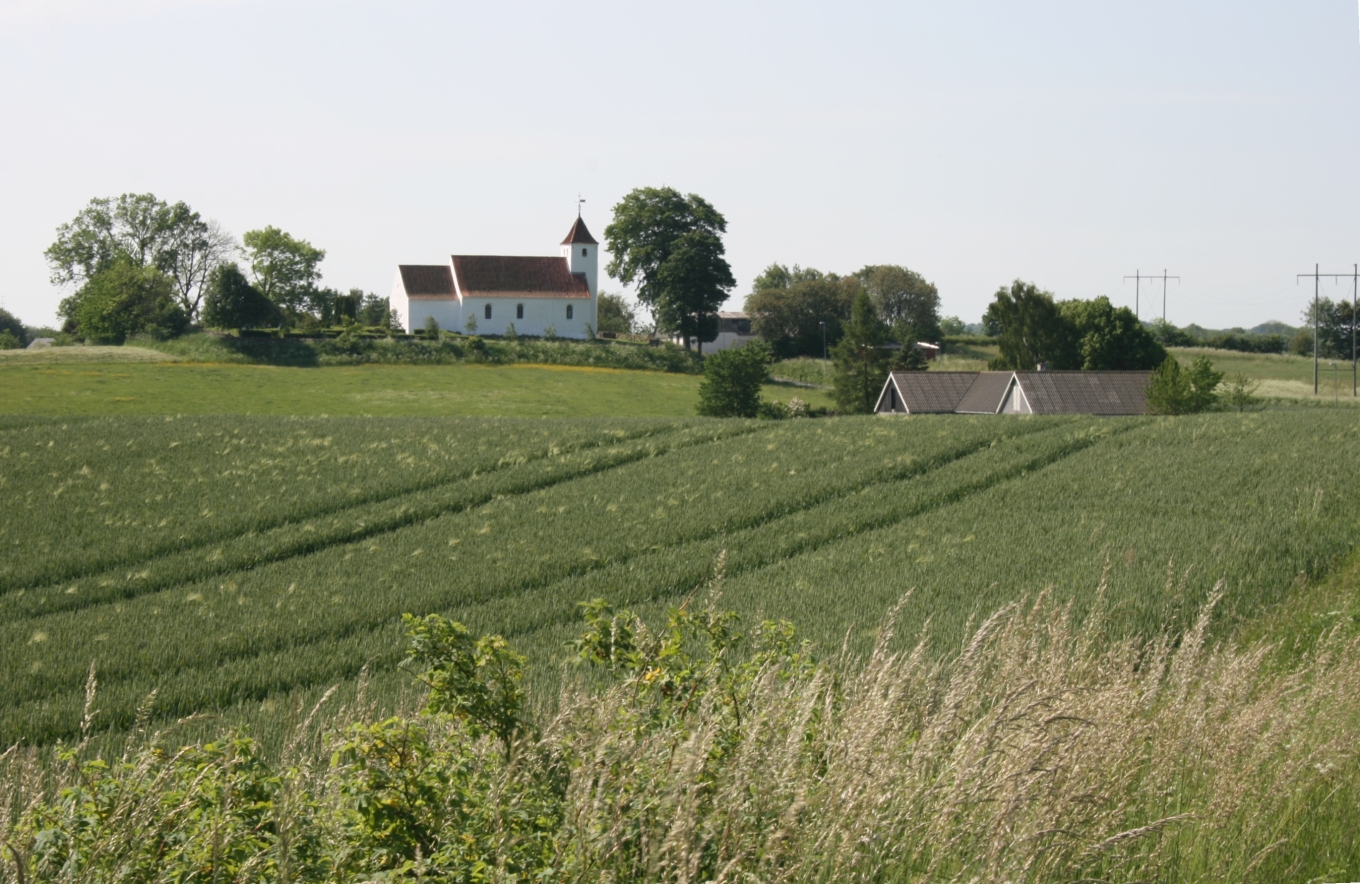
Сільська місцевість
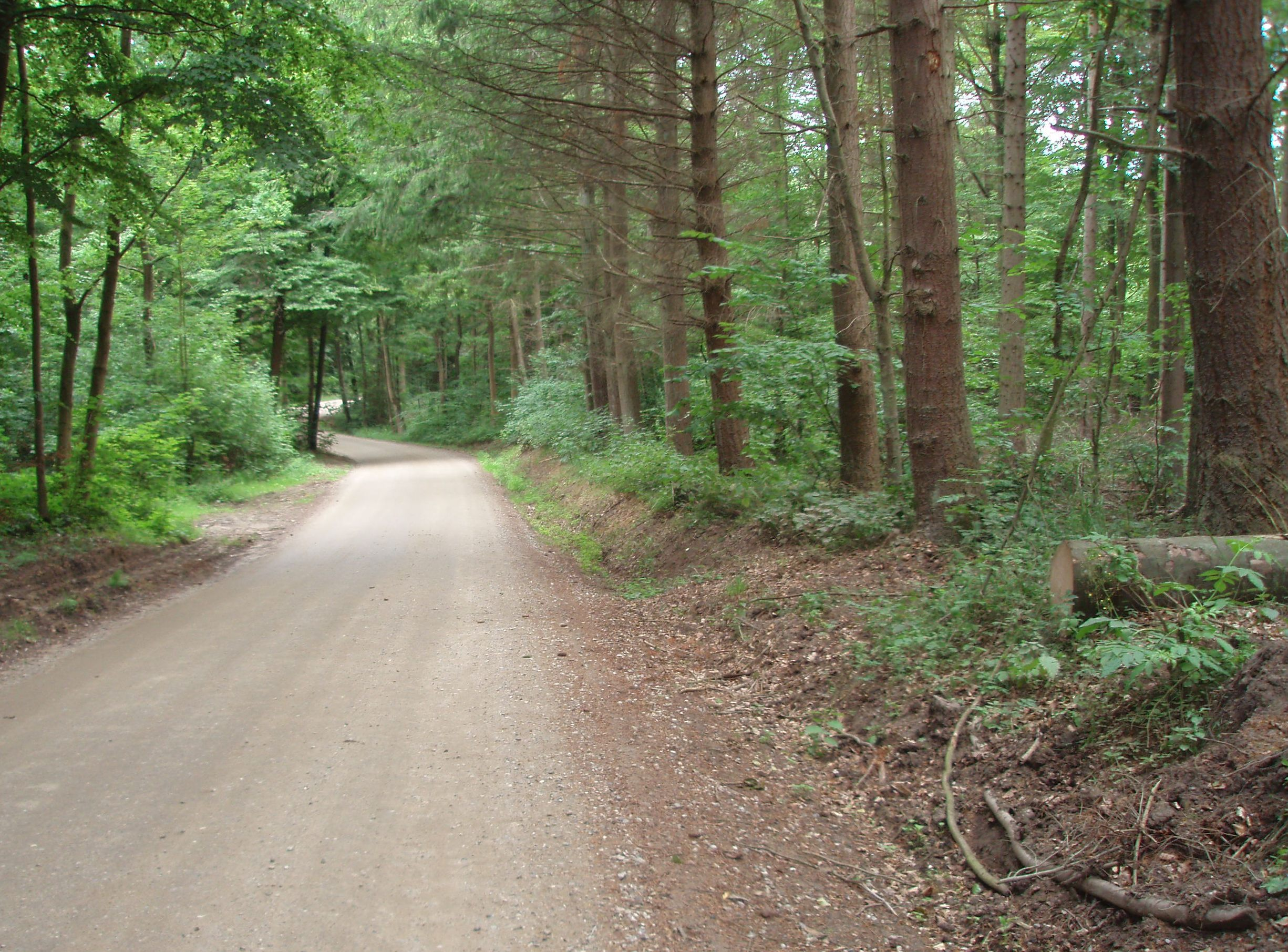
Ліс у Норборзі
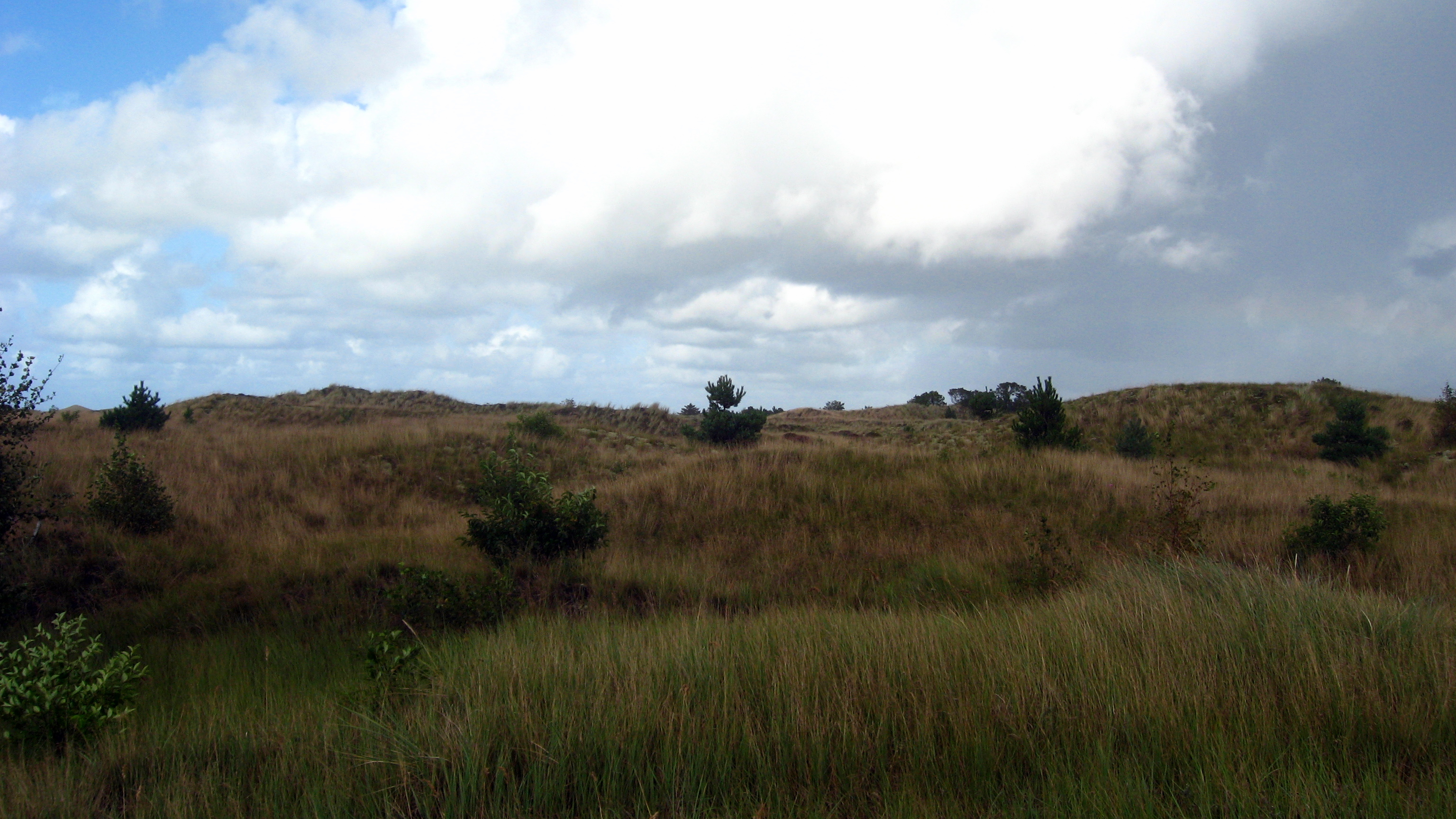
Північні ландшафти
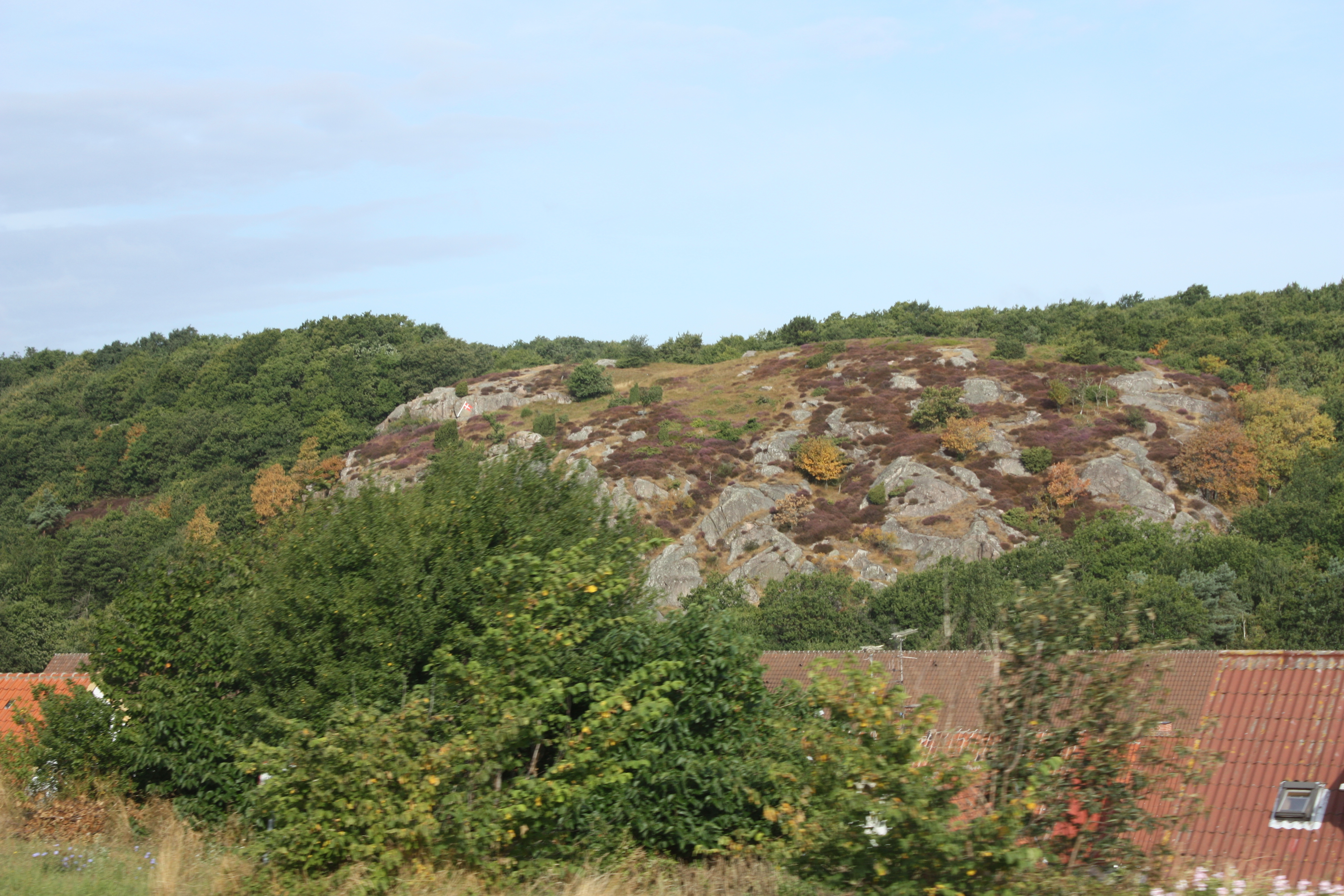
Скелі Борнгольму

Фізико-географічно територію Данії також можна розділити на 4 природні райони:
- 3ахідно-Ютландський район. Західна частина Ютландії. Під час останнього зледеніння не був вкритий льодовиком. Відрізняється більш вологими кліматом. Значні масиви вересових чагарників, хвойних насаджень
- Східно-Данський район. Східна частина Ютландії і Данський архіпелаг. Рельєф поверхні сильно розчленований морем. Найбільш освоєний і урбанізований. Численні озера, з'єднані річковими протоками. Масиви букових лісів.
- Північно-Данський район. Північна Ютландія і острів Венсюссель. Східчасті морські рівнини. Невеличкі масиви дубових лісів.
- Острів Борнгольм. На півночі й в центрі — виходи кристалічних порід. На південно-східному і західному узбережжях — піщані дюни. Широколистяні ліси, молоді насадження бука, ялини, сосни.

### Українською
- Атлас світу / голов. ред. І. С. Руденко ; зав. ред. В. В. Радченко ; відп. ред. О. В. Вакуленко. — К. : ДНВП «Картографія», 2005. — 336 с. — ISBN 9666315467.
- Атлас. 7 клас. Географія материків і океанів / Укладачі О. Я. Скуратович, Н. І. Чанцева. — К. : ДНВП «Картографія», 2014.
- Бєлозоров С. Т. Географія материків. — К. : Вища школа, 1971. — 371 с.
- Барановська О. В. Фізична географія материків і океанів : навч. посіб. для студентів ВНЗ : [у 2 ч.]. — Н. : Ніжинський державний університет ім. Миколи Гоголя, 2013. — 306 с. — ISBN 978-617-527-106-3.
- Гірничий енциклопедичний словник : у 3 т / за ред. В. С. Білецького. — Д. : Східний видавничий дім, 2001—2004.

- Дубович І. А. Країнознавчий словник-довідник. — 5-те вид., перероб. і доп. — К. : Знання, 2008. — 839 с. — ISBN 978-966-346-330-8.
- Економічна і соціальна географія країн світу. Навчальний посібник / За ред. Кузика С. П. — Л. : Світ, 2002. — 672 с. — ISBN 966-603-178-7.
- Панасенко Б. Д. Фізична географія материків : навч. посіб. : в 2 ч. — В. : ЕкоБізнесЦентр, 1999. — 200 с.
- Юрківський В. М. Регіональна економічна і соціальна географія. Зарубіжні країни: Підручник. — 2-ге. — К. : Либідь, 2001. — 416 с. — ISBN 966-06-0092-5.
- Фізична географія материків та океанів : підруч. для студ. вищ. навч. закл. : у 2 т / за ред. П. Г. Шищенка. — К. : Видавництво Київського нац. ун-т ім. Т. Шевченка, 2010. — Т. 2. : Європа. — 464 с. — ISBN 978-966-439-273-7.

### Англійською
- (англ.) Graham Bateman. The Encyclopedia of World Geography. — Andromeda, 2002. — 288 с. — ISBN 1871869587.
- (англ.) Fisher, Peter, trans. Saxo Grammaticus The History of the Danes, Book I—IX / Edited by Hilda Ellis Davidson. — Cambridge : D. S. Brewer, 1979. — Т. Volume I: Text.

### Російською
- (рос.) Географический атлас для учителей средней школы / Ответственный редактор атласа Л. Н. Колосова. — М. : Главное управление геодезии и картографии ГУГК СССР, 1982.
- (рос.) Серебряный Л. Р. Дания // Страны и народы. Зарубежная Европа. Общий обзор. Северная Европа / Редкол. : В. П. Максаковский, С. А. Токарев (отв. ред.) и др. — М. : «Мысль», 1981. — 269 с. — (Страны и народы) — 180 тис. прим.
- (рос.) Авакян А. Б., Салтанкин В. П., Шарапов В. А. Водохранилища. — М. : Мысль, 1987. — 326 с. — (Природа мира)
- (рос.) Алисов Б. П., Берлин И. А., Михель В. М. Курс климатологии [в 3-х тт.] / под. ред. Е. С. Рубинштейна. — Л. : Гидрометиздат, 1954. — Т. 3. Климаты земного шара. — 320 с.
- (рос.) Апродов В. А. Зоны землетрясений. — М. : Мысль, 2010. — 462 с. — (Природа мира) — ISBN 978-5-244-01122-7.
- (рос.) Букштынов А. Д., Грошев Б. И., Крылов Г. В. Леса. — М. : Мысль, 1981. — 316 с. — (Природа мира)
- (рос.) Власова Т. В. Физическая география материков. С прилегающими частями океанов. Евразия, Северная Америка. — 4-е, перераб. — М. : Просвещение, 1986. — 417 с.
- (рос.) Гвоздецкий Н. А. Карст. — М. : Мысль, 1981. — 214 с. — (Природа мира)
- (рос.) Гвоздецкий Н. А., Голубчиков Ю. Н. Горы. — М. : Мысль, 1987. — 400 с. — (Природа мира)
- (рос.) Добрынин Б. Ф. Физическая география Западной Европы. — М. : Учпедгиз, 1948. — 415 с.
- (рос.) Дания // Collier's Encyclopedia. —  : Crowell, Collier and Macmillan, 1998.
- (рос.) Исаченко А. Г., Шляпников А. А. Ландшафты. — М. : Мысль, 1989. — 504 с. — (Природа мира) — ISBN 5-244-00177-9.
- (рос.) Каплин П. А., Леонтьев О. К., Лукьянова С. А., Никифоров Л. Г. Берега. — М. : Мысль, 1991. — 480 с. — (Природа мира) — ISBN 5-244-00449-2.
- (рос.) Карри-Линдал К. Европа. — М. : Прогресс, 1981. — 334 с. — (Континенты, на которых мы живем)
- (рос.) Словарь современных географических названий / под общей редакцией акад. В. М. Котлякова. — Екатеринбург : У-Фактория, 2006.
- (рос.) Литвин В. М., Лымарев В. И. Острова. — М. : Мысль, 2010. — 288 с. — (Природа мира) — ISBN 978-5-244-01129-6.
- (рос.) Лобова Е. В., Хабаров А. В. Почвы. — М. : Мысль, 1983. — 304 с. — (Природа мира)
- (рос.) Максаковский В. П. Географическая картина мира. Книга I: Общая характеристика мира. — М. : Дрофа, 2008. — 495 с. — ISBN 978-5-358-05275-8.
- (рос.) Максаковский В. П. Географическая картина мира. Книга II: Региональная характеристика мира. — М. : Дрофа, 2009. — 480 с. — ISBN 978-5-358-06280-1.
- (рос.) Дания // Поспелов Е. М. Топонимический словарь. — М. : АСТ, 2005. — 229 с. — ISBN 5-17-016407-6.
- (рос.) Серебрянный Л. Р. Физическая география и четвертичная геология Дании. — М., 1967.
- (рос.) Физико-географический атлас мира. — М. : Академия наук СССР и Главное управление геодезии и картографии ГУГК СССР, 1964. — 298 с.
- (рос.) Дания // Энциклопедия стран мира / глав. ред. Н. А. Симония. — М. : НПО «Экономика» РАН, отделение общественных наук, 2004. — 1319 с. — ISBN 5-282-02318-0.

### Іншими
- (латис.) Petras Lingė. Europos valstybių gamtinė geografija. — 2007. — ISBN 978-9955-734-17-8.
- (дан.) Tabel 5: Danmarks 15 største søer // Danmarks Statistik: Statistisk Årbog 2009. — Copenhagen : Danmarks Statistik, 2009. — С. 15. — ISBN 978-9955-734-17-8.